# 船橋市
船橋市（ふなばしし）は、千葉県の北西部に位置する市。中核市および保健所政令市に指定されている。
人口は約65万人で、千葉県内では千葉市に次いで第2位の人口規模で、政令指定都市ではない市では日本最多の人口を有する。同じく中核市に指定されている柏市とともに東葛飾地域の中心都市である。旧東葛飾郡及び千葉郡。
1937年市制施行。

## 概要
葛南地域にあり、船橋商圏を形成する商業中心都市。政令指定都市を除くと最も人口が多く、中核市最多の人口を持つ都市であり、鳥取県、島根県並びに高知県の総人口を上回る。市の中心市街地・繁華街は総武線の船橋駅周辺であるが臨海部にはららぽーとやIKEAなどの旗艦店（1号店）をはじめ商業施設が多数立地し、県都「千葉」に対して商都「船橋」と呼ばれるほど商業が盛んである。中世には海老川河口の港、近世には佐倉街道・御成街道など交通の要所となり、船橋御殿や船橋宿の宿場町として栄えた。 近代になると、川端康成による船橋を舞台とした小説『童謡』に「いったいに兵隊の町である」と書かれている通り軍都「習志野」の近郊都市として、兵隊・軍属相手の産業が発達し、兵站物資の集積地・流通地として栄える。戦後の一時期は、戦災を逃れた船橋駅周辺は物資の集散地として「日本の上海」と言われるまでに闇市が賑わっていたこともあった。戦後は旧軍用地の宅地化、団地の造成、鉄道網の発達に伴い、東京都心からの近さもあってベッドタウンとしてますます人口が増加していった。
船橋は鉄道網が発達しており、10路線、31駅が市内にある。東京都心方面（総武本線・京葉線・武蔵野線・京成本線・東京メトロ東西線）及び、千葉県内各方面の成田国際空港（総武本線・京成本線・北総線）、東京ディズニーリゾート（京葉線・武蔵野線）、東葛地域（武蔵野線・東武野田線・京成松戸線）、千葉都心（総武本線）、蘇我副都心（京葉線）、幕張新都心（京葉線・武蔵野線）などと、多方面に対して多様な鉄道路線が利用可能である。総武線各駅停車・武蔵野線・京葉線・東京メトロ東西線・東葉高速線といった東西南北方向全ての路線が乗り入れる西船橋駅は乗り換え客が非常に多く、総武快速線は停車しないにもかかわらず、駅利用者数は千葉駅や船橋駅を凌ぎ県内1位である。市内中心駅の船橋駅も駅利用者数は県内2位を誇り、船橋市は鉄道交通の要所となっている。
戦前から住宅地開発が行われており（住宅営団による夏見台住宅地）、高度成長期には、多くの農地や森が大規模な団地などへと転用された。人口の急激な増加により鉄道の混雑が激しくなり、国鉄は通勤五方面作戦にて総武本線の複々線化を行った。船橋の中心市街地は旧宿場町の本町通りと船橋駅から南側の京成船橋駅方面を中心として古くから繁華街として賑わっていた。国鉄船橋駅前には1967年に西武百貨店、1977年に東武百貨店などの大型店も進出し、中山競馬場（中央競馬）、船橋競馬場（地方競馬）、サテライト船橋・オートレースふなばし があり、公営ギャンブルも充実している。かつては遊廓などの花町や船橋若松劇場、高度経済成長期には湾岸部に船橋ヘルスセンター、船橋サーキット、船橋飛行場などのレジャー施設、1990年代には屋内スキー場のららぽーとスキードームSSAWSが営業していたが、再開発によりららぽーとTOKYO-BAYやイケアなどの商業施設や高層マンション群に変貌している。1990年代以降、湾岸部や内陸部に大規模なショッピングセンターが相次いで開業したため、商業施設は市内各地に分散化の傾向にある。
明治以来、船橋では隣接する習志野市とともに軍事施設が増えたため、軍の将校、外国の武官、留学生などの住宅が建てられた。都市部では、東京の近郊都市として近代化が進み、電気・通信・交通・医療などの各方面のインフラが整備され、花輪や宮本などの海岸部には高級別荘地として山崎別荘（凌雲荘）が造成された。1933年、京成電鉄が海神駅北側の海神台や風光明媚な海神山（丘陵地）に開発した海神台分譲地（海浜別荘住宅地）が売り出された。また、花輪台（宮本6丁目周辺）では、明治40年頃に凸版印刷の創始者・伊藤貴志 の別荘（伊藤別荘）が建てられ、大正期には東京両国で広く洋紙卸業を営んでいた山崎梅之助の息子・山崎鉦三が迎賓館的な使用を目的として山崎別荘（凌雲荘）を建てるなど「西の海神、東の花輪台」と呼称される別荘地・高級住宅街となった。近年では湾岸部の京葉線沿線では工場や倉庫の跡地に集合住宅が建てられ、もともと農地が多かった内陸部の東武野田線（東武アーバンパークライン）沿線・東葉高速線沿線では、新興住宅地の開発が行われている。東京都心や成田国際空港・東京国際空港（羽田空港） へのアクセスの良さや、商業施設の充実、整備された公共施設、自然豊富な住環境が整っている。買って住みたい街においても、首都圏第1位を記録するなど定住を目的としたファミリー層を中心に支持を受けている。

## 地理
千葉県北西部、東京湾の最奥部に位置する。都道府県庁所在地である千葉市と日本の首都である東京都（都心）のほぼ中間、共に半径20キロメートル圏域に位置する。都市雇用圏における東京都市圏（東京都区部）のベッドタウンとしての性質もあり、高層マンションや住宅街が林立している。東京都特別区部への通勤率は34.5%（2015年国勢調査）。
中央部一帯は平坦な下総台地の洪積台地を形成している。臨海部は沿岸流によって形成された砂丘地帯となっている。台地と砂丘の間は関東平野の平地が広がり、低地は沖積平野となっている。かつては台地縁近部の樹枝状侵食谷には谷津田が営まれ、台地上は林と畑であったが、近年では台地上下に住宅地が広がっている。最高点は習志野三丁目の32.3メートルであり、最低点は南海神一丁目、湊町一丁目の0.2メートルとなっている。
市内には西部を南流して東京湾に注ぐ海老川、東北部を東流して印旛放水路に注ぐ神崎川があり、下総台地が海老川水系と利根川水系の分水界を形成している。かつては遠浅の海岸の浅瀬が広がっていたが、1980年代までに大半が埋め立てられ、唯一三番瀬のみが残った。この三番瀬は、1990年代まで残存した東京湾の干潟としては最大のもので、1996年の調査で54種の魚類が確認されるなど、魚介類を含む 海洋生物が多く生息し、コアジサシが越冬地へ向かう際に直行せずに立ち寄るなど 渡り鳥や水鳥が多数飛来する湿地にもなっており、谷津干潟と相互に補完しあいながらシギ類のエサ場として機能するなど自然が残っている。また、浅瀬に生息する二枚貝がわずか数日で海水を浄化するなど、湾内の水質の保全にも大きな役割を果たしているとされている。2001年に当市が市川市や習志野市と共にラムサール条約登録を千葉県に要望し、同年9月に同条約の事務局長が視察をした。
市の中東部にある習志野ノ原は、明治天皇が千葉県下に最初に行幸した際の近衛兵の天覧演習地で、勅諭で名付けられた地名である。習志野や習志野台などの地名はそのことに由来している。
市域の広がりは東西13.86キロメートル、南北14.95キロメートルである。隣接する市川市との間に市境の未確定地がある。場所はふなばし三番瀬海浜公園近くの海岸（砂浜）。未確定分の面積は0.14平方キロメートル。また、丸山地区が鎌ケ谷市に囲まれた飛地となっているが、これは法典村が1889年の町村制施行時に成立した際、土地所有者が藤原在住者であったため、現在の土地区分けとなったとされる。

### 地質
本町をはじめとする南部低地の多くは未固結堆積物、臨海部は埋立堆積物で形成されている。宮本周辺の低地は泥がち堆積物、高台は現世砂堆積物となっている。分水界より北部上の台地の大部分は立川ローム層・武蔵ローム層・下末吉ローム層、南部の台地は立川ローム層・武蔵ローム層となっている。

### 地形
平野・丘陵
- 関東平野、下総台地、東京湾岸低地

河川
- 一級河川利根川水系（東京湾へ）
  - 真間川、二和川、法田川、二俣川、葛飾川
- 一級河川利根川水系（印旛放水路から印旛沼へ）
  - 桑納川、坪井川、駒込川、木戸川、三咲川、大穴川、金堀川、神保川、神崎川、鈴身川、高才川、小室川、小野田川、二重川、豊富川、白幡川、志多田川

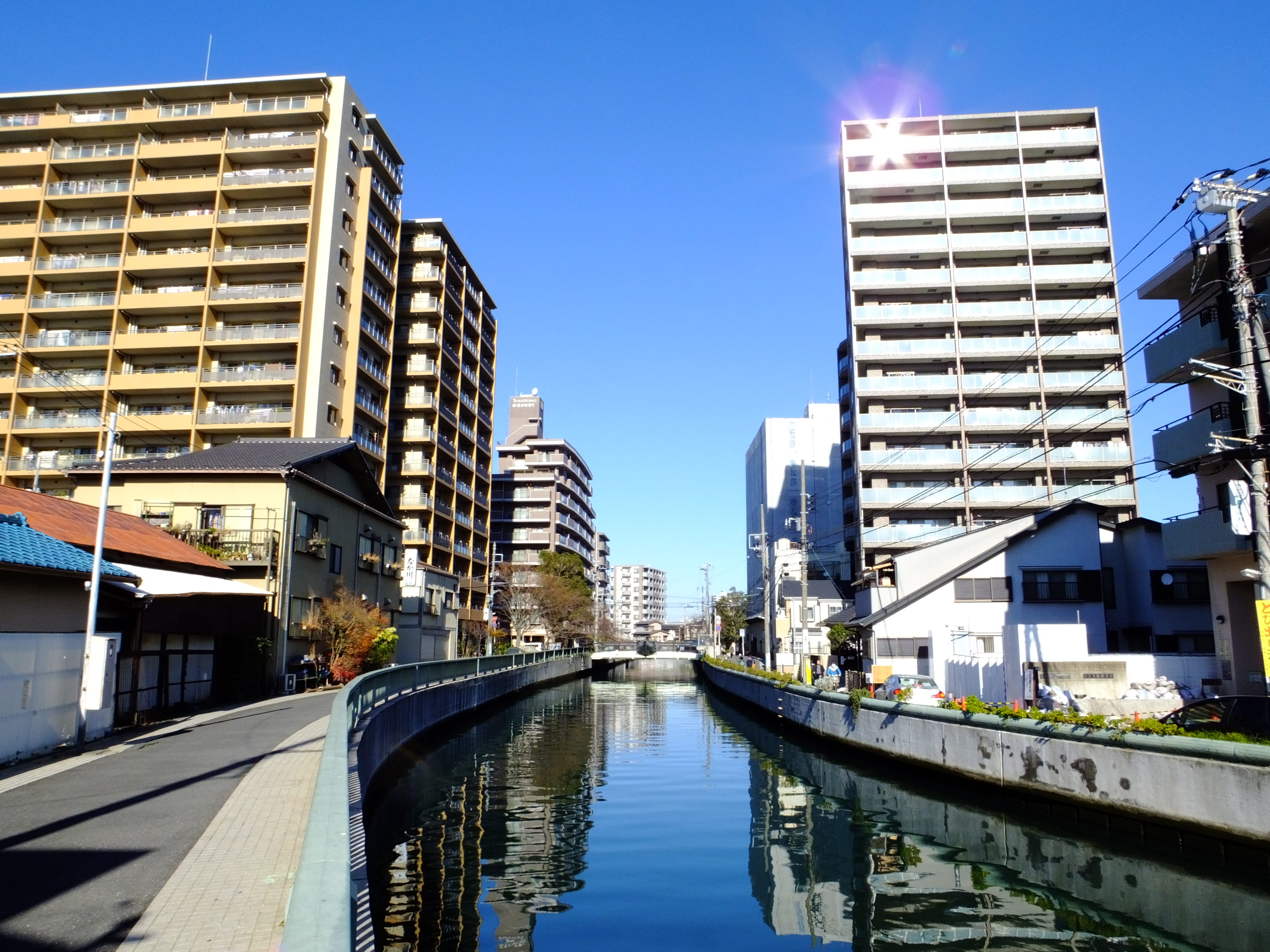
二級河川海老川水系（東京湾へ）
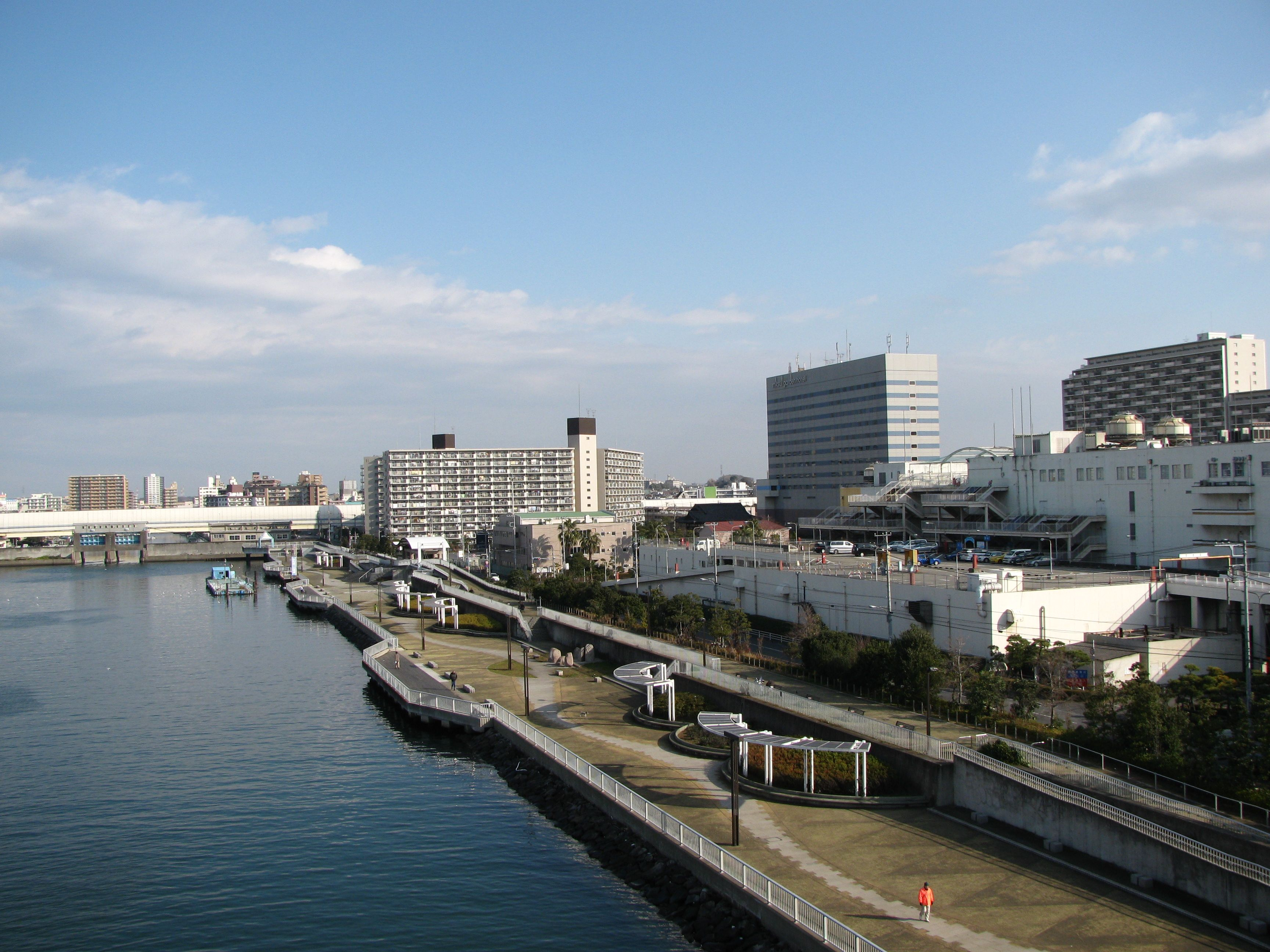
海老川（海老川大橋付近）
船橋市三番瀬海浜公園
  - 海老川、長津川、上長津川、向田川、貝塚川、塚田川、銅谷川、前原川、中野木川、花輪川、宮本川、市場川、飯山満川、北谷津川、金杉川、高根川、念田川、宮前川
- 二級河川菊田川水系（東京湾へ）
  - 田喜野井川、二宮川、三田川、三山川
- その他単独河川
  - 海神川、本海川、高瀬川、谷津川

湖沼
- おはんが池、長津川調整池

干潟
- 三番瀬

海岸
- 東京湾

- 海老川（海老川橋付近）
- 海老川（海老川大橋付近）
- 船橋市三番瀬海浜公園

### 気候
内陸の薬円台にあるアメダスによると、1月の平均最低気温は0.4℃であり、東京都心（北の丸公園）や千葉市（旧千葉測候所）の平均値より気温が低く、最低気温が冬日の年平年値は30.4日である。また、最も暑い8月の平均最高気温は31.3℃であり、周辺の地域とほぼ同じである。
| 船橋（標高28m）の気候                                         | 船橋（標高28m）の気候 | 船橋（標高28m）の気候 | 船橋（標高28m）の気候 | 船橋（標高28m）の気候 | 船橋（標高28m）の気候 | 船橋（標高28m）の気候 | 船橋（標高28m）の気候 | 船橋（標高28m）の気候 | 船橋（標高28m）の気候 | 船橋（標高28m）の気候 | 船橋（標高28m）の気候 | 船橋（標高28m）の気候 | 船橋（標高28m）の気候 |
| 月                                                            | 1月                   | 2月                   | 3月                   | 4月                   | 5月                   | 6月                   | 7月                   | 8月                   | 9月                   | 10月                  | 11月                  | 12月                  | 年                    |
| ------------------------------------------------------------- | --------------------- | --------------------- | --------------------- | --------------------- | --------------------- | --------------------- | --------------------- | --------------------- | --------------------- | --------------------- | --------------------- | --------------------- | --------------------- |
| 最高気温記録 °C （°F）                                        | 18.6 (65.5)           | 24.7 (76.5)           | 24.8 (76.6)           | 29.2 (84.6)           | 34.7 (94.5)           | 37.1 (98.8)           | 38.6 (101.5)          | 39.0 (102.2)          | 35.9 (96.6)           | 32.2 (90)             | 26.2 (79.2)           | 23.5 (74.3)           | 39.0 (102.2)          |
| 平均最高気温 °C （°F）                                        | 9.5 (49.1)            | 10.3 (50.5)           | 13.8 (56.8)           | 18.7 (65.7)           | 23.1 (73.6)           | 25.9 (78.6)           | 29.7 (85.5)           | 31.3 (88.3)           | 27.5 (81.5)           | 21.9 (71.4)           | 16.7 (62.1)           | 11.7 (53.1)           | 20.0 (68)             |
| 日平均気温 °C （°F）                                          | 4.8 (40.6)            | 5.7 (42.3)            | 9.0 (48.2)            | 13.8 (56.8)           | 18.5 (65.3)           | 21.6 (70.9)           | 25.4 (77.7)           | 26.8 (80.2)           | 23.4 (74.1)           | 17.8 (64)             | 12.2 (54)             | 7.1 (44.8)            | 15.5 (59.9)           |
| 平均最低気温 °C （°F）                                        | 0.4 (32.7)            | 1.4 (34.5)            | 4.4 (39.9)            | 9.3 (48.7)            | 14.5 (58.1)           | 18.4 (65.1)           | 22.4 (72.3)           | 23.7 (74.7)           | 20.2 (68.4)           | 14.3 (57.7)           | 8.2 (46.8)            | 2.8 (37)              | 11.7 (53.1)           |
| 最低気温記録 °C （°F）                                        | −5.4 (22.3)           | −4.7 (23.5)           | −2.0 (28.4)           | −0.6 (30.9)           | 7.4 (45.3)            | 10.7 (51.3)           | 15.7 (60.3)           | 16.6 (61.9)           | 9.5 (49.1)            | 6.0 (42.8)            | −1.1 (30)             | −3.6 (25.5)           | −5.4 (22.3)           |
| 降水量 mm （inch）                                            | 63.0 (2.48)           | 61.4 (2.417)          | 103.0 (4.055)         | 114.5 (4.508)         | 129.8 (5.11)          | 155.3 (6.114)         | 121.9 (4.799)         | 111.4 (4.386)         | 189.7 (7.469)         | 239.9 (9.445)         | 97.4 (3.835)          | 63.3 (2.492)          | 1,466.1 (57.72)       |
| 平均降水日数 （≥1.0 mm）                                      | 4.9                   | 6.2                   | 9.5                   | 10.0                  | 10.2                  | 11.7                  | 9.8                   | 7.8                   | 10.9                  | 10.9                  | 8.4                   | 5.9                   | 106.5                 |
| 平均月間日照時間                                              | 192.0                 | 166.0                 | 182.8                 | 185.3                 | 185.3                 | 128.0                 | 162.6                 | 194.1                 | 143.8                 | 137.7                 | 145.9                 | 177.3                 | 1,999.9               |
| 出典：気象庁 （平均値：1999年 - 2020年、極値：1999年 - 現在） |                       |                       |                       |                       |                       |                       |                       |                       |                       |                       |                       |                       |                       |

## 人口
2020年国勢調査より前回調査からの人口増減を見ると、3.22%増の642,972人であり、増減率は千葉県下54市町村中8位、60行政区域中9位。
| |                                        |  |
| 船橋市と全国の年齢別人口分布（2005年） | 船橋市の年齢・男女別人口分布（2005年） |  |
| ■紫色 ― 船橋市 ■緑色 ― 日本全国 | ■青色 ― 男性 ■赤色 ― 女性              |  |
| 船橋市（に相当する地域）の人口の推移 \| 1970年（昭和45年） \| 325,426人 \| \| \| 1975年（昭和50年） \| 423,101人 \| \| \| 1980年（昭和55年） \| 479,439人 \| \| \| 1985年（昭和60年） \| 506,966人 \| \| \| 1990年（平成2年） \| 533,270人 \| \| \| 1995年（平成7年） \| 540,817人 \| \| \| 2000年（平成12年） \| 550,074人 \| \| \| 2005年（平成17年） \| 569,835人 \| \| \| 2010年（平成22年） \| 609,040人 \| \| \| 2015年（平成27年） \| 622,890人 \| \| \| 2020年（令和2年） \| 642,907人 \| \| |                                        |  |
| 総務省統計局 国勢調査より |                                        |  |
| 1970年（昭和45年） | 325,426人                              |  |
| 1975年（昭和50年） | 423,101人                              |  |
| 1980年（昭和55年） | 479,439人                              |  |
| 1985年（昭和60年） | 506,966人                              |  |
| 1990年（平成2年） | 533,270人                              |  |
| 1995年（平成7年） | 540,817人                              |  |
| 2000年（平成12年） | 550,074人                              |  |
| 2005年（平成17年） | 569,835人                              |  |
| 2010年（平成22年） | 609,040人                              |  |
| 2015年（平成27年） | 622,890人                              |  |
| 2020年（令和2年） | 642,907人                              |  |

## 歴史

### 市名

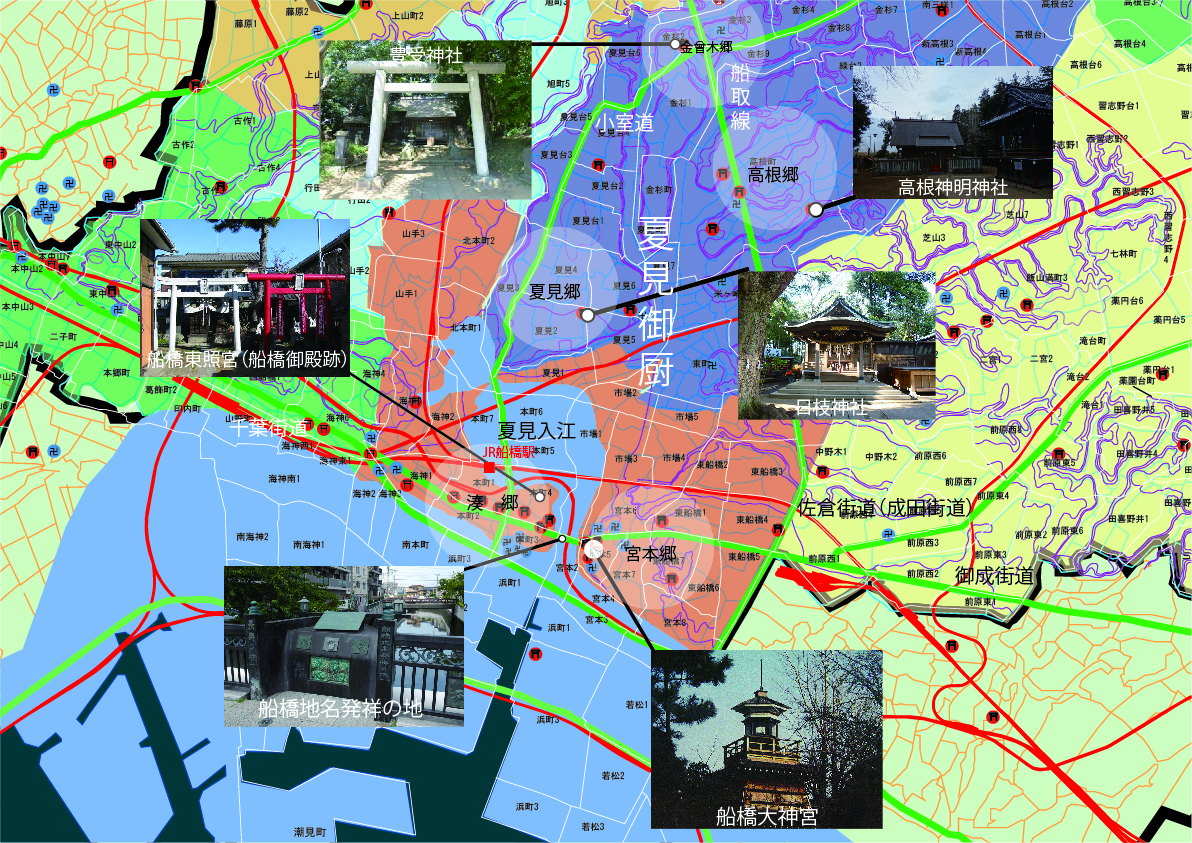
夏見の入江と御厨の配置を示した図

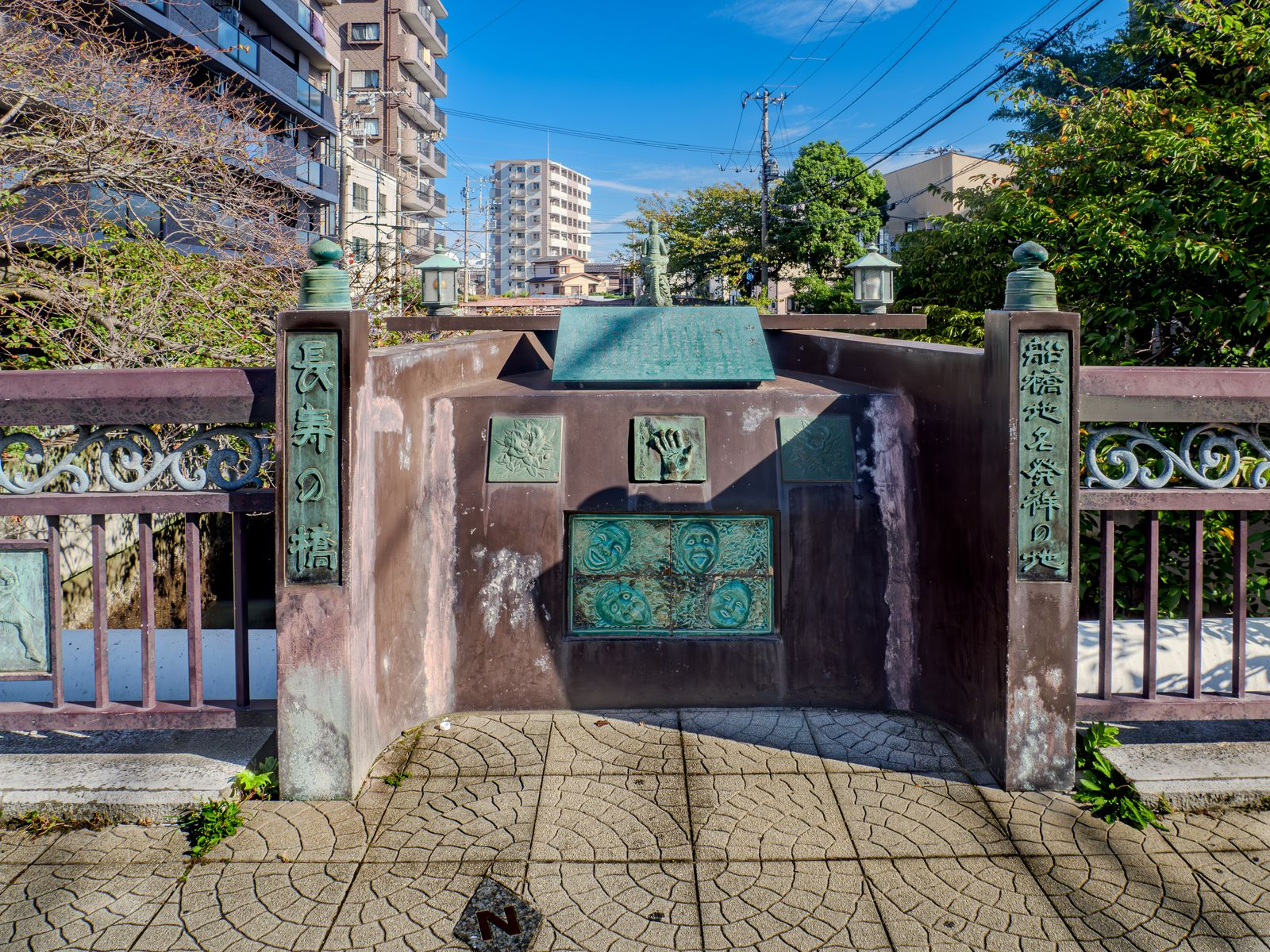
海老川橋、船橋地名発祥の碑

- 市名は直接には、市成立以前の船橋町にちなむ。船橋の地名の起源については諸説あるが、伝説では日本武尊が東征の折、川を渡るために船で橋を作ったのが由来とされている。市内を流れる海老川に船を並べ、その上に板を渡し橋を造った。そのような船で造られた橋のことを「船橋」ということから船橋となった、というのが最も有力な説である。海老川はかつて現在よりも水量、川幅があったとされ、現在は陸地であるが夏見干潟と呼ばれる大きな入り江があり、港として栄えていたという。
- 船橋という地名が世間で用いられるようになったのは鎌倉時代とされており、同時代の歴史書「吾妻鏡」に「船橋」という地名が出てくる。

### 沿革
※本節では大観のみ記述する。地域ごとに独自色が強いので、詳細な歴史記述は旧町村の記事を参照
- 海老ヶ作遺跡や高根木戸貝塚など規模の大きな貝塚が発見されていることから、縄文時代からかなり大きな集落が存在していたと思われる。
- 平安時代中期の『日本三代実録』に「下総の国意富比神」とみえる。この意富比（おおい）神社が船橋大神宮の前身とされる。
- 中世には海老川河口の港として交通の要地となり、また意富比神社の門前には市が立って大変な賑わいを見せた。
- 近世には房総往還・御成街道・佐倉街道などの主要街道沿いの地域は間の宿として栄えた。特に、成田山信仰が盛んとなると、成田山への参拝客の休憩地として一層発展した。
- 近代になると、川端康成の書いた小説に『船橋は兵隊の町』と書かれている通り、間の宿に代わり、軍都習志野の近郊都市として、兵隊・軍属相手の産業が発達した。また、都市部では、東京の近郊都市として近代化が進み、電気・通信・交通・医療などの各方面のインフラが整備され、花輪や宮本などの海岸部には高級別荘地として山崎別荘が造成された。
- 敗戦直後、戦災を免れた上に物資の集散地だったことから、闇市が隆盛を極め、「日本の上海」という異名をつけられたこともある。
- 戦時中から東京方面の軍事工場が疎開していたが、戦後の経済成長の中で、海岸部埋立地には京葉工業地帯が成立した。
- 市制施行は千葉市、銚子市、市川市に続く4番目であった。
  - 1960年完成の公団住宅前原団地の建設を契機に、内陸部には多くの住宅団地が開発され、東京のベッドタウンとして人口が増加した。

### 年表

#### 先史時代
- 有史以前 - 富士山や赤城山、筑波山などの噴火活動と地殻変動によって、陸地が形成された。その後、東京湾沿いの台地が海水や雨水などによって侵食され、谷津地形が形成された。
- 旧石器時代 - 市域の下総台地上には、法蓮寺山遺跡・八人割遺跡・西ノ台遺跡などの旧石器時代に遡る遺跡が分布し、3万年ほど前に居住者がいたと考えられている[31]。
  - 西ノ台遺跡（二和西）・法華寺山遺跡（藤原）・ 八人割遺跡（藤原町）・下郷後遺跡（藤原）

#### 縄文から奈良時代まで
縄文時代
- 早期 - 佐倉道南遺跡（前原）・飛ノ台貝塚（海神）などの遺跡が見られる。
- 前期 - 西ノ台遺跡（二和西）・飯山満東遺跡（芝山）・古和田台遺跡（新高根）・法蓮寺山遺跡（藤原）・下郷後遺跡（藤原）・八栄北遺跡などの遺跡が見られる。
- 中期 - 海老ヶ作遺跡（大穴町）・高根木戸遺跡（西習志野）・高根木戸北遺跡（西習志野）・沢之台遺跡（七林町）・中野木台遺跡（中野木町）・飯山満東遺跡（芝山）・中野木新山遺跡（中野木町）・飯山満台遺跡などの遺跡が見られる。
- 後期 - 古作貝塚（古作町）・宮本台遺跡（東船橋）・薬園台遺跡（薬円台）・池谷津遺跡（小室）・金堀台貝塚（豊富町）などの遺跡が見られる。
- 末期 - 金堀台貝塚（豊富町）・池谷遺跡（小室）などの遺跡が見られる。

弥生時代
- 中期 - 法蓮寺山遺跡（藤原）などの遺跡が見られる。
- 西暦110年（景行天皇40年） - 意富比神社が創建される。
- 後期 - 夏見台遺跡（夏見台）・夏見大塚遺跡（夏見台）・立場遺跡（金杉）などの遺跡が見られる。

古墳時代 - 総国の千葉国造と印波国造の所轄となる。
- 前期 - 西ノ台遺跡（二和西）などの遺跡が見られる。
- 中期 - 外原遺跡（田喜野井）・柏上遺跡（八木ヶ谷）・夏見台遺跡（夏見台）などの遺跡が見られる。
- 後期 - 夏見台遺跡（夏見台）・小室遺跡（小室）・海神台西遺跡（海神）・印内台遺跡（印内）

飛鳥時代 - 兵部省所管の大結馬牧が夏見付近に設置される。
奈良時代 - 印内台遺跡（印内）・夏見台遺跡（夏見台）・本郷台遺跡（西船）・海神台西遺跡（海神）などの遺跡が見られる。
- 645年 - 大化の改新後、市南部及び中部・東部（元禄以後、千葉郡となる）は下総国葛飾郡に、北部は千葉郡の管轄となる。

#### 平安から戦国時代まで
平安時代
- 前期 - 夏見台遺跡（夏見台）・夏見大塚遺跡（夏見台）・印内台遺跡（印内）・印内遺跡（印内）・本郷台遺跡（西船）・本郷台遺跡（西船）・海神大西遺跡（海神）などの遺跡が見られる。
- 863年（貞観5年） - 『日本三代実録』に「下総国意富比神社」の名が見られる。
- 927年（延長5年） - この年に成立した『延喜式』に「意富比神社」・「二宮神社（論社）」の名が見られる。
- 935年（承平5年） - この年に成立した「倭名類衆抄」の郷名に「栗原郷」の名が見られる。
  - 2月 - 平将門の乱が起こる。市内各地に将門伝説が伝わる。
- 1138年（保延4年） - 海老川流域の湊郷、夏見郷、金曾木郷、宮本郷、高根郷が伊勢神宮の御厨（船橋御厨）となる。御厨内に夏見神明社・豊受神社などが創建される。
- 1186年（文治2年） - 『吾妻鏡』によれば船橋御厨が伊勢神宮の御厨から白河院領となる。

鎌倉時代
- 12世紀末 - 豊富地区の一部が萱田神保御厨（臼井氏の荘園）となる。
- 14世紀 - 歴史書「吾妻鏡」で、船橋という地名がはじめて現れる。
- 1331年（元徳3年） - 『中山法華経寺文書』に「古牟呂村」（小室村）の名が見られる。

室町時代・戦国時代
- 南北朝時代から室町時代にかけて市域の西部・北部は、法華経寺領（千葉胤貞より移譲）、東部は馬加氏（馬加城主）の領地となる
- 戦国時代前後、市域を含む下総国西部が千葉氏家臣の原氏（生実城主）の領地となる。
- 1410年（応永17年） - 『浄光院文書』に「大神保村」の名が見られる。
- 1423年（応永30年） - 御滝山金蔵寺開山。
- 1445年（文安2年） - 「下総三山の七年祭り」の祭礼の元となった磯出祭りが行われるようになる。
- 1563年・1564年（永禄6年・永禄7年） - 小金原（習志野台にあった酒山砦）で第二次国府台合戦の小競り合いが起きる。
- 1566年（永禄9年） - 上杉謙信の攻勢に伴い、原氏が臼井城に拠点を移動。栗原・船橋の領地が高城氏（小金城主）に移譲される。
- 1568年（永禄11年） - 北条氏の豪族に攻撃され、夏見城（現：長福寺）が落城。

#### 安土桃山から江戸時代まで
安土桃山時代
- 1578年（天正6年） - 領主の高城胤辰が船橋大神宮の門前町の自治を許す。
- 1590年（天正18年） - 北条氏滅亡に伴い、徳川氏が関東に入府。武田信吉の領地となる。幕府によって、市域中部一帯に小金牧が設置される。

江戸時代
- 武田信吉の佐倉藩転封後、栗原藩を除き、主要な街道筋は天領・その他は旗本の知行地として分割統治される。
- 1600年（慶長5年） - 徳川氏の家臣である成瀬氏が関ヶ原の戦いの戦功による加増で大名に列せられ、栗原（現在の本中山・西船付近）に陣屋を置く（栗原藩）。
- 1614年（慶長19年） - 東金での鷹狩を目的に御成街道が整備される。船橋御殿（現・船橋東照宮近辺）がつくられる。
- 1615年（元和元年） - 徳川家康・秀忠一行が船橋御殿に宿泊、献魚の功から船橋浦が御菜浦（専用磯魚場）に指定される。
- 1638年（寛永15年） - 藩主・成瀬氏の断絶によって、栗原藩が改易される。
- 1674年から1678年（延宝2年 - 延宝6年） - 小金牧の一部が開墾され、神保新田・前原新田・滝台新田・上山新田・藤原新田・丸山新田・行田新田の7ヵ村が新たに開村。
- 1703年（元禄16年） - 元禄大地震によって、船橋浦の海底が変化、良好な魚場環境が失われ、漁獲量が大幅に減少。献魚から金納に転換するが御菜浦の権威が失墜し、密猟者が急増。1874年（明治7年）に永代が廃止されるまで、魚場争いが熾烈となる。
- 1721年（享保6年） - 船橋の幕府試砲台場（現：了源寺）で、大砲の試射が行われる。
- 1722年（享保7年） - 享保改革の一環として、丹羽正伯と桐山太右衛門によって、下総小金野薬園が開設される（後の薬園台新田）。
- 1725年（享保9年） - 第1回徳川将軍家小金原御鹿狩（ししかり）が行われる（徳川吉宗）。
- 1726年（享保11年） - 第2回徳川将軍家小金原御鹿狩が行われる（徳川吉宗）。
- 1785年（天明5年） - 西海神浜で塩田業が本格化する。
- 1795年（寛政7年） - 第3回徳川将軍家小金原御鹿狩が行われる（徳川家斉）。
- 1817年（文化14年） - 安川塾が開塾。
- 1824年（文政7年） - 船橋漁師と猫実・東宇喜田漁師が漁場で乱闘となり、船橋漁師総代が入牢され獄死する。
- 1849年（嘉永2年） - 第4回徳川将軍家小金原御鹿狩が行われる（徳川家慶）。

#### 明治から戦前まで
- 1868年（慶応4年） - 戊辰戦争に伴う船橋の戦いで船橋大神宮周辺・馬込沢台・海神方面で戦闘が発生、本陣があった大神宮をはじめ船橋本町の大半が焼失した。幕府の消滅に伴い幕府領が佐倉藩に編入された。
- 1869年（明治2年） - 葛飾県が設置され、その大部分が管轄となった。
  - 10月-12月 - 小金牧の開墾事業によって、二和・三咲の集落が開村した。
- 1871年（明治4年） - 印旛県が設置され、その管轄となった。
- 1872年（明治5年） - 学制が頒布され、各地に尋常小学校（船橋小・宮本小・法典小・海神小・豊富小・八栄小の前身）が開校した。
- 1873年（明治6年）4月29日 - 明治天皇が、近衛兵の大演習のため、大和田原に行幸した。（史上初めて歴代天皇が県下に来幸）
  - 5月13日 - 陸軍習志野原練兵場が二宮村に設置される。後に大和田町・幕張町に拡張した。
  - 6月15日 - 千葉県が設置され、その管轄となった。
- 1881年（明治14年）八栄村・法典村・二宮町・豊富村が宮内省管轄の習志野原御猟場となり、演習場内に御猟場事務所（現・郷土資料館近辺）が設置された（1925年廃止）。
- 1889年（明治22年）4月1日 - 町村制施行によって、当市域に船橋町、葛飾町、八栄村、法典村、塚田村が成立した。
- 1894年（明治27年）7月20日 - 総武鉄道、市川 - 佐倉間開通。船橋駅が開業した。
- 1895年（明治28年）4月12日 - 下総中山駅が開業した。
  - 9月21日 - 総武鉄道、津田沼駅が開業した。
- 1897年（明治30年）6月1日 - 総武鉄道の全線開通によって、東京から成田への日帰り旅行が可能となり、継場としての繁栄は終止符がうたれた。以後、特に海岸部は、商業・レジャー都市としての性格が強くなる。
- 1899年（明治32年） - 習志野騎兵連隊が編成された。
- 1900年（明治33年） - 11月27日習志野衛戍病院（後の習志野陸軍病院）が二宮村に設立された。
- 1903年（明治36年） - 古和釜農民（豊富村）が御猟場反対運動を起こした。
- 1907年（明治40年）9月1日 - 総武鉄道が国有化された。
- 1908年（明治41年）6月17日 - 国鉄総武本線、市川 - 船橋間（同年、船橋 - 千葉間）が複線化された。
- 1915年（大正4年）3月 - 海軍無線電信所船橋送信所が塚田村と葛飾町に竣工した。
- 1916年（大正5年） - 陸軍騎兵学校が二宮村に移転した。
  - 12月30日 - 京成電気軌道（現・京成電鉄）が船橋まで延長、京成船橋駅が開業した。
- 1918年（大正7年）7月 - 東華学校（現・県立船橋高等学校）が創立した。
- 1919年（大正8年）10月 - 松戸競馬倶楽部（現・中山競馬場）が現在地に移転した。
- 1923年（大正12年）9月1日 - 関東大震災が発生するが、被害は軽微。海軍無線電信所船橋送信所より、震災発生を全国に打電。東京方面から多くの被災者が流入した。
  - 12月27日 - 北総鉄道（現・東武鉄道野田線）が船橋 - 柏間に開通した。
- 1925年（大正14年） - 八栄村・法典村・二宮町・豊富村にあった宮内省管轄の習志野原御猟場が廃止された。
- 1929年（昭和4年） - ツェッペリン号が習志野原に立ち寄った。
- 1933年（昭和8年）9月15日 - 国鉄総武本線、市川 - 船橋間が電化された。
  - 8月1日 - 陸軍習志野学校が二宮町に開校（後に行政境界の改変により、習志野市に編入される）した。
- 1935年（昭和10年）7月1日 - 国鉄総武本線、船橋 - 千葉間が電化された。

##### 市制後
- 1937年（昭和12年）4月1日 - 東葛飾郡船橋町、葛飾町、八栄村、法典村、塚田村が合併して、船橋市が発足。県下で4番目の市制施行された。
- 1941年（昭和16年）12月2日 - 海軍無線電信所船橋送信所を通じ「ニイタカヤマノボレ1208」の暗号がハワイへ向けて航行中の真珠湾攻撃部隊に打電された。
  - 日本建鐵船橋製作所などの軍需工場が移転して来た。
- 1942年（昭和17年）4月 - 東京初空襲の編隊が通過した。
- 1943年（昭和18年）
  - 1月10日 - 現在の船橋市地方卸売市場付近にあった鴨川ニッケル工業（後に紀文グループを経て現キッコーマンソイフーズ）で溶鉱炉が爆発。工員9人が死亡、13人が重軽傷[32]。
  - 8月2日 - 東部軍教育隊が二宮町に設置された。
- 1944年（昭和19年）
  - 3月 - 閣議決定に伴い中山競馬場が閉鎖、軍馬集積場・軍医学校血清ワクチン製造所となった。
  - 5月 - 局地戦闘機の「雷電」一号機が祝賀飛行のため市内に飛来した。
  - 夏見台に高射砲が設置されるが、爆撃により破壊された。
- 1945年（昭和20年） - 二宮町空襲により、役場をはじめ、滝台と前原の一部が焼失した。
  - 9月11日 - 太平洋戦争敗戦後、中国大陸帰還者受け入れのため、開拓農地開発営団習志野事業部による陸軍習志野錬兵場の緊急開拓が始まった。

#### 戦後から現在まで
- 1946年（昭和21年）

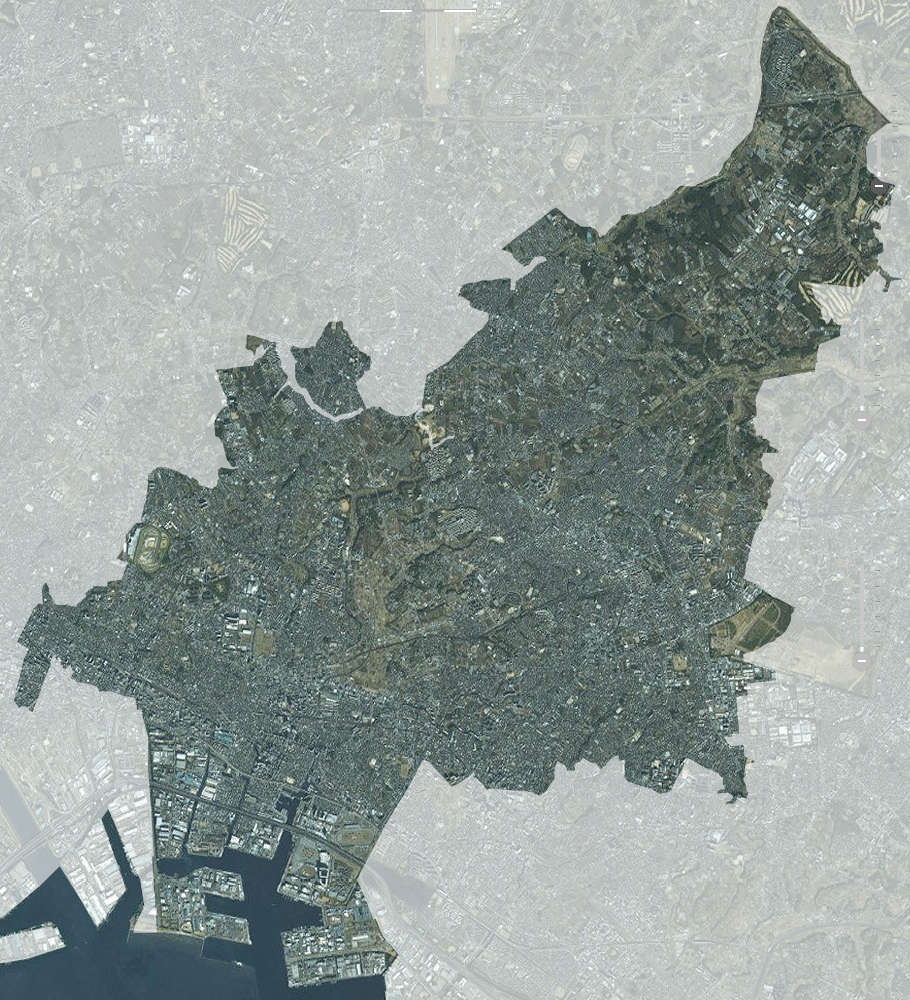
船橋市全域の衛星写真

  - 4月 - 千葉県血清製造所が設置（後に市川市国府台に移転）
  - 6月 戦災地方巡幸のため、昭和天皇が戦災地・陸軍習志野錬兵場を含む旧軍施設を視察しに行幸。
  - 9月、11月 - 東邦女子医学薬学専門学校・東邦女子理学専門学校（現東邦大学理学・薬学部）が大田区大森西より三山に移転。
  - 11月4日 - 市立図書館（現・船橋市立西図書館）が開館。
- 1947年（昭和22年）12月27日 - 新京成電鉄 新津田沼 - 薬園台間が開通。
- 1948年（昭和23年）3月7日 - 船橋市警察署（自治体警察）が発足。
- 1949年（昭和24年）4月1日 - 船橋市消防本部（現・船橋市消防局）が設置される。
- 1950年（昭和25年）
  - 8月21日 - 船橋競馬場開場。
  - 10月29日 船橋オートレース場開場。
- 1951年（昭和26年）6月 - 旧騎兵学校跡地に警察予備隊（現・習志野駐屯地）が入営。
- 1952年（昭和27年）
  - 7月28日 - 天然ガスの試掘に成功する。
  - 12月10日 - 千葉県が船橋港の港湾管理者となる。
- 1953年（昭和28年）
  - 3月25日 - 船橋港が港湾法に基づく地方港湾に指定される。
  - 8月1日 - 二宮町を編入。人口が10万を突破。
- 1954年（昭和29年）
  - 4月1日 - 豊富村を編入。
  - 7月1日 - 船橋市警察署を千葉県船橋警察署（現・千葉県警察船橋警察署）と改組。
- 1955年（昭和30年）9月30日 - 習志野台の一部区域を習志野市に編入。
- 1956年（昭和31年） - 東京湾域の大規模な埋立てが始まる（完成後、日の出・栄町・西浦となる）。
- 1958年（昭和33年）
  - 9月26日 - 狩野川台風の来襲で、海老川沿いの宮本・本町・飯山満・前原などで床上下浸水の被害。
  - 11月10日 - 国鉄西船橋駅開業。
- 1960年（昭和35年）
  - 4月29日 - 京葉道路海神 - 一之江間供用開始。
  - 10月1日 - 前原団地入居開始。
- 1961年（昭和36年）
  - 8月25日 - 高根台団地入居開始。
  - 10月1日 - 船橋港が港湾運送事業法に基づく二種港に指定される。
- 1967年（昭和42年）2月1日 - 習志野台団地入居開始。
- 1968年（昭和43年）
  - 1月8日 - 船橋オートレース場が移転。
  - 2月20日 - 夏見台団地入居開始。
  - 6月1日 - 船橋港が港湾法に基づく千葉港の港域に編入。特定重要港湾に指定される。
- 1969年（昭和44年）
  - 3月29日 - 帝都高速度交通営団（現・東京メトロ）東西線、西船橋 - 中野間全線開通。船橋中央卸市場開業。
  - 6月30日 - 若松団地入居開始。
  - 7月15日 - 人口が30万人を突破。
- 1971年（昭和46年）
  - 5月19日 - 旧海軍無線電信所船橋送信所解体作業開始。
  - 8月28日 - 金杉台団地入居開始。
  - 9月29日 - 地下水の過剰汲み上げによる地盤沈下が深刻化。市が地盤沈下非常事態宣言を発令[33]。
- 1972年（昭和47年）
  - 1月1日 - 天然ガスの汲み上げを全面禁止とする。
  - 8月1日 - 船橋港が植物防疫法に基づく輸入指定港となる。
- 1973年（昭和48年）10月14日 - 第28回国民体育大会秋季大会（若潮国体）。体操・馬術・ウエイトリフティング会場となる。
- 1974年（昭和49年） - 市役所で四週間に一度の週休二日制が始まる[34]。
- 1975年（昭和50年）
  - 2月7日 - 新京成電鉄、新津田沼 - 松戸間全線複線化。
  - 7月10日 - 船橋港が港則法に基づき千葉港に編入。特定港となる。
- 1976年（昭和51年）3月31日 - 行田団地入居開始。
- 1977年（昭和52年）4月1日 - 芝山団地入居開始。
- 1978年（昭和53年）
  - 1月20日 - 東京湾岸道路、千葉 - 東京間暫定供用開始。
  - 10月2日 - 国鉄武蔵野線が西船橋まで延長。
- 1979年（昭和54年）3月9日 - 北総開発鉄道が小室・北初富間に開通。
- 1981年（昭和56年）
  - 10月1日 - 国鉄東船橋駅開業。
  - 12月3日 - 防災行政無線が開局する。
- 1982年（昭和57年）
  - 2月1日 - 船橋東警察署開署。船橋警察署を船橋西警察署に改称（1991年に旧称に変更）。
  - 9月22日 - 人口が50万人を突破。
  - 10月10日 - スポーツ健康都市宣言。
  - 12月19日 - 平和都市宣言。
- 1986年（昭和61年）
  - 3月3日 - 国鉄京葉線、西船橋駅 - 千葉みなと駅間が開通。南船橋駅開設。
  - 11月7日 - ヘイワード市（アメリカ合衆国カリフォルニア州）と姉妹都市提携を締結[35]。
- 1987年（昭和62年）
  - 11月15日 - 「ワンパク王国」が開園[36]。
  - 12月17日 - 千葉県東方沖地震発生。市内各所にて被害が発生する。
- 1988年（昭和63年）12月1日 - JR京葉線第2期工事完成 (新木場駅 - 南船橋駅間、市川塩浜駅 - 西船橋駅間)、二俣新町駅開業[37]
- 1989年（平成元年）4月6日 - オーデンセ市（デンマーク王国フューン県）と姉妹都市提携を締結[38]。
- 1992年（平成4年）9月14日 - 福祉と緑の都市宣言[39]。
- 1994年（平成6年）11月2日 - 西安市（中華人民共和国陝西省）と姉妹都市提携を締結[40]。
- 1996年（平成8年）
  - 4月27日 - 東葉高速鉄道、西船橋 - 東葉勝田台間が開通[41]。
- 2003年（平成15年）4月1日 - 中核市に移行[42]。
- 2009年（平成21年）9月 - 人口が60万人を突破[43]。
- 2011年（平成23年）
  - 7月7日 - 小中学生用の学習バス「キッズ船橋号」を東日本大震災の被災地福島県相馬市と岩手県大船渡市へ寄贈。名称・塗装ともにそのままで使用されている（市内の学習バスは貸切バスを借り、「キッズ船橋」と掲出する形に変更）。
- 2016年（平成28年）3月21日 - 船橋オートレース場最終レースを終了[44]、同月30日で場外発売も終了、閉鎖。

## 町名
船橋市では、一部の地区で住居表示に関する法律に基づく住居表示が実施されている。
| 町名         | 町名の読み   | 町区域新設年月日 | 住居表示実施年月日 | 住居表示実施前の町名等                    | 備考 |
| ------------ | ------------ | ---------------- | ------------------ | ----------------------------------------- | ---- |
| 湊町一丁目   | みなとちょう | 1965年9月1日     | 1965年9月1日       | 湊町1、湊町2、湊町3、湊町4、本町1の各一部 |      |
| 湊町二丁目   | みなとちょう | 1965年9月1日     | 1965年9月1日       | 湊町3、湊町4、本町1の各一部               |      |
| 湊町三丁目   | みなとちょう | 1965年9月1日     | 1965年9月1日       | 湊町4、本町1の各一部                      |      |
| 浜町一丁目   | はまちょう   | 1968年3月1日     | 1968年3月1日       | 浜町、宮本町2の各一部                     |      |
| 浜町二丁目   | はまちょう   | 1968年3月1日     | 1968年3月1日       | 浜町、若松町の各一部                      |      |
| 浜町三丁目   | はまちょう   | 年月日           | 未実施             |                                           |      |
| 若松一丁目   | わかまつ     | 1968年3月1日     | 1968年3月1日       | 宮本町2の一部                             |      |
| 若松二丁目   | わかまつ     | 1968年3月1日     | 1968年3月1日       | 若松町の一部                              |      |
| 若松三丁目   | わかまつ     | 年月日           | 未実施             |                                           |      |
| 日の出一丁目 | ひので       | 1974年12月1日    | 1974年12月1日      | 日の出町の一部(北部)                      |      |
| 日の出二丁目 | ひので       | 1974年12月1日    | 1974年12月1日      | 日の出町の一部(南部)                      |      |
| 西浦一丁目   | にしうら     | 1974年12月1日    | 1974年12月1日      | 西浦町の一部(北部)                        |      |
| 西浦二丁目   | にしうら     | 1974年12月1日    | 1974年12月1日      | 西浦町の一部(南東部)                      |      |
| 西浦三丁目   | にしうら     | 1974年12月1日    | 1974年12月1日      | 西浦町の一部(南西部)                      |      |
| 栄町一丁目   | さかえちょう | 1974年12月1日    | 1974年12月1日      | 本町1、海神町2、海神町3、栄町の各一部     |      |
| 栄町二丁目   | さかえちょう | 1974年12月1日    | 1974年12月1日      | 栄町の大部分(2番地以外)                   |      |
| 潮見町       | しおみちょう | 年月日           | 未実施             |                                           |      |
| 高瀬町       | たかせちょう | 年月日           | 未実施             |                                           |      |

| 町名           | 町名の読み           | 町区域新設年月日 | 住居表示実施年月日 | 住居表示実施前の町名等                                  | 備考 |  |
| -------------- | -------------------- | ---------------- | ------------------ | ------------------------------------------------------- | ---- |  |
| 宮本一丁目     | みやもと             | 1968年3月1日     | 1968年3月1日       | 宮本町1の一部                                           |      |  |
| 宮本二丁目     | みやもと             | 1968年3月1日     | 1968年3月1日       | 宮本町1、宮本町2の各一部                                |      |  |
| 宮本三丁目     | みやもと             | 1968年3月1日     | 1968年3月1日       | 宮本町2の一部                                           |      |  |
| 宮本四丁目     | みやもと             | 1968年3月1日     | 1968年3月1日       | 宮本町2の一部                                           |      |  |
| 宮本五丁目     | みやもと             | 1968年3月1日     | 1968年3月1日       | 宮本町2、宮本町3、宮本町4の各一部                       |      |  |
| 宮本六丁目     | みやもと             | 1968年3月1日     | 1968年3月1日       | 宮本町2、宮本町4、宮本町5の各一部                       |      |  |
| 宮本七丁目     | みやもと             | 1968年3月1日     | 1968年3月1日       | 宮本町2、宮本町3、宮本町5の各一部                       |      |  |
| 宮本八丁目     | みやもと             | 1968年3月1日     | 1968年3月1日       | 宮本町2、宮本町3の各一部                                |      |  |
| 宮本九丁目     | みやもと             | 1968年3月1日     | 1968年3月1日       | 宮本町2の一部                                           |      |  |
| 市場一丁目     | いちば               | 1968年3月1日     | 1968年3月1日       | 宮本町1、夏見町1の各一部                                |      |  |
| 市場二丁目     | いちば               | 1968年3月1日     | 1968年3月1日       | 宮本町1、宮本町4の各一部                                |      |  |
| 市場三丁目     | いちば               | 1968年3月1日     | 1968年3月1日       | 宮本町4、宮本町5の各一部                                |      |  |
| 市場四丁目     | いちば               | 1968年3月1日     | 1968年3月1日       | 宮本町5の一部                                           |      |  |
| 市場五丁目     | いちば               | 1968年3月1日     | 1968年3月1日       | 宮本町5の一部                                           |      |  |
| 東船橋一丁目   | ひがしふなばし       | 1968年3月1日     | 1976年12月1日      | 宮本町5、宮本町6の各一部                                |      |  |
| 東船橋二丁目   | ひがしふなばし       | 1968年3月1日     | 1976年12月1日      | 宮本町5、宮本町6の各一部                                |      |  |
| 東船橋三丁目   | ひがしふなばし       | 1968年3月1日     | 1976年12月1日      | 宮本町5、宮本町6の各一部                                |      |  |
| 東船橋四丁目   | ひがしふなばし       | 1968年3月1日     | 1976年12月1日      | 宮本町6の一部                                           |      |  |
| 東船橋五丁目   | ひがしふなばし       | 1968年3月1日     | 1968年3月1日       | 宮本町3、宮本町6の各一部                                |      |  |
| 東船橋六丁目   | ひがしふなばし       | 1968年3月1日     | 1968年3月1日       | 宮本町3、宮本町6の各一部                                |      |  |
| 東船橋七丁目   | ひがしふなばし       | 1968年3月1日     | 1968年3月1日       | 宮本町5、宮本町6の各一部                                |      |  |
| 東町           | あづまちょう         | 1940年1月1日     | 未実施             |                                                         |      |  |
| 駿河台一丁目   | するがだい           | 1987年2月1日     | 1987年2月1日       | 宮本町5、宮本町6の各一部                                |      |  |
| 駿河台二丁目   | するがだい           | 1987年2月1日     | 1987年2月1日       | 宮本町6、飯山満町1、飯山満町2の各一部                   |      |  |
| 本町一丁目     | ほんちょう           | 1970年3月1日     | 1970年3月1日       | 海神町5、本町1、本町2の各一部                           |      |  |
| 本町二丁目     | ほんちょう           | 1970年3月1日     | 1970年3月1日       | 海神町5、本町1、湊町3の各一部                           |      |  |
| 本町三丁目     | ほんちょう           | 1970年3月1日     | 1970年3月1日       | 湊町1、湊町2、湊町3、本町2、本町3、本町4、本町5の各一部 |      |  |
| 本町四丁目     | ほんちょう           | 1970年3月1日     | 1970年3月1日       | 本町2、本町3、本町4、本町5の各一部                      |      |  |
| 本町五丁目     | ほんちょう           | 1970年3月1日     | 1970年3月1日       | 宮本町1、本町3、本町4、本町5の各一部                    |      |  |
| 本町六丁目     | ほんちょう           | 1970年3月1日     | 1970年3月1日       | 夏見町1、本町2、本町3、本町4の各一部                    |      |  |
| 本町七丁目     | ほんちょう           | 1970年3月1日     | 1970年3月1日       | 本町1、本町2、本町3の各一部                             |      |  |
| 南本町         | みなみほんちょう     | 1965年9月1日     | 1965年9月1日       | 本町1、海神町3の各一部                                  |      |  |
| 海神一丁目     | かいじん             | 1967年6月1日     | 1967年6月1日       | 海神町2、海神町3、海神町4、海神町5の各一部              |      |  |
| 海神二丁目     | かいじん             | 1966年6月1日     | 1966年6月1日       | 海神町2、海神町3、海神町4、海神町5、本町2の各一部       |      |  |
| 海神三丁目     | かいじん             | 1966年6月1日     | 1966年6月1日       | 海神町2、海神町3、海神町東1、本町2の各一部              |      |  |
| 海神四丁目     | かいじん             | 1966年6月1日     | 1966年6月1日       | 海神町2、海神町北1、海神町東1の各一部                   |      |  |
| 海神五丁目     | かいじん             | 1966年6月1日     | 1966年6月1日       | 海神町北1、山野町、行田町の各一部                       |      |  |
| 海神六丁目     | かいじん             | 1966年6月1日     | 1966年6月1日       | 海神町2、海神町東1、海神町西1の各一部                   |      |  |
| 海神町二丁目   | かいじんちょう       | 1940年1月1日     | 未実施             |                                                         |      |  |
| 海神町三丁目   | かいじんちょう       | 1940年1月1日     | 未実施             |                                                         |      |  |
| 海神町東一丁目 | かいじんちょうひがし | 1940年1月1日     | 未実施             |                                                         |      |  |
| 海神町西一丁目 | かいじんちょうにし   | 1940年1月1日     | 未実施             |                                                         |      |  |
| 海神町南一丁目 | かいじんちょうみなみ | 1940年1月1日     | 未実施             |                                                         |      |  |
| 南海神一丁目   | みなみかいじん       | 1974年12月1日    | 1974年12月1日      | 海神町南1の一部                                         |      |  |
| 南海神二丁目   | みなみかいじん       | 1974年12月1日    | 1974年12月1日      | 海神町南1の一部                                         |      |  |

| 町名         | 町名の読み     | 町区域新設年月日 | 住居表示実施年月日 | 住居表示実施前の町名等                    | 備考 |
| ------------ | -------------- | ---------------- | ------------------ | ----------------------------------------- | ---- |
| 山野町       | やまのちょう   | 1940年1月1日     | 未実施             |                                           |      |
| 印内町       | いんないちょう | 1940年1月1日     | 未実施             |                                           |      |
| 葛飾町二丁目 | かつしかちょう | 1940年1月1日     | 未実施             |                                           |      |
| 本郷町       | ほんごうちょう | 1940年1月1日     | 未実施             |                                           |      |
| 古作町       | こさくちょう   | 1940年1月1日     | 未実施             |                                           |      |
| 古作一丁目   | こさく         | 1989年2月1日     | 1989年2月1日       | 古作町、上山町1の各一部                   |      |
| 古作二丁目   | こさく         | 1989年2月1日     | 1989年2月1日       | 古作町の一部                              |      |
| 古作三丁目   | こさく         | 1989年2月1日     | 1989年2月1日       | 古作町の一部                              |      |
| 古作四丁目   | こさく         | 1989年4月1日     | 1989年4月1日       | 古作町の一部                              |      |
| 西船一丁目   | にしふな       | 1966年6月1日     | 1966年6月1日       | 山野町、海神町西1の一部                   |      |
| 西船二丁目   | にしふな       | 1966年6月1日     | 1966年6月1日       | 山野町、印内町、海神町北1、行田町の各一部 |      |
| 西船三丁目   | にしふな       | 1966年6月1日     | 1966年6月1日       | 山野町の一部                              |      |
| 西船四丁目   | にしふな       | 1967年6月1日     | 1967年6月1日       | 印内町、葛飾町2、山野町の各一部           |      |
| 西船五丁目   | にしふな       | 1967年6月1日     | 1967年6月1日       | 本郷町、葛飾町2の各一部                   |      |
| 西船六丁目   | にしふな       | 1967年6月1日     | 1967年6月1日       | 本郷町、印内町、葛飾町1、葛飾町2の各一部  |      |
| 西船七丁目   | にしふな       | 1967年6月1日     | 1967年6月1日       | 葛飾町1、古作町の各一部                   |      |
| 印内一丁目   | いんない       | 1967年6月1日     | 1967年6月1日       | 印内町、葛飾町1、葛飾町2の各一部          |      |
| 印内二丁目   | いんない       | 1967年6月1日     | 1967年6月1日       | 印内町、古作町の各一部                    |      |
| 印内三丁目   | いんない       | 1984年2月1日     | 1984年2月1日       | 印内町、行田町、古作町の各一部            |      |
| 東中山一丁目 | ひがしなかやま | 1967年6月1日     | 1967年6月1日       | 二子町、小粟原町3の各一部                 |      |
| 東中山二丁目 | ひがしなかやま | 1967年6月1日     | 1967年6月1日       | 二子町、本郷町、葛飾町1の各一部           |      |
| 二子町       | ふたごちょう   | 1940年1月1日     | 未実施             |                                           |      |
| 本中山一丁目 | もとなかやま   | 1967年6月1日     | 1967年6月1日       | 小栗原町1、小栗原町2、小栗原町3の各一部   |      |
| 本中山二丁目 | もとなかやま   | 1967年6月1日     | 1967年6月1日       | 小栗原町1、小栗原町2、小栗原町3の各一部   |      |
| 本中山三丁目 | もとなかやま   | 1967年6月1日     | 1967年6月1日       | 小栗原町4、小栗原町5の各一部              |      |
| 本中山四丁目 | もとなかやま   | 1974年2月1日     | 1974年2月1日       | 小栗原町4、小栗原町5の各一部              |      |
| 本中山五丁目 | もとなかやま   | 1974年2月1日     | 1974年2月1日       | 小栗原町6の一部                           |      |
| 本中山六丁目 | もとなかやま   | 1974年2月1日     | 1974年2月1日       | 小栗原町6の一部                           |      |
| 本中山七丁目 | もとなかやま   | 1974年2月1日     | 1974年2月1日       | 小栗原町6の一部                           |      |

| 町名         | 町名の読み         | 町区域新設年月日 | 住居表示実施年月日 | 住居表示実施前の町名等                    | 備考 |  |
| ------------ | ------------------ | ---------------- | ------------------ | ----------------------------------------- | ---- |  |
| 旭町         | あさひちょう       | 1940年1月1日     | 未実施             |                                           |      |  |
| 旭町一丁目   | あさひちょう       | 1991年2月1日     | 1991年2月1日       | 旭町の一部                                |      |  |
| 旭町二丁目   | あさひちょう       | 1991年2月1日     | 1991年2月1日       | 旭町の一部                                |      |  |
| 旭町三丁目   | あさひちょう       | 1991年2月1日     | 1991年2月1日       | 旭町、上山町3の各一部                     |      |  |
| 旭町四丁目   | あさひちょう       | 1991年2月1日     | 1991年2月1日       | 旭町、馬込町、上山町3の各一部             |      |  |
| 旭町五丁目   | あさひちょう       | 1991年2月1日     | 1991年2月1日       | 旭町の一部                                |      |  |
| 旭町六丁目   | あさひちょう       | 1991年2月1日     | 1991年2月1日       | 旭町、前貝塚町の各一部                    |      |  |
| 前貝塚町     | まえかいづかちょう | 1940年1月1日     | 未実施             |                                           |      |  |
| 行田町       | ぎょうだちょう     | 1940年1月1日     | 未実施             |                                           |      |  |
| 行田一丁目   | ぎょうだ           | 1984年2月1日     | 1984年2月1日       | 行田町、本町2、海神町2の各一部            |      |  |
| 行田二丁目   | ぎょうだ           | 1984年2月1日     | 1984年2月1日       | 行田町の一部                              |      |  |
| 行田三丁目   | ぎょうだ           | 1984年2月1日     | 1984年2月1日       | 行田町の一部                              |      |  |
| 山手一丁目   | やまて             | 1966年6月1日     | 1966年6月1日       | 海神町北1、海神町2、本町2、行田町の各一部 |      |  |
| 山手二丁目   | やまて             | 1966年6月1日     | 1966年6月1日       | 海神町北1、海神町2、行田町の各一部        |      |  |
| 山手三丁目   | やまて             | 1966年6月1日     | 1966年6月1日       | 行田町、本町2、海神町2の各一部            |      |  |
| 北本町一丁目 | きたほんちょう     | 1971年2月1日     | 1971年2月1日       | 本町2の一部                               |      |  |
| 北本町二丁目 | きたほんちょう     | 1971年2月1日     | 1971年2月1日       | 本町2の一部                               |      |  |
| 丸山一丁目   | まるやま           | 1976年12月1日    | 1976年12月1日      | 丸山町の一部                              |      |  |
| 丸山二丁目   | まるやま           | 1976年12月1日    | 1976年12月1日      | 丸山町の一部                              |      |  |
| 丸山三丁目   | まるやま           | 1976年12月1日    | 1976年12月1日      | 丸山町の一部                              |      |  |
| 丸山四丁目   | まるやま           | 1976年12月1日    | 1976年12月1日      | 丸山町の一部                              |      |  |
| 丸山五丁目   | まるやま           | 1976年12月1日    | 1976年12月1日      | 丸山町の一部                              |      |  |
| 藤原一丁目   | ふじわら           | 1991年2月1日     | 1991年2月1日       | 藤原町1の一部(西部)                       |      |  |
| 藤原二丁目   | ふじわら           | 1991年2月1日     | 1991年2月1日       | 藤原町1の一部(東部)                       |      |  |
| 藤原三丁目   | ふじわら           | 1991年2月1日     | 1991年2月1日       | 藤原町2の一部(南部)                       |      |  |
| 藤原四丁目   | ふじわら           | 1991年2月1日     | 1991年2月1日       | 藤原町2の一部(北部)                       |      |  |
| 藤原五丁目   | ふじわら           | 1991年2月1日     | 1991年2月1日       | 藤原町3の一部(南西部)                     |      |  |
| 藤原六丁目   | ふじわら           | 1991年2月1日     | 1991年2月1日       | 藤原町3の一部(北西部)                     |      |  |
| 藤原七丁目   | ふじわら           | 1991年2月1日     | 1991年2月1日       | 藤原町3の一部(南東部)及び馬込町の一部     |      |  |
| 藤原八丁目   | ふじわら           | 1991年2月1日     | 1991年2月1日       | 藤原町3の一部(北東部)                     |      |  |
| 上山町一丁目 | かみやまちょう     | 1940年1月1日     | 未実施             |                                           |      |  |
| 上山町二丁目 | かみやまちょう     | 1940年1月1日     | 未実施             |                                           |      |  |
| 上山町三丁目 | かみやまちょう     | 1940年1月1日     | 未実施             |                                           |      |  |
| 馬込町       | まごめちょう       | 1940年1月1日     | 未実施             |                                           |      |  |
| 馬込西一丁目 | まごめにし         | 2011年1月31日    | 2011年1月31日      | 馬込町の一部                              |      |  |
| 馬込西二丁目 | まごめにし         | 2011年1月31日    | 2011年1月31日      | 馬込町、上山町3の各一部                   |      |  |
| 馬込西三丁目 | まごめにし         | 2011年1月31日    | 2011年1月31日      | 馬込町の一部                              |      |  |

| 町名         | 町名の読み       | 町区域新設年月日 | 住居表示実施年月日 | 住居表示実施前の町名等                   | 備考 |  |
| ------------ | ---------------- | ---------------- | ------------------ | ---------------------------------------- | ---- |  |
| 夏見一丁目   | なつみ           | 1971年2月1日     | 1971年2月1日       | 夏見町1の一部                            |      |  |
| 夏見二丁目   | なつみ           | 1971年2月1日     | 1971年2月1日       | 夏見町1の一部                            |      |  |
| 夏見三丁目   | なつみ           | 1971年2月1日     | 1971年2月1日       | 夏見町1、本町2の各一部                   |      |  |
| 夏見四丁目   | なつみ           | 1971年2月1日     | 1971年2月1日       | 夏見町1の一部                            |      |  |
| 夏見五丁目   | なつみ           | 1971年2月1日     | 1971年2月1日       | 夏見町1、夏見町2の各一部                 |      |  |
| 夏見六丁目   | なつみ           | 1971年2月1日     | 1971年2月1日       | 夏見町1、夏見町2の各一部                 |      |  |
| 夏見七丁目   | なつみ           | 1971年2月1日     | 1971年2月1日       | 夏見町2の一部                            |      |  |
| 夏見町二丁目 | なつみちょう     | 1940年1月1日     | 未実施             |                                          |      |  |
| 夏見台一丁目 | なつみだい       | 1971年2月1日     | 1971年2月1日       | 夏見町1、夏見町2の各一部                 |      |  |
| 夏見台二丁目 | なつみだい       | 1987年2月1日     | 1987年2月1日       | 夏見町1、夏見町2の各一部                 |      |  |
| 夏見台三丁目 | なつみだい       | 1987年2月1日     | 1987年2月1日       | 夏見町1の一部                            |      |  |
| 夏見台四丁目 | なつみだい       | 1987年2月1日     | 1987年2月1日       | 夏見町1、夏見町2の各一部                 |      |  |
| 夏見台五丁目 | なつみだい       | 1987年2月1日     | 1987年2月1日       | 夏見町1、旭町、馬込町の各一部            |      |  |
| 夏見台六丁目 | なつみだい       | 1987年2月1日     | 1987年2月1日       | 夏見町1、夏見町2、金杉町、馬込町の各一部 |      |  |
| 米ケ崎町     | こめがさきちょう | 1940年1月1日     | 未実施             |                                          |      |  |
| 高根町       | たかねちょう     | 1940年1月1日     | 未実施             |                                          |      |  |
| 金杉町       | かなすぎちょう   | 1940年1月1日     | 未実施             |                                          |      |  |
| 金杉一丁目   | かなすぎ         | 1982年2月1日     | 1982年2月1日       | 金杉町、高根町、夏見町2の各一部          |      |  |
| 金杉二丁目   | かなすぎ         | 1982年2月1日     | 1982年2月1日       | 金杉町の一部                             |      |  |
| 金杉三丁目   | かなすぎ         | 1982年2月1日     | 1982年2月1日       | 金杉町の一部                             |      |  |
| 金杉四丁目   | かなすぎ         | 1982年2月1日     | 1982年2月1日       | 金杉町の一部                             |      |  |
| 金杉五丁目   | かなすぎ         | 1982年2月1日     | 1982年2月1日       | 金杉町の一部                             |      |  |
| 金杉六丁目   | かなすぎ         | 1982年2月1日     | 1982年2月1日       | 金杉町の一部                             |      |  |
| 金杉七丁目   | かなすぎ         | 1982年2月1日     | 1982年2月1日       | 金杉町、高根町の各一部                   |      |  |
| 金杉八丁目   | かなすぎ         | 1982年2月1日     | 1982年2月1日       | 金杉町、高根町の各一部                   |      |  |
| 金杉九丁目   | かなすぎ         | 1982年2月1日     | 1982年2月1日       | 金杉町、高根町の各一部                   |      |  |
| 金杉台一丁目 | かなすぎだい     | 1970年11月1日    | 1970年11月1日      | 金杉町の一部                             |      |  |
| 金杉台二丁目 | かなすぎだい     | 1970年11月1日    | 1970年11月1日      | 金杉町の一部                             |      |  |
| 緑台一丁目   | みどりだい       | 1973年2月1日     | 1973年2月1日       | 高根町の一部                             |      |  |
| 緑台二丁目   | みどりだい       | 1973年2月1日     | 1973年2月1日       | 高根町の一部                             |      |  |

| 町名           | 町名の読み     | 町区域新設年月日 | 住居表示実施年月日 | 住居表示実施前の町名等                        | 備考 |  |
| -------------- | -------------- | ---------------- | ------------------ | --------------------------------------------- | ---- |  |
| 前原東一丁目   | まえばらひがし | 1969年3月1日     | 1969年3月1日       | 前原町2、前原町3の各一部                      |      |  |
| 前原東二丁目   | まえばらひがし | 1969年3月1日     | 1969年3月1日       | 前原町3の一部                                 |      |  |
| 前原東三丁目   | まえばらひがし | 1969年3月1日     | 1969年3月1日       | 前原町2、前原町3の各一部                      |      |  |
| 前原東四丁目   | まえばらひがし | 1969年3月1日     | 1969年3月1日       | 前原町2、前原町3の各一部                      |      |  |
| 前原東五丁目   | まえばらひがし | 1969年3月1日     | 1969年3月1日       | 前原町3、田喜野井町、滝台町の各一部           |      |  |
| 前原東六丁目   | まえばらひがし | 1969年3月1日     | 1969年3月1日       | 前原町3、田喜野井町の各一部                   |      |  |
| 前原西一丁目   | まえばらにし   | 1969年3月1日     | 1969年3月1日       | 前原町1、中野木町の各一部                     |      |  |
| 前原西二丁目   | まえばらにし   | 1969年3月1日     | 1969年3月1日       | 前原町1、前原町3の各一部                      |      |  |
| 前原西三丁目   | まえばらにし   | 1969年3月1日     | 1969年3月1日       | 前原町1、前原町3の各一部                      |      |  |
| 前原西四丁目   | まえばらにし   | 1969年3月1日     | 1969年3月1日       | 前原町1、中野木町の各一部                     |      |  |
| 前原西五丁目   | まえばらにし   | 1969年3月1日     | 1969年3月1日       | 前原町1、中野木町の各一部                     |      |  |
| 前原西六丁目   | まえばらにし   | 1969年3月1日     | 1969年3月1日       | 前原町1、前原町3、中野木町、飯山満町2の各一部 |      |  |
| 前原西七丁目   | まえばらにし   | 1969年3月1日     | 1969年3月1日       | 前原町1、前原町3の各一部                      |      |  |
| 前原西八丁目   | まえばらにし   | 1969年3月1日     | 1969年3月1日       | 前原町3、飯山満町2の各一部                    |      |  |
| 中野木一丁目   | なかのき       | 1989年2月1日     | 1989年2月1日       | 中野木町、宮本町6の各一部                     |      |  |
| 中野木二丁目   | なかのき       | 1989年2月1日     | 1989年2月1日       | 中野木町の一部                                |      |  |
| 三山一丁目     | みやま         | 1978年2月1日     | 1978年2月1日       | 三山町の一部                                  |      |  |
| 三山二丁目     | みやま         | 1978年2月1日     | 1978年2月1日       | 三山町の一部                                  |      |  |
| 三山三丁目     | みやま         | 1978年2月1日     | 1978年2月1日       | 三山町の一部                                  |      |  |
| 三山四丁目     | みやま         | 1978年2月1日     | 1978年2月1日       | 三山町、田喜野井町の各一部                    |      |  |
| 三山五丁目     | みやま         | 1978年2月1日     | 1978年2月1日       | 三山町の一部                                  |      |  |
| 三山六丁目     | みやま         | 1978年2月1日     | 1978年2月1日       | 三山町の一部                                  |      |  |
| 三山七丁目     | みやま         | 1978年2月1日     | 1978年2月1日       | 三山町の一部                                  |      |  |
| 三山八丁目     | みやま         | 1978年2月1日     | 1978年2月1日       | 三山町の一部                                  |      |  |
| 三山九丁目     | みやま         | 1978年2月1日     | 1978年2月1日       | 三山町の一部                                  |      |  |
| 田喜野井一丁目 | たきのい       | 1978年2月1日     | 1978年2月1日       | 田喜野井町の一部                              |      |  |
| 田喜野井二丁目 | たきのい       | 1978年2月1日     | 1978年2月1日       | 田喜野井町、三山町の各一部                    |      |  |
| 田喜野井三丁目 | たきのい       | 1978年2月1日     | 1978年2月1日       | 田喜野井町の一部                              |      |  |
| 田喜野井四丁目 | たきのい       | 1978年2月1日     | 1978年2月1日       | 田喜野井町の一部                              |      |  |
| 田喜野井五丁目 | たきのい       | 1978年2月1日     | 1978年2月1日       | 田喜野井町の一部                              |      |  |
| 田喜野井六丁目 | たきのい       | 1978年2月1日     | 1978年2月1日       | 田喜野井町の一部                              |      |  |
| 田喜野井七丁目 | たきのい       | 1978年2月1日     | 1978年2月1日       | 田喜野井町、薬園台町2の各一部                 |      |  |
| 習志野一丁目   | ならしの       | 1979年2月1日     | 1979年2月1日       | 習志野町4の一部                               |      |  |
| 習志野二丁目   | ならしの       | 1979年2月1日     | 1979年2月1日       | 習志野町4の一部                               |      |  |
| 習志野三丁目   | ならしの       | 1979年2月1日     | 1979年2月1日       | 習志野町4の一部                               |      |  |
| 習志野四丁目   | ならしの       | 1979年2月1日     | 1979年2月1日       | 習志野町4、習志野町5の各一部                  |      |  |
| 習志野五丁目   | ならしの       | 1979年2月1日     | 1979年2月1日       | 習志野町5の一部                               |      |  |

| 町名           | 町名の読み         | 町区域新設年月日 | 住居表示実施年月日 | 住居表示実施前の町名等                  | 備考 |  |
| -------------- | ------------------ | ---------------- | ------------------ | --------------------------------------- | ---- |  |
| 二宮一丁目     | にのみや           | 1974年2月1日     | 1974年2月1日       | 飯山満町2の一部                         |      |  |
| 二宮二丁目     | にのみや           | 1974年2月1日     | 1974年2月1日       | 飯山満町2、滝台町の各一部               |      |  |
| 飯山満町一丁目 | はさまちょう       | 1955年1月1日     | 未実施             |                                         |      |  |
| 飯山満町二丁目 | はさまちょう       | 1955年1月1日     | 未実施             |                                         |      |  |
| 飯山満町三丁目 | はさまちょう       | 1955年1月1日     | 未実施             |                                         |      |  |
| 滝台町         | たきだいちょう     | 1955年1月1日     | 未実施             |                                         |      |  |
| 滝台一丁目     | たきだい           | 1988年2月1日     | 1988年2月1日       | 滝台町、前原町3の各一部                 |      |  |
| 滝台二丁目     | たきだい           | 1988年2月1日     | 1988年2月1日       | 滝台町、二宮2の各一部                   |      |  |
| 薬円台一丁目   | やくえんだい       | 1973年3月1日     | 1973年3月1日       | 薬園台町1の一部                         |      |  |
| 薬円台二丁目   | やくえんだい       | 1973年3月1日     | 1973年3月1日       | 薬園台町2の一部                         |      |  |
| 薬円台三丁目   | やくえんだい       | 1973年3月1日     | 1973年3月1日       | 薬園台町2の一部                         |      |  |
| 薬円台四丁目   | やくえんだい       | 1973年3月1日     | 1973年3月1日       | 薬園台町2の一部                         |      |  |
| 薬円台五丁目   | やくえんだい       | 1973年3月1日     | 1973年3月1日       | 薬園台町1、薬園台町2、習志野台4の各一部 |      |  |
| 薬円台六丁目   | やくえんだい       | 1988年2月1日     | 1988年2月1日       | 薬園台町1の一部                         |      |  |
| 薬園台町一丁目 | やくえんだいちょう | 1955年1月1日     | 未実施             |                                         |      |  |
| 七林町         | ななばやしちょう   | 1955年1月1日     | 未実施             |                                         |      |  |
| 習志野台一丁目 | ならしのだい       | 1972年5月1日     | 1972年5月1日       | 習志野台1の一部                         |      |  |
| 習志野台二丁目 | ならしのだい       | 1967年11月1日    | 1972年5月1日       | 習志野台2の全部                         |      |  |
| 習志野台三丁目 | ならしのだい       | 1972年5月1日     | 1972年5月1日       | 習志野台3、習志野台4の各一部            |      |  |
| 習志野台四丁目 | ならしのだい       | 1972年5月1日     | 1972年5月1日       | 習志野台3、習志野台4の各一部            |      |  |
| 習志野台五丁目 | ならしのだい       | 1967年11月1日    | 1972年5月1日       | 習志野台5の全部                         |      |  |
| 習志野台六丁目 | ならしのだい       | 1972年5月1日     | 1972年5月1日       | 習志野台6の一部                         |      |  |
| 習志野台七丁目 | ならしのだい       | 1972年5月1日     | 1972年5月1日       | 習志野台7の一部                         |      |  |
| 習志野台八丁目 | ならしのだい       | 1972年5月1日     | 1972年5月1日       | 習志野台7の一部及び習志野台8の全部      |      |  |
| 西習志野一丁目 | にしならしの       | 1972年5月1日     | 1972年5月1日       | 習志野台1、飯山満町3の各一部            |      |  |
| 西習志野二丁目 | にしならしの       | 1972年5月1日     | 1972年5月1日       | 習志野台1の一部                         |      |  |
| 西習志野三丁目 | にしならしの       | 1972年5月1日     | 1972年5月1日       | 習志野台1、習志野台4、飯山満町3の各一部 |      |  |
| 西習志野四丁目 | にしならしの       | 1972年5月1日     | 1972年5月1日       | 習志野台4の一部                         |      |  |

| 町名         | 町名の読み | 町区域新設年月日 | 住居表示実施年月日 | 住居表示実施前の町名等                  | 備考 |  |
| ------------ | ---------- | ---------------- | ------------------ | --------------------------------------- | ---- |  |
| 高根台一丁目 | たかねだい | 1973年3月1日     | 1973年3月1日       | 高根台町1、古和釜町、高根町の各一部     |      |  |
| 高根台二丁目 | たかねだい | 1973年3月1日     | 1973年3月1日       | 高根台町2、古和釜町、三咲町の各一部     |      |  |
| 高根台三丁目 | たかねだい | 1973年3月1日     | 1973年3月1日       | 高根台町3、古和釜町、大穴町の各一部     |      |  |
| 高根台四丁目 | たかねだい | 1973年3月1日     | 1973年3月1日       | 高根台町4、古和釜町、習志野台1の各一部  |      |  |
| 高根台五丁目 | たかねだい | 1973年3月1日     | 1973年3月1日       | 高根台町5の全部                         |      |  |
| 高根台六丁目 | たかねだい | 1973年3月1日     | 1973年3月1日       | 高根台町4、習志野台1の一部              |      |  |
| 高根台七丁目 | たかねだい | 1973年3月1日     | 1973年3月1日       | 習志野台1、高根町の各一部               |      |  |
| 芝山一丁目   | しばやま   | 1975年12月1日    | 1975年12月1日      | 飯山満町1、飯山満町2の各一部            |      |  |
| 芝山二丁目   | しばやま   | 1975年12月1日    | 1975年12月1日      | 高根町の一部                            |      |  |
| 芝山三丁目   | しばやま   | 1975年12月1日    | 1975年12月1日      | 飯山満町1、飯山満町2、飯山満町3の各一部 |      |  |
| 芝山四丁目   | しばやま   | 1975年12月1日    | 1975年12月1日      | 飯山満町2、飯山満町3の各一部            |      |  |
| 芝山五丁目   | しばやま   | 1975年12月1日    | 1975年12月1日      | 飯山満町3の一部                         |      |  |
| 芝山六丁目   | しばやま   | 1975年12月1日    | 1975年12月1日      | 飯山満町3、習志野台1の各一部            |      |  |
| 芝山七丁目   | しばやま   | 1975年12月1日    | 1975年12月1日      | 飯山満町3の一部                         |      |  |
| 新高根一丁目 | しんたかね | 1979年2月1日     | 1979年2月1日       | 高根町の一部                            |      |  |
| 新高根二丁目 | しんたかね | 1979年2月1日     | 1979年2月1日       | 高根町の一部                            |      |  |
| 新高根三丁目 | しんたかね | 1979年2月1日     | 1979年2月1日       | 高根町の一部                            |      |  |
| 新高根四丁目 | しんたかね | 1979年2月1日     | 1979年2月1日       | 高根町の一部                            |      |  |
| 新高根五丁目 | しんたかね | 1979年2月1日     | 1979年2月1日       | 高根町の一部                            |      |  |
| 新高根六丁目 | しんたかね | 1979年2月1日     | 1979年2月1日       | 高根町の一部                            |      |  |

| 町名           | 町名の読み     | 町区域新設年月日 | 住居表示実施年月日 | 住居表示実施前の町名等                         | 備考 |  |
| -------------- | -------------- | ---------------- | ------------------ | ---------------------------------------------- | ---- |  |
| 二和東一丁目   | ふたわひがし   | 1981年2月1日     | 1981年2月1日       | 二和町の一部                                   |      |  |
| 二和東二丁目   | ふたわひがし   | 1981年2月1日     | 1981年2月1日       | 二和町の一部                                   |      |  |
| 二和東三丁目   | ふたわひがし   | 1981年2月1日     | 1981年2月1日       | 二和町の一部                                   |      |  |
| 二和東四丁目   | ふたわひがし   | 1981年2月1日     | 1981年2月1日       | 二和町の一部                                   |      |  |
| 二和東五丁目   | ふたわひがし   | 1981年2月1日     | 1981年2月1日       | 二和町の一部                                   |      |  |
| 二和東六丁目   | ふたわひがし   | 1981年2月1日     | 1981年2月1日       | 二和町の一部                                   |      |  |
| 二和西一丁目   | ふたわにし     | 1981年2月1日     | 1981年2月1日       | 二和町の一部                                   |      |  |
| 二和西二丁目   | ふたわにし     | 1981年2月1日     | 1981年2月1日       | 二和町の一部                                   |      |  |
| 二和西三丁目   | ふたわにし     | 1981年2月1日     | 1981年2月1日       | 二和町の一部                                   |      |  |
| 二和西四丁目   | ふたわにし     | 1981年2月1日     | 1981年2月1日       | 二和町の一部                                   |      |  |
| 二和西五丁目   | ふたわにし     | 1981年2月1日     | 1981年2月1日       | 二和町の一部                                   |      |  |
| 二和西六丁目   | ふたわにし     | 1981年2月1日     | 1981年2月1日       | 二和町の一部                                   |      |  |
| 三咲町         | みさきちょう   | 1940年1月1日     | 未実施             |                                                |      |  |
| 三咲一丁目     | みさき         | 1981年2月1日     | 1981年2月1日       | 三咲町の一部                                   |      |  |
| 三咲二丁目     | みさき         | 1981年2月1日     | 1981年2月1日       | 三咲町の一部                                   |      |  |
| 三咲三丁目     | みさき         | 1981年2月1日     | 1981年2月1日       | 三咲町の一部                                   |      |  |
| 三咲四丁目     | みさき         | 1981年2月1日     | 1981年2月1日       | 三咲町の一部                                   |      |  |
| 三咲五丁目     | みさき         | 1981年2月1日     | 1981年2月1日       | 三咲町の一部                                   |      |  |
| 三咲六丁目     | みさき         | 1985年2月1日     | 1985年2月1日       | 三咲町、大穴町の各一部                         |      |  |
| 三咲七丁目     | みさき         | 1985年2月1日     | 1985年2月1日       | 三咲町、大穴町の各一部                         |      |  |
| 三咲八丁目     | みさき         | 1985年2月1日     | 1985年2月1日       | 三咲町、大穴町の各一部                         |      |  |
| 三咲九丁目     | みさき         | 1985年2月1日     | 1985年2月1日       | 三咲町、大穴町の各一部                         |      |  |
| 南三咲一丁目   | みなみみさき   | 1982年2月1日     | 1982年2月1日       | 三咲町の一部                                   |      |  |
| 南三咲二丁目   | みなみみさき   | 1982年2月1日     | 1982年2月1日       | 三咲町、金杉町の各一部                         |      |  |
| 南三咲三丁目   | みなみみさき   | 1982年2月1日     | 1982年2月1日       | 三咲町、大穴町の各一部                         |      |  |
| 南三咲四丁目   | みなみみさき   | 1982年2月1日     | 1982年2月1日       | 三咲町、高根町の各一部                         |      |  |
| 八木が谷町     | やきがやちょう | 1955年1月1日     | 未実施             |                                                |      |  |
| 八木が谷一丁目 | やきがや       | 1981年2月1日     | 1981年2月1日       | 八木が谷町の一部                               |      |  |
| 八木が谷二丁目 | やきがや       | 1981年2月1日     | 1981年2月1日       | 八木が谷町の一部                               |      |  |
| 八木が谷三丁目 | やきがや       | 1981年2月1日     | 1981年2月1日       | 八木が谷町の一部                               |      |  |
| 八木が谷四丁目 | やきがや       | 1981年2月1日     | 1981年2月1日       | 八木が谷町の一部                               |      |  |
| 八木が谷五丁目 | やきがや       | 1981年2月1日     | 1981年2月1日       | 八木が谷町の一部                               |      |  |
| 咲が丘一丁目   | さきがおか     | 1981年2月1日     | 1981年2月1日       | 三咲町の一部                                   |      |  |
| 咲が丘二丁目   | さきがおか     | 1981年2月1日     | 1981年2月1日       | 三咲町、八木が谷町の各一部                     |      |  |
| 咲が丘三丁目   | さきがおか     | 1981年2月1日     | 1981年2月1日       | 三咲町、八木が谷町の各一部                     |      |  |
| 咲が丘四丁目   | さきがおか     | 1981年2月1日     | 1981年2月1日       | 三咲町、八木が谷町の各一部                     |      |  |
| 松が丘一丁目   | まつがおか     | 1973年3月1日     | 1973年3月1日       | 古和釜町、大穴町、高根台町3の各一部            |      |  |
| 松が丘二丁目   | まつがおか     | 1973年3月1日     | 1973年3月1日       | 古和釜町の一部                                 |      |  |
| 松が丘三丁目   | まつがおか     | 1973年3月1日     | 1973年3月1日       | 古和釜町の一部                                 |      |  |
| 松が丘四丁目   | まつがおか     | 1973年3月1日     | 1973年3月1日       | 古和釜町、習志野台6、習志野台7、坪井町の各一部 |      |  |
| 松が丘五丁目   | まつがおか     | 1973年3月1日     | 1973年3月1日       | 古和釜町、坪井町の各一部                       |      |  |
| みやぎ台一丁目 | みやぎだい     | 1981年2月1日     | 1981年2月1日       | 八木が谷町、三咲町の各一部                     |      |  |
| みやぎ台二丁目 | みやぎだい     | 1981年2月1日     | 1981年2月1日       | 八木が谷町、三咲町の各一部                     |      |  |
| みやぎ台三丁目 | みやぎだい     | 1981年2月1日     | 1981年2月1日       | 八木が谷町、三咲町の各一部                     |      |  |
| みやぎ台四丁目 | みやぎだい     | 1981年2月1日     | 1981年2月1日       | 八木が谷町の一部                               |      |  |
| 高野台一丁目   | こうやだい     | 1981年2月1日     | 1981年2月1日       | 八木が谷町の一部                               |      |  |
| 高野台二丁目   | こうやだい     | 1981年2月1日     | 1981年2月1日       | 八木が谷町の一部                               |      |  |
| 高野台三丁目   | こうやだい     | 1981年2月1日     | 1981年2月1日       | 八木が谷町の一部                               |      |  |
| 高野台四丁目   | こうやだい     | 1981年2月1日     | 1981年2月1日       | 八木が谷町の一部                               |      |  |
| 高野台五丁目   | こうやだい     | 1981年2月1日     | 1981年2月1日       | 八木が谷町の一部                               |      |  |
| 大穴町         | おおあなちょう | 1955年1月1日     | 未実施             |                                                |      |  |
| 大穴南一丁目   | おおあなみなみ | 1985年2月1日     | 1985年2月1日       | 大穴町の一部                                   |      |  |
| 大穴南二丁目   | おおあなみなみ | 1985年2月1日     | 1985年2月1日       | 大穴町の一部                                   |      |  |
| 大穴南三丁目   | おおあなみなみ | 1985年2月1日     | 1985年2月1日       | 大穴町の一部                                   |      |  |
| 大穴南四丁目   | おおあなみなみ | 1985年2月1日     | 1985年2月1日       | 大穴町の一部                                   |      |  |
| 大穴南五丁目   | おおあなみなみ | 1985年2月1日     | 1985年2月1日       | 大穴町の一部                                   |      |  |
| 大穴北一丁目   | おおあなきた   | 1985年2月1日     | 1985年2月1日       | 大穴町、三咲町の各一部                         |      |  |
| 大穴北二丁目   | おおあなきた   | 1985年2月1日     | 1985年2月1日       | 大穴町の一部                                   |      |  |
| 大穴北三丁目   | おおあなきた   | 1985年2月1日     | 1985年2月1日       | 大穴町の一部                                   |      |  |
| 大穴北四丁目   | おおあなきた   | 1985年2月1日     | 1985年2月1日       | 大穴町、三咲町の各一部                         |      |  |
| 大穴北五丁目   | おおあなきた   | 1985年2月1日     | 1985年2月1日       | 大穴町、楠が山町の各一部                       |      |  |
| 大穴北六丁目   | おおあなきた   | 1985年2月1日     | 1985年2月1日       | 大穴町の一部                                   |      |  |
| 大穴北七丁目   | おおあなきた   | 1985年2月1日     | 1985年2月1日       | 大穴町の一部                                   |      |  |
| 大穴北八丁目   | おおあなきた   | 1985年2月1日     | 1985年2月1日       | 大穴町の一部                                   |      |  |

| 町名         | 町名の読み         | 町区域新設年月日 | 住居表示実施年月日 | 住居表示実施前の町名等 | 備考 |  |
| ------------ | ------------------ | ---------------- | ------------------ | ---------------------- | ---- |  |
| 小室町       | こむろちょう       | 1955年1月1日     | 未実施             |                        |      |  |
| 小野田町     | このだちょう       | 1955年1月1日     | 未実施             |                        |      |  |
| 大神保町     | おおじんぼうちょう | 1955年1月1日     | 未実施             |                        |      |  |
| 神保町       | じんぼうちょう     | 1955年1月1日     | 未実施             |                        |      |  |
| 車方町       | くるまがたちょう   | 1955年1月1日     | 未実施             |                        |      |  |
| 鈴身町       | すずみちょう       | 1955年1月1日     | 未実施             |                        |      |  |
| 豊富町       | とよとみちょう     | 1955年1月1日     | 未実施             |                        |      |  |
| 金堀町       | かねほりちょう     | 1955年1月1日     | 未実施             |                        |      |  |
| 楠が山町     | くすがやまちょう   | 1955年1月1日     | 未実施             |                        |      |  |
| 古和釜町     | こわがまちょう     | 1955年1月1日     | 未実施             |                        |      |  |
| 坪井西一丁目 | つぼいにし         | 2010年2月1日     | 2010年2月1日       | 坪井町の一部           |      |  |
| 坪井西二丁目 | つぼいにし         | 2010年2月1日     | 2010年2月1日       | 坪井町の一部           |      |  |
| 坪井東一丁目 | つぼいひがし       | 2010年2月1日     | 2010年2月1日       | 坪井町の一部           |      |  |
| 坪井東二丁目 | つぼいひがし       | 2010年2月1日     | 2010年2月1日       | 坪井町の一部           |      |  |
| 坪井東三丁目 | つぼいひがし       | 2010年2月1日     | 2010年2月1日       | 坪井町の一部           |      |  |
| 坪井東四丁目 | つぼいひがし       | 2010年2月1日     | 2010年2月1日       | 坪井町の一部           |      |  |
| 坪井東五丁目 | つぼいひがし       | 2010年2月1日     | 2010年2月1日       | 坪井町の一部           |      |  |
| 坪井東六丁目 | つぼいひがし       | 2010年2月1日     | 2010年2月1日       | 坪井町の一部           |      |  |
| 坪井町       | つぼいちょう       | 1955年1月1日     | 未実施             |                        |      |  |

### 地区
南部は商業施設や工場が多く、中部は住宅地が開発されて人口が多い。北部には農地もあり、米をはじめ多くの種類の農産物が栽培されている。特にニンジンや梨の栽培が有名である。

#### 地名
各記事を参照。
- 湊町地域
  - 本町三丁目、湊町、浜町、若松、日の出、西浦、栄町、潮見町 、高瀬町
- 本町地域
  - 宮本、市場、東船橋、東町、駿河台、本町（三丁目を除く）、南本町、海神、海神町、海神町東、海神町西、海神町南、南海神
- 葛飾地域
  - 山野町、印内町、葛飾町、本郷町、古作、西船、印内、東中山、二子町、本中山
- 法典地域
  - 旭町、前貝塚町 、行田町、行田、山手、北本町、丸山、藤原、上山町 、馬込町
- 夏見地域
  - 夏見、夏見町、夏見台、米ケ崎町、高根町、金杉町、金杉、金杉台、緑台
- 前原地域
  - 前原東、前原西、中野木、三山、田喜野井、習志野
- 習志野台地域
  - 二宮、飯山満町、滝台町、滝台、薬円台、薬園台町、七林町、習志野台、西習志野
- 新高根・芝山地域
  - 高根台、芝山、新高根
- 八木が谷地域
  - 二和東、二和西、三咲町、三咲、南三咲、八木が谷町、咲が丘、みやぎ台、八木が谷、高野台、松が丘 、大穴町、大穴南、大穴北
- 豊富地域
  - 小室町、小野田町、大神保町、神保町、車方町 、鈴身町、豊富町、金堀町、楠が山町、古和釜町、坪井西、坪井東、坪井町

## 行政

### 行政境界の変遷
| 年月日                                        | 現：船橋市市域に関連する行政区域変遷 |
| --------------------------------------------- | --- |
| 1889年（明治22年）4月1日                      | 明治憲法下による市町村制の実施により、東葛飾郡、千葉郡から1町5村が発足。 - 東葛飾郡（1町3村）船橋町、葛飾村、八栄村、塚田村 - 千葉郡（2村）二宮村、豊富村 |
| 1937年（昭和12年）4月1日                      | 船橋町、葛飾町、八栄村、法典村、塚田村が合併し、船橋市が誕生する（千葉県内で4番目の市制施行、市施行時の公式告示人口43,669人）。                           |
| 1953年（昭和28年）8月1日                      | 千葉郡二宮町を編入合併。 |
| 1954年（昭和29年）4月1日                      | 千葉郡豊富村を編入合併。 |
| 1954年（昭和29年）8月                         | 宮本町一・二丁目地先公有水面埋立地の編入。 |
| 1955年（昭和30年）9月30日                     | 習志野町五丁目の一部区域を習志野市に編入。 |
| 1955年（昭和30年）9月 - 1956年（昭和31年）8月 | 宮本町一・二丁目地先公有水面埋立地の編入。 |
| 1960年（昭和35年）7月                         | 湊町四丁目及び海神町三丁目地先公有水面埋立地の編入。 |
| 1961年（昭和36年）1月                         | 海神町南一丁目地先公有水面埋立地の編入。 |
| 1961年（昭和36年）11月                        | 海神町南一丁目及び西浦町地先公有水面埋立地の編入。 |
| 1961年（昭和36年）12月                        | 西浦町地先公有水面埋立地の編入。 |
| 1964年（昭和39年）7月                         | 日の出町及び宮本町二丁目地先公有水面埋立地の編入。 |
| 1965年（昭和40年）3月                         | 浜町及び宮本町二丁目地先公有水面埋立地の編入。 |
| 1965年（昭和40年）12月                        | 宮本町二丁目及び若松町地先公有水面埋立地の編入。 |
| 1971年（昭和46年）1月                         | 本町一丁目地先公有水面埋立地の編入。 |
| 1973年（昭和48年）3月                         | 浜町二丁目、栄町及び日の出町地先公有水面埋立地の編入。 |
| 1973年（昭和48年）12月                        | 日の出町地先公有水面埋立地の編入。 |
| 1975年（昭和50年）6月                         | 若松二丁目、浜町二丁目、西浦三丁目及び日の出二丁目地先公有水面埋立地の編入。                                                                              |
| 1976年（昭和51年）10月                        | 潮見町、若松町二・三丁目、高瀬町及び浜町三丁目地先公有水面埋立地の編入。                                                                                  |
| 1977年（昭和52年）7月                         | 若松二丁目及び高瀬町地先公有水面埋立地の編入。 |
| 1980年（昭和55年）9月                         | 潮見町地先公有水面埋立地の編入。 |
| 1981年（昭和56年）5月1日                      | 習志野市から谷津七丁目の一部を編入。 |
| 1981年（昭和56年）12月                        | 日の出一丁目及び湊町三丁目地先公有水面埋立地の編入。 |
| 1982年（昭和57年）9月                         | 潮見町、浜町三丁目及び若松三丁目地先公有水面埋立地の編入。                                                                                                |
| 1984年（昭和54年）3月                         | 潮見町地先公有水面埋立地の編入。 |
| 1984年（昭和59年）9月                         | 浜町二丁目、潮見町及び高瀬町地先公有水面埋立地の編入。 |
| 1987年（昭和62年）9月                         | 高瀬町、潮見町地先公有水面埋立地の編入。 |
| 1989年（平成元年）7月                         | 潮見町地先公有水面埋立地の編入。 |
| 1993年（平成5年）3月                          | 日の出二丁目地先公有水面埋立地の編入。 |
| 1998年（平成10年）3月                         | 浜町二丁目地先公有水面埋立地の編入。 |
| 1998年（平成10年）7月                         | 日の出二丁目及び浜町二丁目地先公有水面埋立地の編入。 |

### 市政

#### 市長
- 松戸徹（まつど とおる、2013年（平成25年）7月19日就任、3期目[45]）
- 船橋市の歴代市長（西暦は初就任の年）
  - 第1代 1937年 川久保常次郎
  - 第2,3代 1938年 後藤秀四郎
  - 第4代 1945年 高橋恒治
  - 第5代 1947年 松本栄一（初の公選）
  - 第6,7代 1951年 高木良雄
  - 第8,9,10,11代 1959年 渡辺三郎
  - 第12,13代 1975年 藤代七郎（1999年（平成11年）5月26日死去[46]）
  - 第14,15,16,17代 1981年 大橋和夫 - 5期目を目指したが、1997年（平成9年）6月22日開票の選挙で落選[47]。
  - 第18,19,20,21代 1997年（平成9年）7月22日就任[48] - 2013年（平成25年）7月18日退任[49] 藤代孝七（第12,13代市長藤代七郎の息子[50][51]）
  - 第22,23,24代 2013年 松戸徹 - 2009年（平成21年）に副市長に就任[43]、藤代孝七市長の後継者として2013年（平成25年）6月23日に初当選[52]。

#### 財政
職員の給与水準が高い。2005年（平成17年）の総務省の発表により、ラスパイレス指数が全国で7番目に高く、中核市の中では最高水準にあることが判明した。国家公務員よりも高い給与水準が問題になった。毎年の経常収支が健全とされるボーダーラインの80%を超えた90%台であり、財政の健全化が求められている。

#### 広域行政
2007年（平成22年）4月27日、東京都区部から20 - 25キロメートル圏内に位置する、船橋市、市川市、松戸市、鎌ケ谷市の4市が、この地域における将来的な選択肢の一つとして、合併や政令指定都市への移行に関する共同研究をする場として、東葛飾・葛南地域4市政令指定都市研究会を創設した。2005年時点での4市の国勢調査人口の合計は、1,611,834人である。

### 施設

#### 県の施設
- 千葉県立船橋県民の森 - 房総の魅力500選[56]。船橋市北部の15ヘクタールに広がる森林公園。野外炉があり、バーベキューも楽しむことも出来る。
- 千葉県消費者センター - 千葉市と松戸市にあったものを統合して1990年（平成2年）7月に開設[57][58]。
- 船橋県税事務所
- 千葉県中央旅券事務所葛南分室 - 船橋フェイスビル7階[59]。
- 千葉県三番瀬サテライトオフィス

#### 市の施設
| - 船橋市役所 - 福祉・保健施設 - 青少年施設 - 消費者センター - ボランティア支援施設 - 教育施設 - 図書館 - 郷土資料館 - 商工農政施設 - 船橋市地方卸売市場 - 農業センター | - レクリエーション施設 - 環境施設 - 男女共同参画施設 - 船橋市本町駐車場 - 1993年（平成5年）1月に完成した「船橋スクエア21」に開設。 - 船橋北口駐車場 - JR船橋駅のバス乗降場などの駅前広場と一体的に地下に整備し地下2階、563台収容。 - 船橋市船橋南口地下駐車場 - 2003年（平成15年）4月16日に完成した船橋フェイスビルと一体的にJR船橋駅南口広場の地下に整備された。 |

その他公的団体施設
- 日本赤十字社献血ルームフェイス

過去に存在した軍事施設
- 習志野陸軍病院
- 陸軍騎兵学校
- 警察予備隊総隊特科学校 - 習志野駐屯地に設置。保安隊特科学校の改編により、陸上自衛隊高射学校として創立。

#### 公安施設
警察
- 船橋警察署（管内は、市中央部、南部及び西部）
- 船橋東警察署 -（管内は、市東部、北部）
- 高速道路交通警察隊船橋分駐隊

消防
- 船橋市消防局

| - 中央消防署 - 夏見分署 - 本郷分署 | - 東消防署 - 前原分署 - 芝山分署 - 三山分署 - 古和釜分署 - 薬円台出張所 | - 北消防署 - 行田分署 - 三咲分署 - 小室出張所 - 救急ステーション |
- 船橋市消防団

### 国の行政機関
| 法務省 - 千葉地方法務局船橋支局 国土交通省 - 関東運輸局千葉運輸支局習志野自動車検査登録事務所 - 「習志野ナンバー」は船橋市の習志野台に由来する。 - 関東地方整備局船橋防災センター 厚生労働省 - 公共職業安定所第一庁舎 - 公共職業安定所第二庁舎 - 公共職業安定所高年齢者職業相談室（55歳 - 65歳） | 国税庁 - 税務大学校 - 船橋税務署 日本年金機構 - 船橋年金事務所 - 船橋年金相談センター 防衛省 - 陸上自衛隊習志野駐屯地 - 航空自衛隊習志野分屯基地 |

## 議会

### 県議会
- 選挙区：船橋市選挙区
- 定数：7人
- 任期：2023年4月30日 - 2027年4月29日
- 当日有権者数：525,054人
- 投票率：35.61％

| 候補者名 | 当落 | 年齢 | 所属党派     | 新旧 | 得票数 | 得票率 |
| -------- | ---- | ---- | ------------ | ---- | ------ | ------ |
| 野田剛彦 | 当   | 62   | 立憲民主党   | 現   | 43,935 | 23.8%  |
| 石川亮   | 当   | 42   | 無所属       | 新   | 22,965 | 12.4%  |
| 仲村秀明 | 当   | 53   | 公明党       | 現   | 20,674 | 11.2%  |
| 鈴木浩子 | 当   | 49   | 自由民主党   | 現   | 19,484 | 10.5%  |
| 丸山慎一 | 当   | 67   | 日本共産党   | 元   | 17,704 | 9.6%   |
| 西尾憲一 | 当   | 72   | 無所属       | 現   | 14,380 | 7.8%   |
| 中村実   | 当   | 55   | 自由民主党   | 現   | 13,705 | 7.4%   |
| 斉藤守   | 落   | 70   | 自由民主党   | 現   | 13,539 | 7.3%   |
| 長野春信 | 落   | 51   | 無所属       | 新   | 8,606  | 4.7%   |
| 大村朋生 | 落   | 64   | 日本維新の会 | 新   | 7,716  | 4.2%   |
| 門田正則 | 落   | 75   | 諸派         | 新   | 1,999  | 1.1%   |

### 衆議院
千葉県第4区
- 選挙区：千葉4区（市川市北部、船橋市西部(本庁管内、西船橋出張所管内、船橋駅前総合窓口センター管内)）
- 任期：2024年10月28日 -
- 投票日：2024年10月27日
- 当日有権者数：406,084人
- 投票率：52.58％

| 当落 | 候補者名 | 年齢 | 所属党派     | 新旧別 | 得票数   | 得票率 | 重複 |
| ---- | -------- | ---- | ------------ | ------ | -------- | ------ | ---- |
| 当   | 水沼秀幸 | 34   | 立憲民主党   | 新     | 90,011票 | 43.33% | ○    |
|      | 木村哲也 | 55   | 自由民主党   | 前     | 66,629票 | 32.07% | ○    |
|      | 雨宮京子 | 57   | 日本維新の会 | 新     | 26,222票 | 12.62% | ○    |
|      | 工藤聖子 | 45   | 参政党       | 新     | 13,176票 | 6.61%  |      |
|      | 八鎌謙太 | 29   | 日本共産党   | 新     | 11,131票 | 5.36%  |      |

千葉県第14区
- 選挙区：千葉14区（船橋市東部（二宮・芝山・高根台・習志野台・二和・豊富の各出張所管内）、習志野市）
- 任期：2024年10月28日 -
- 投票日：2024年10月27日
- 当日有権者数：416,857人
- 投票率：54.49％

| 当落 | 候補者名             | 年齢 | 所属党派     | 新旧別 | 得票数    | 得票率 | 重複 |
| ---- | -------------------- | ---- | ------------ | ------ | --------- | ------ | ---- |
| 当   | 野田佳彦             | 67   | 立憲民主党   | 新     | 145,821票 | 66.40% |      |
|      | 高橋恭介             | 50   | 自由民主党   | 前     | 51,723票  | 23.55% | ○    |
|      | 坂井洋介             | 45   | 日本共産党   | 新     | 11,505票  | 5.24%  |      |
|      | ミサオ・レッドウルフ | 59   | れいわ新選組 | 新     | 10,547票  | 4.80%  | ○    |

比例代表
| 政党名称 | 政党名称     | 得票数       | 得票率 |
| -------- | ------------ | ------------ | ------ |
|          | 立憲民主党   | 95,193.644票 | 33.67% |
|          | 自由民主党   | 56,719票     | 20.06% |
|          | 国民民主党   | 36,502.354票 | 12.91% |
|          | 公明党       | 23,148票     | 8.19%  |
|          | 日本共産党   | 16,922票     | 5.99%  |
|          | れいわ新選組 | 15,827票     | 5.60%  |
|          | 日本維新の会 | 14,751票     | 5.22%  |
|          | 参政党       | 08,818票     | 3.12%  |
|          | 日本保守党   | 07,151票     | 2.53%  |
|          | 社会民主党   | 03,145票     | 1.11%  |

## 経済

### 第一次産業
農業
近郊農業中心。谷津田が少なく、平地は商業地や宅地化が進み、丘陵地での畑作中心となる。農産物産出額のうち、野菜・梨の産出額がほとんどを占める。千葉県は北海道に次いで全国第2位のニンジン (人参)生産量であるが、船橋市におけるニンジンの生産量は千葉県内第1位である。稲作については東京近郊であることもあり、農家の高齢化と共に稲作の重労働、米価の下落により、減反でなく休耕田化するケースが増えている。
農業協同組合
- かつては西船橋農業協同組合の本店があったが、2010年1月1日に柏市農業協同組合・ちば県北農業協同組合と合併し、ちば東葛農業協同組合（本店：柏市）となった。旧本店は、合併後のちば東葛・西船支店となった。
- いっぽう、旧船橋市農業協同組合は2004年の合併により市川市農業協同組合となった。市内には同農協の船橋経済センター等が置かれている。

漁業
東京湾沿岸部の三番瀬には、1996年（平成8年）の調査で54種の魚類が確認されるなど、魚介類を含む 海洋生物が多く生息している。そのため、漁業が盛んで、漁民の安全と大漁を祈願する「水神祭」が行われる。
「スズキ」の漁獲量が日本で一番多い漁港で、水揚げ直後の鮮度をPRするためにプライドフィッシュ「船橋瞬〆すずき」という商標で売り出している。海苔の養殖が以前から行われており、三番瀬の知名度を生かして「船橋三番瀬のり」という商標で売り出している。
貝類ではアサリとハマグリの漁が盛んであるが、2011年（平成23年）3月に発生した東日本大震災で最大60センチ、平均27センチメートル沈下して干潟の面積が半減するなど 海底の地形が大きく変化している。また、都市化や工業化に伴う水質悪化による青潮が発生し、酸欠状態が生じてアサリが死滅するようになり、2012年（平成24年）にはアサリ漁が不可能、2014年（平成26年）にもアサリが約3880トン死滅している。近年では、外国船によってもたらされたホンビノスガイが東京湾内の一部に繁殖するようになっており、当地でも漁獲されるようになった。
当地で水揚げされる魚介類の多くは東京都内などに出荷されており、地元での販売は少なかったが、2013年（平成25年）9月に漁協が直売所’三番瀬みなとや’を開設した。
漁港
農林水産省水産庁による港湾範囲において漁港に指定されている港は市内にはないが、漁港として船橋市漁業協同組合による船橋漁港 が一般呼称されている。
市場
生鮮食料品等の安定的な供給を目的として船橋市地方卸売市場が市によって設置されている。卸売品目は水産物と青果物。

### 第二次産業

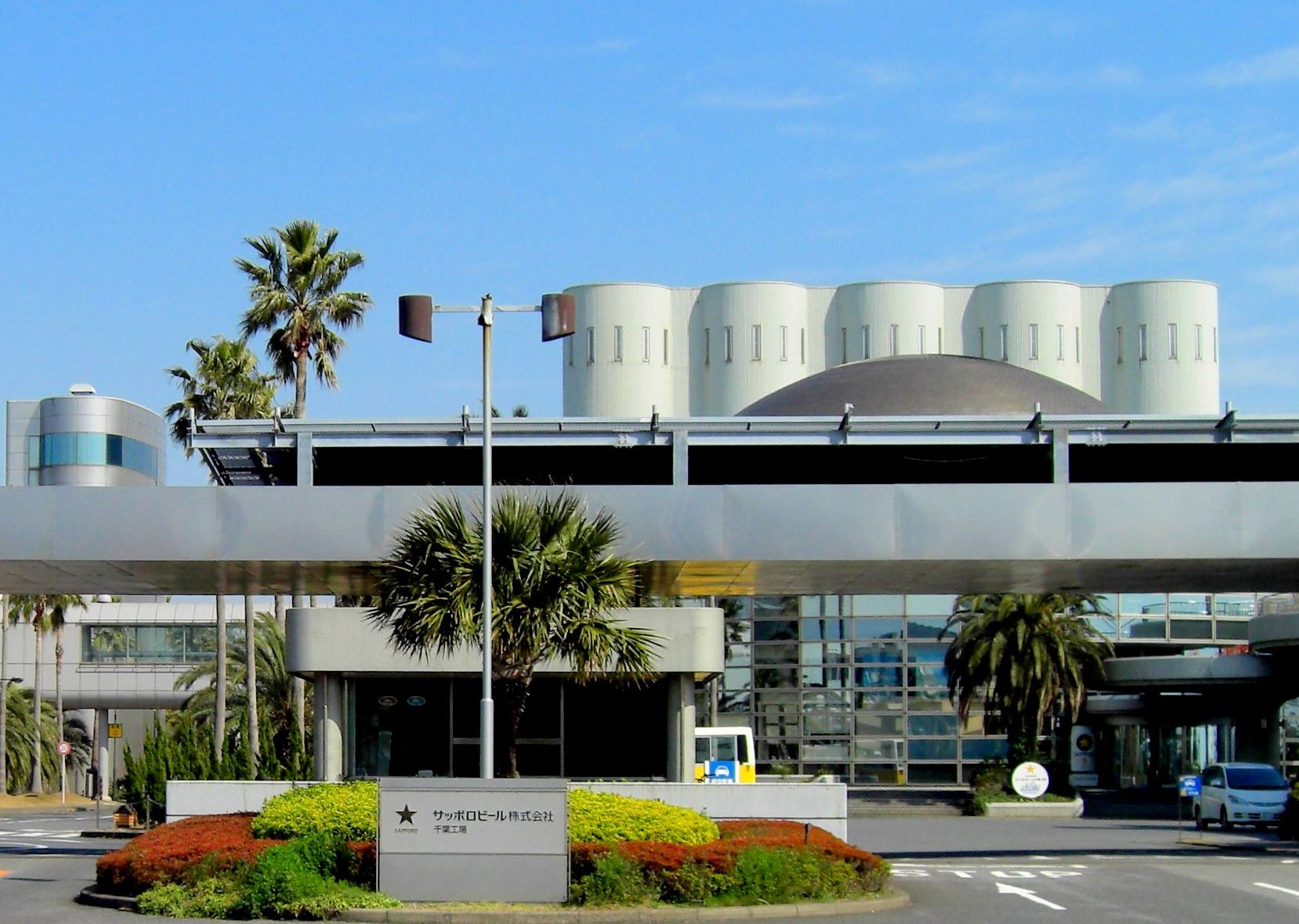
サッポロビール千葉工場

食料品工業が中心で、大型食品コンビナートである京葉食品コンビナートが形成されている。
内陸部には北総開発鉄道が所有していた不動産を取得して、フジタが開発した船橋ハイテクパーク（豊富町 - 鈴身町）がある。重化学工業は千葉港から広がる京葉工業地帯の埋立地を中心に発達している。

#### 市内に工場のある主要企業
重工業
- クボタ - 京葉工場内にラグビーグラウンドを構え、スピアーズが練習場として使用している。
- DMG森精機
- 東洋電業
- 日本軽金属
- 合同製鐵 - 1991年（平成3年）4月に当市に本社があった船橋製鋼を吸収合併。

軽工業
| - キーコーヒー - 餃子の王将 - サッポロビール千葉工場 - 1988年（昭和63年）6月20日に竣工。併設の工場で缶の製造を行い缶ビールまで一貫生産出来るように建設された。 - ドトールコーヒー | - ニチレイフーズ - 日東ベスト - フジフーズ - コンビニエンスストア向け食料品製造。2017年3月までは第一工場（高瀬町）に本社が併設されていた。 - モロゾフ船橋工場 - 2011年（平成23年）に仙台工場を閉鎖して当地に生産を移管。 - ユーハイム |

### 第三次産業

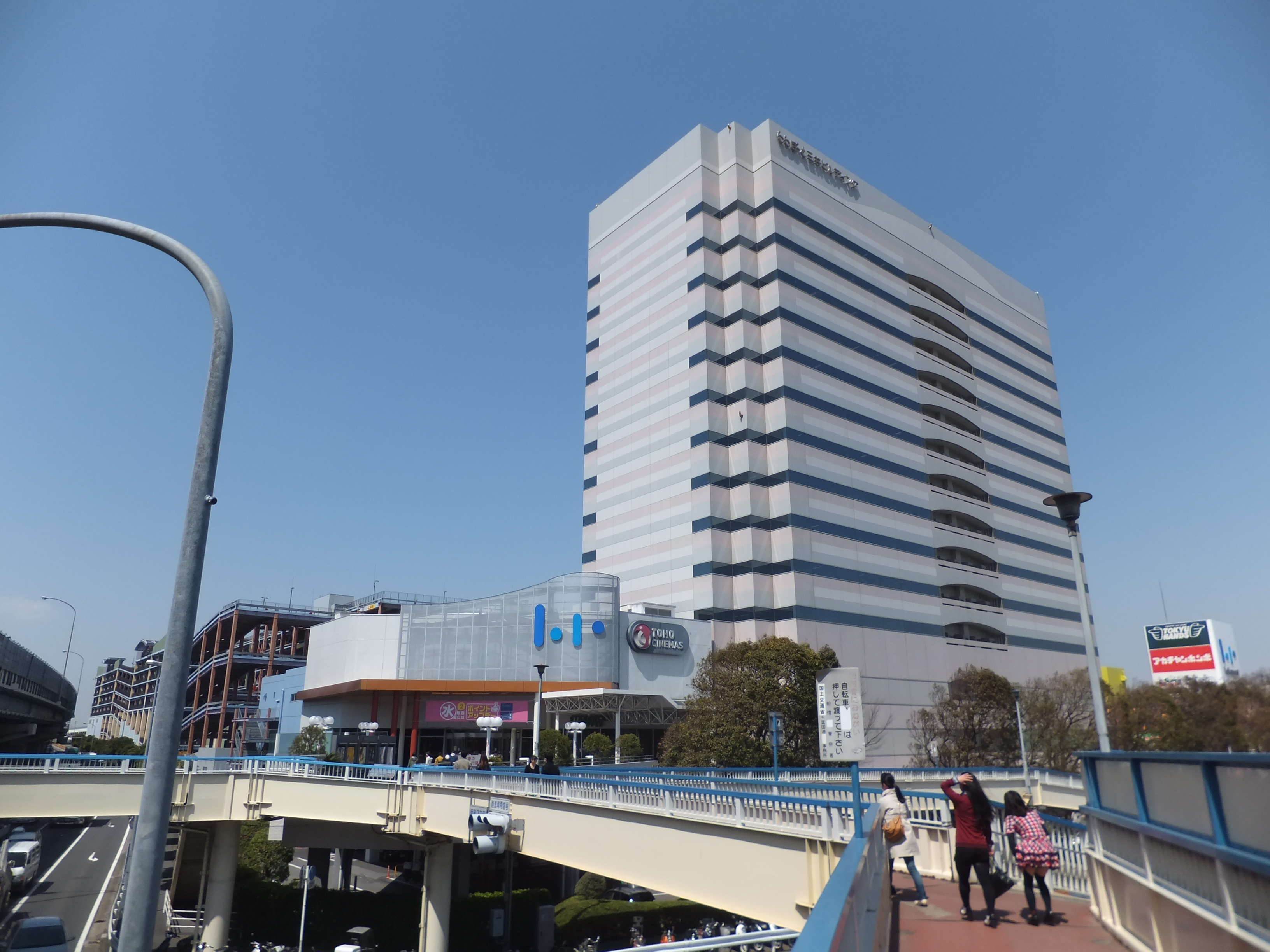
ららぽーと三井ビルディング

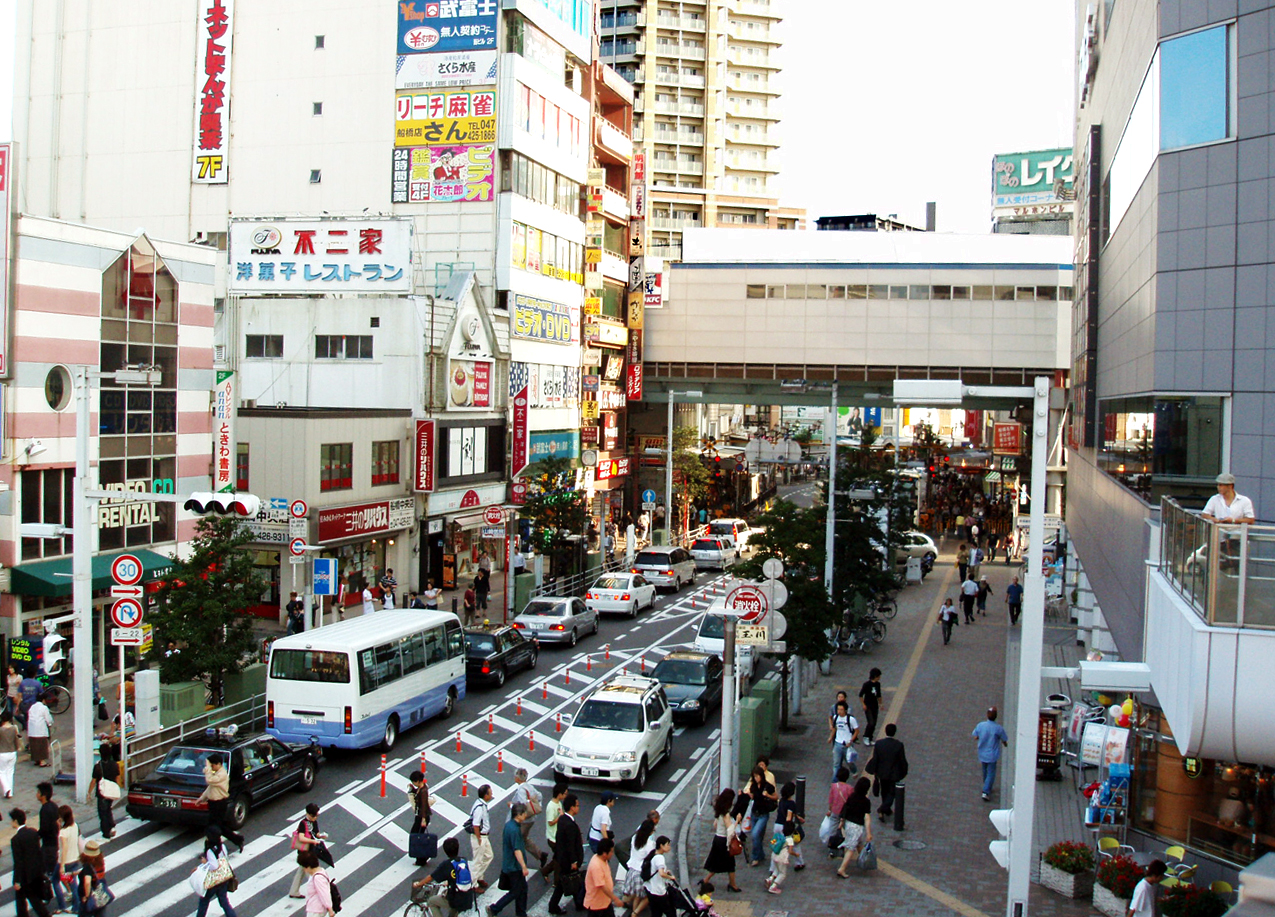
船橋駅南口駅前通り（2006年）

県都「千葉」に対し商都「船橋」との形容もあり、 商業は盛んである。船橋市の産業の特徴の一つは、時代ごとに食糧物資を主とする物資の集積地・流通地として重要な役割を果たしてきた点である。古代から中世には、戦略的な交通の要所だったことから、兵站物資の集積地・流通地として栄えた。戦国時代には、近藤万栄なる人物が船橋を拠点に活躍したことが文献に記されており、勢力争いの中で、重要な役割をになっていたことがわかる。また、大神宮に残されている文書からもそのことをうかがうことが出来る。近世には、成田参詣の宿場・江戸を支える重要な魚農産物の集積地・供給地として栄えた。
近代に入ると宿場町は衰退し、軍都を支える経済都市として発展した。第二次世界大戦中は空襲の被害が軽微であったので、戦後の食糧不足の際には豊かな海・農産物が集積する闇市の一大拠点として栄えた。「日本の上海」と呼ばれ、敗戦に消沈した空気を戦後復興に向ける役割を果たした。
高度成長期の際には、首都圏の発展に必要な大量の働き手を収容するため、農地の多くが大規模な団地などへ転用され、食糧供給地としての影響力は低下したが、物資の集積地・流通地としての役割は強化された。船橋ヘルスセンター（1977年閉業）や中山競馬場などの娯楽施設、江戸時代以来の遊廓などの花町も発展した。
高度成長期以前は、旧宿場町の本町通りと船橋駅から南に延びる駅前通りが中心であったが、1967年に国鉄船橋駅南口に西武百貨店、1977年北口に東武百貨店が進出した。ほぼ同時期、津田沼駅周辺に相次いで大型店 (百貨店・総合スーパー (GMS)・ショッピングセンター (SC)・専門店など)が進出したことから、両駅周辺が中心市街となった。1981年には船橋ヘルスセンター跡にららぽーとがオープンし、船橋商業地の第3の核となった。
バブル崩壊後からは、宅地開発に伴う郊外型店進出や工場跡地などの再開発事業、市内のみならず東京都心や周辺地域との競争激化で旧商店街が衰退し対応が求められている。

#### 公営競技
- 中央競馬 - 中山競馬場（1990年（平成2年）11月26日に新装開業[84]。）
- 地方競馬 - 船橋競馬場（1987年（昭和62年）12月28日に新装開業[85]。）
- 競輪場外サテライト船橋（船橋競馬場駐車場内）
- オートレース場外オートレース船橋（サテライト船橋に併設）

#### 市内の主な大型店
- 東武百貨店船橋店（ターミナルデパート） - 船橋東武百貨店として独立していたが、1988年（昭和63年）9月1日に東武百貨店と合併して船橋店となった[86]。
  - SPICE (東武百貨店)
- イトーヨーカドー船橋店 - 1981年（昭和56年）10月に「こども図書館」を開館[87][88]。
- エポカ高根台 - 1995年（平成7年）11月8日に開業[89]。
- 三山ショッピングセンター - 隣接する東習志野（習志野市）地区と一体で商業集積が進んでいる。
- ViVit SQUARE - 2004年（平成16年）12月1日に開業[90]。
- イオンモール船橋 - 2012年4月オープン。※マックスバリュ新船橋店及び日本建鐵船橋工場跡地。
  - マックスバリュ新船橋店
- イオンタウン新船橋
- トップマート津田沼店
- ダイソーギガ船橋店 - ダイソーの店舗世界最大の規模。
- ららぽーとTOKYO-BAY（旗艦店） - 1988年（昭和63年）3月25日に「ららぽーと2」を開業し[91]、シネマコンプレックスや[92] 専門店を約360店に増設した[93]。
- イケア船橋店（1号店） - 2006年（平成18年）4月24日に開業[94]。ららぽーとスキードームSSAWS跡地[95]。

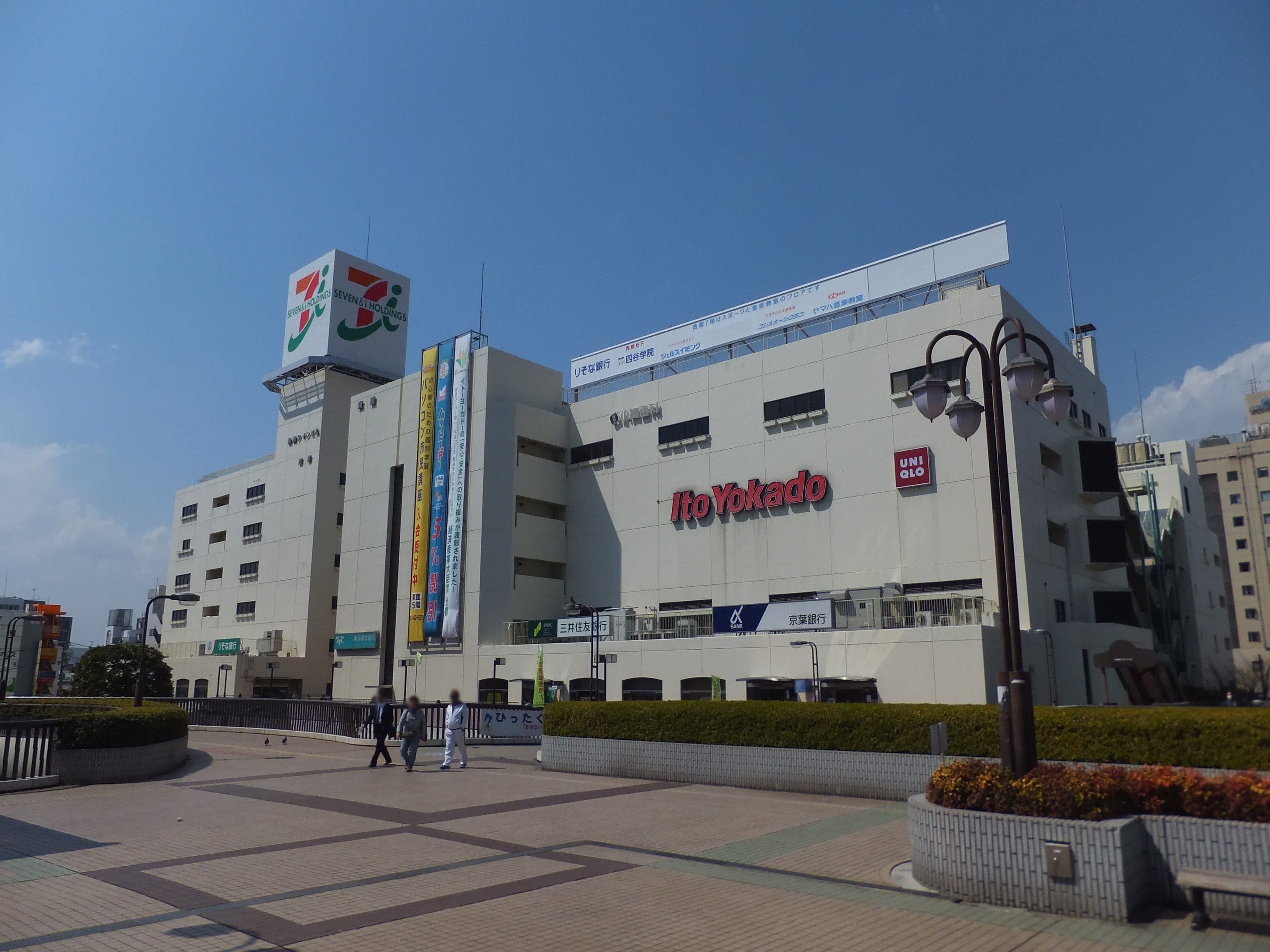
イトーヨーカドー船橋店
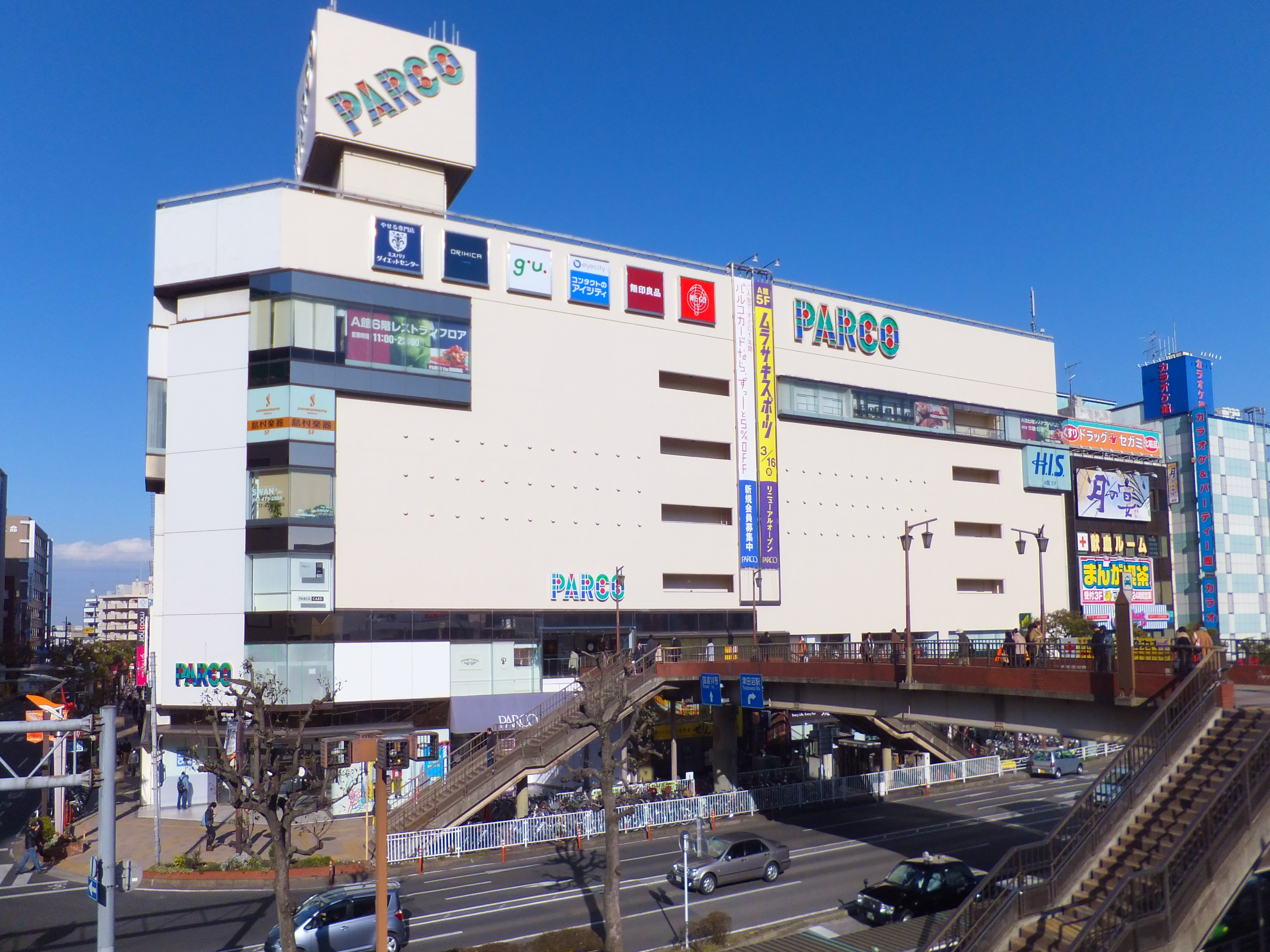
津田沼パルコ
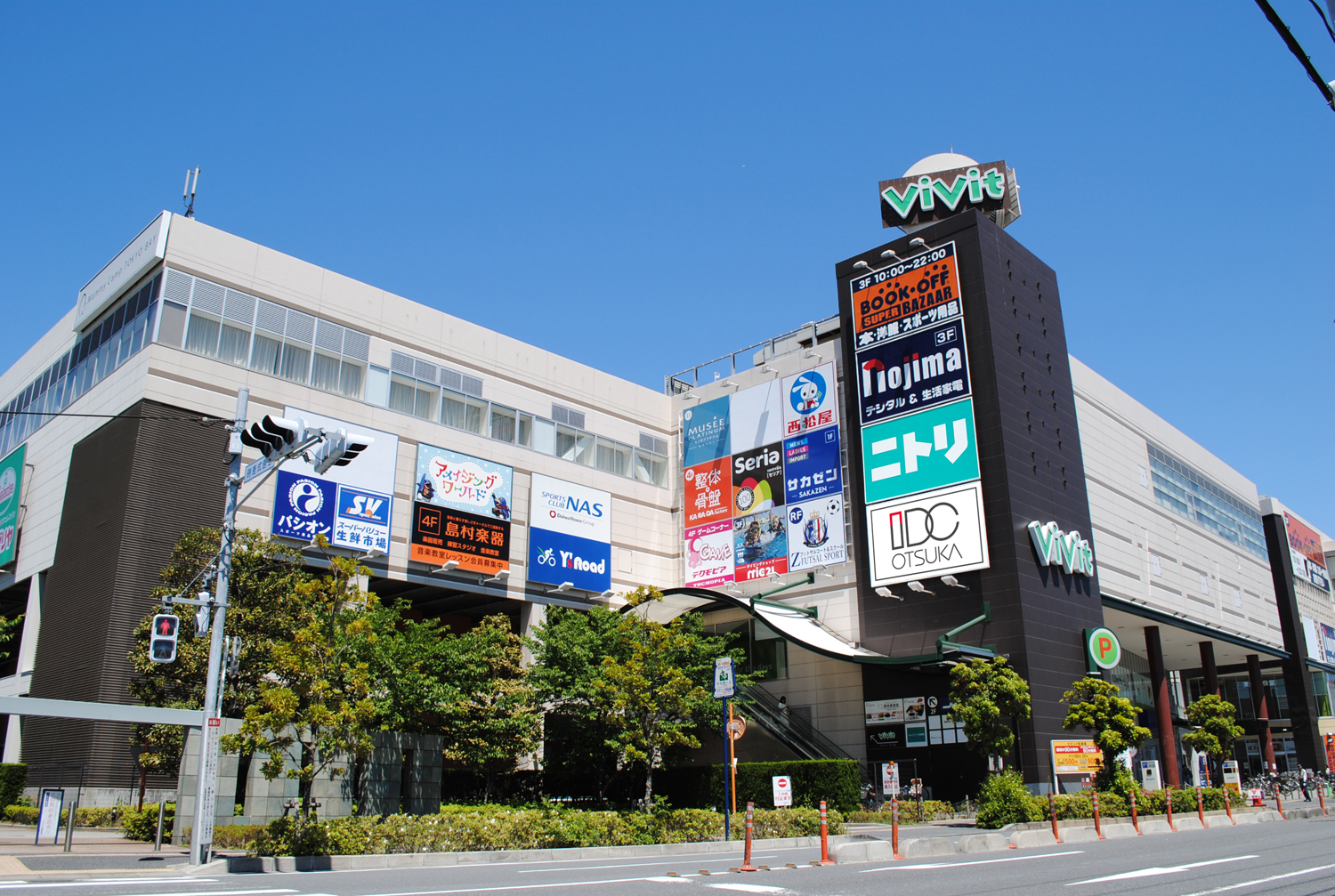
ViVit SQUARE
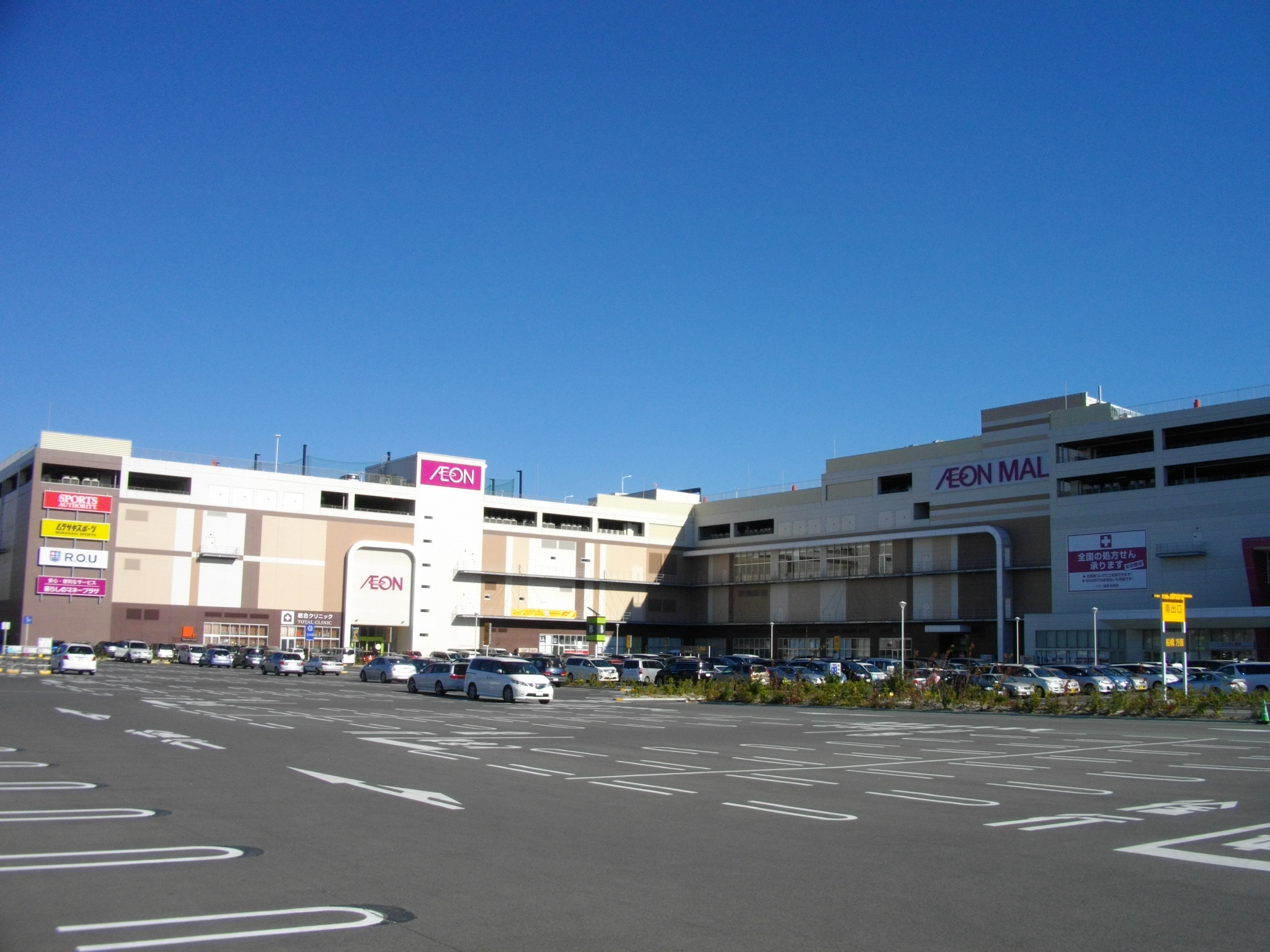
イオンモール船橋
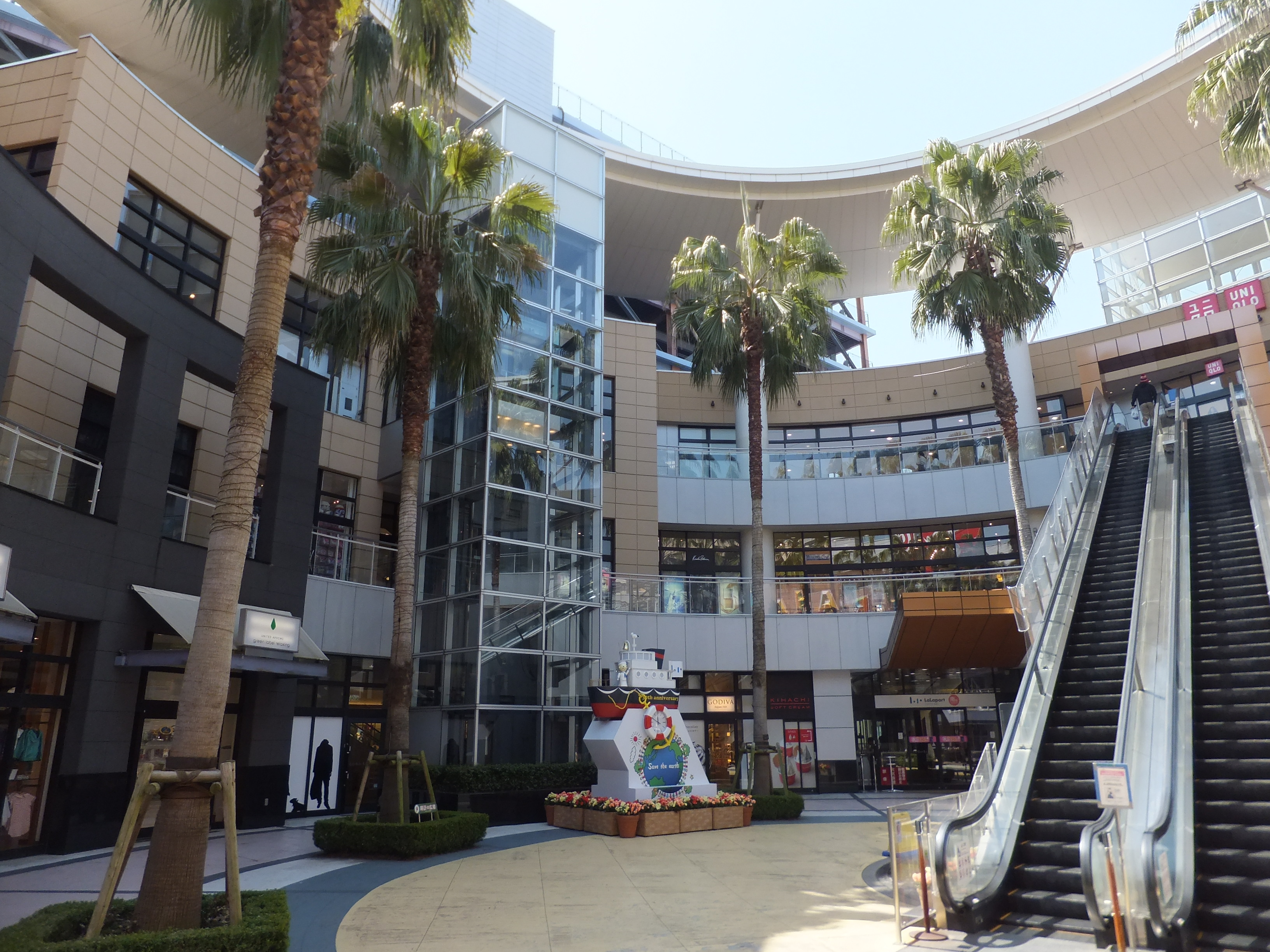
ららぽーとTOKYO-BAY
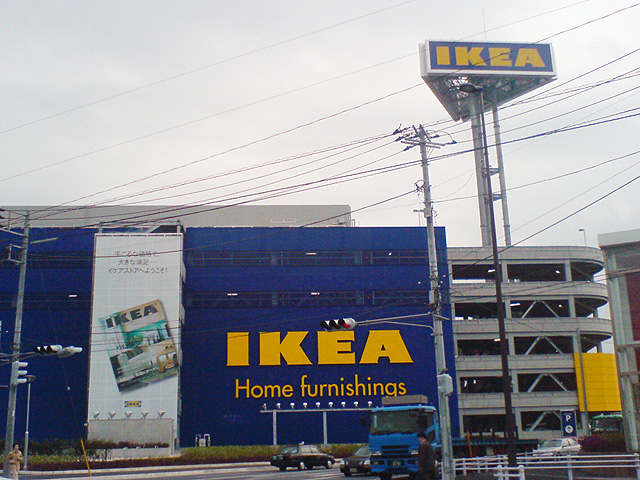
イケア船橋店

| 過去に存在した大型店        | 詳細 |
| --------------------------- | --- |
| 十字屋船橋店                | 1996年（平成8年）に閉店。 |
| 長崎屋船橋店                | 2002年（平成14年）1月に閉店。 |
| 西武百貨店船橋店            | 船橋市内では最古参の百貨店。2018年（平成30年）2月28日を以て閉鎖。 |
| ららぽーとスキードームSSAWS | 1993年（平成5年）7月15日ららぽーとの隣接地に開業。同年11月8日に来場者数約40万人を超えるなど人気を集めたが、その後は来場者数が減少し2002年（平成14年）9月30日で閉鎖。施設は2003年（平成15年）から2004年（平成16年）春に掛けて解体され、イケア船橋店や集合住宅が建設されることになった。 |
| 津田沼パルコ                | 津田沼駅前の大型店だが船橋市にあった（他は習志野市）。2023年（令和5年）2月28日に閉店。 |

#### 市内に本社・本店を置く企業
| - 石井食品（東証2部） - ボーソー油脂（東証2部） - ユアサ・フナショク（東証2部） - 地域新聞社（東証JQ） - アイ・エス・ガステム - イオンフードサプライ - イケア - エルヴェ学院 - 木村建設工業 - 京成建設 - 京成タクシー習志野 - 京成タクシーホールディングス - 京成タクシー船橋 - 京成トラベルサービス - 京成バスシステム - ケイハイ - 厚生水産 - シーネット - 下総産業 - 新京成リテーリングネット - 信州志賀一 | - スネークモータース - セールスマーケティングファーム - セッテ - セレモ - 総進図書 - 千葉ジェッツふなばし - 津覇車輌工業 - 東葛人車鉄道 - ときわ書房 - 成田高速鉄道アクセス - 古池建築事務所 - マーベラス - フューチャーリンクネットワーク - 三咲家具 - ミニミニ城東 - 無限精機 - 山口敏太郎タートルカンパニー - 山本科学工具研究社 - 横河ブリッジ - ランドロームジャパン |

## 南船橋の再開発
南船橋駅を中心とした若松、浜町エリアでは三井不動産などによる大がかりな再開発が進行している。
駅南口では「三井ショッピングパーク ららテラスTOKYO-BAY」が誕生。“街の賑わい”や“日常生活の彩り”に配慮し、スーパーや生活雑貨店などを中核に、ファッションやレストラン、地域に必要とされる医療やサービス機能などをまとめ上げ、利便性に優れた商業エリアとして、洗練されたライフスタイルを提供するものとしている。また、「LaLa arena TOKYO-BAY」と連携することで、エリア全体の価値を引き上げている。
“街づくり型物流施設”もMFLP（Mitsui Fudosan Logistics Park）によって完成した。
“街づくり型物流施設”とは、物流施設を核に置いて、地域社会との共生や賑わい創出を図った複合型開発拠点のこと。「MFLP船橋」は地域住民にも開放した保育施設、スポーツ施設、緑地等を整備。地域連携型のイベントも開催するなどしている。
「MFLP船橋」の集大成となるのが、敷地内3棟目の「MFLP船橋Ⅲ」であり、地域に開放された約20,000㎡の緑地空間「MFLP船橋・&PARK」である。「三井不動産アイスパーク船橋」もこの施設内にある。
この他にも「ワンダーベイシティSAZAN」などの超高層マンション群が建設され、駅北口でも「船橋競馬場」が2025年にリニューアルオープン、「ららぽーとTOKYO-BAY」の北館も改築が進行中。

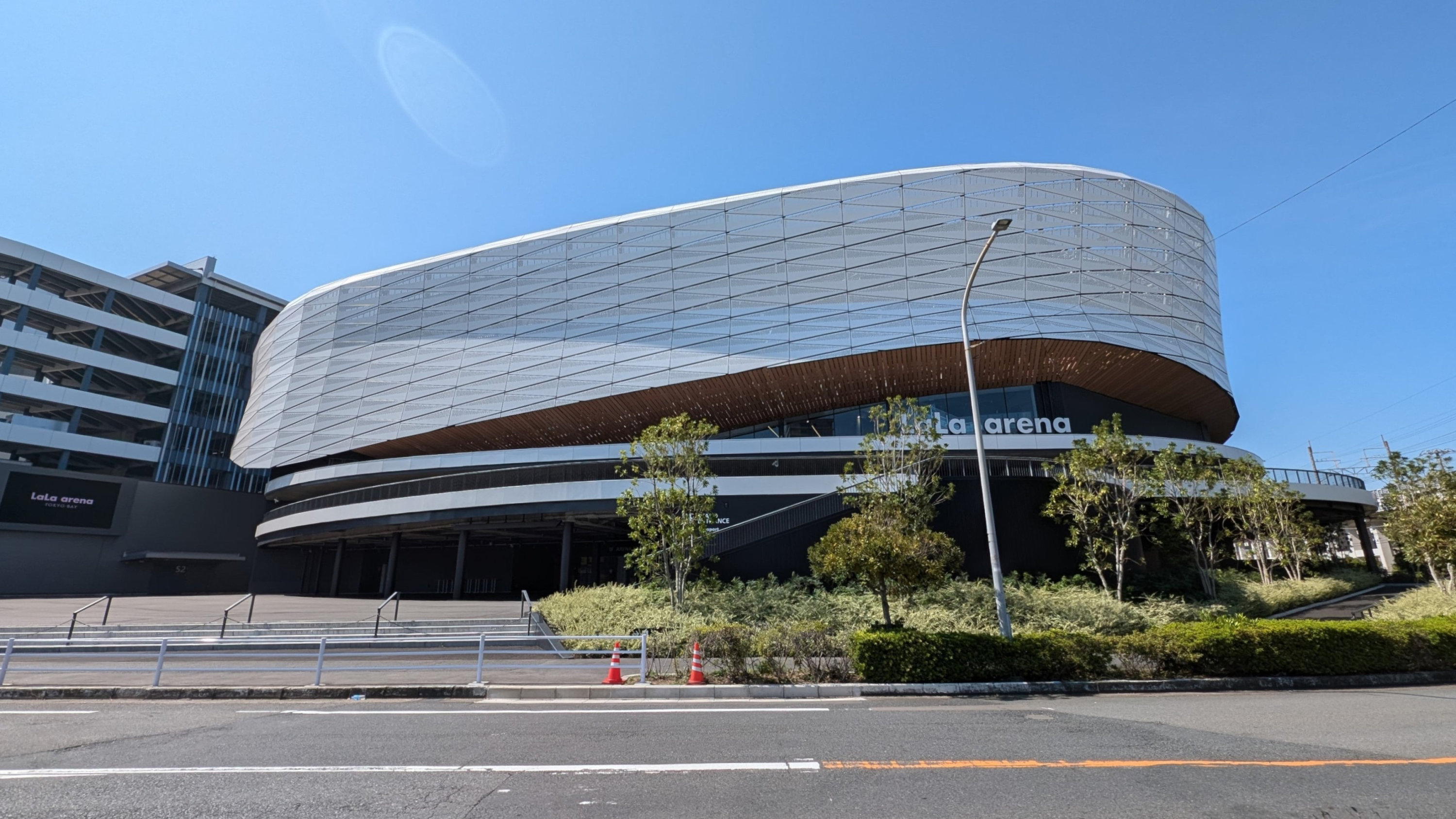
LaLa arena TOKYO-BAY
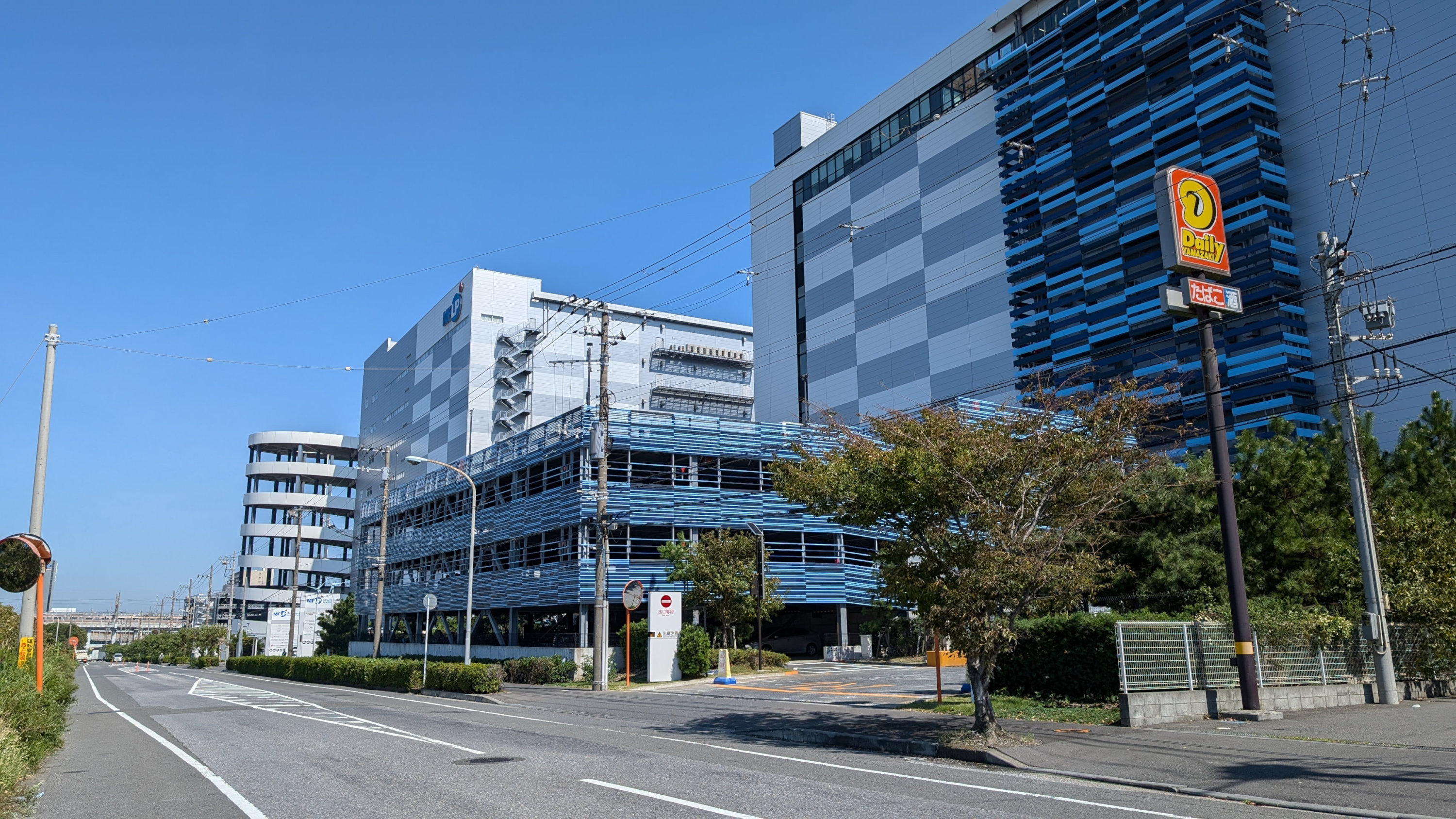
MFLP 船橋
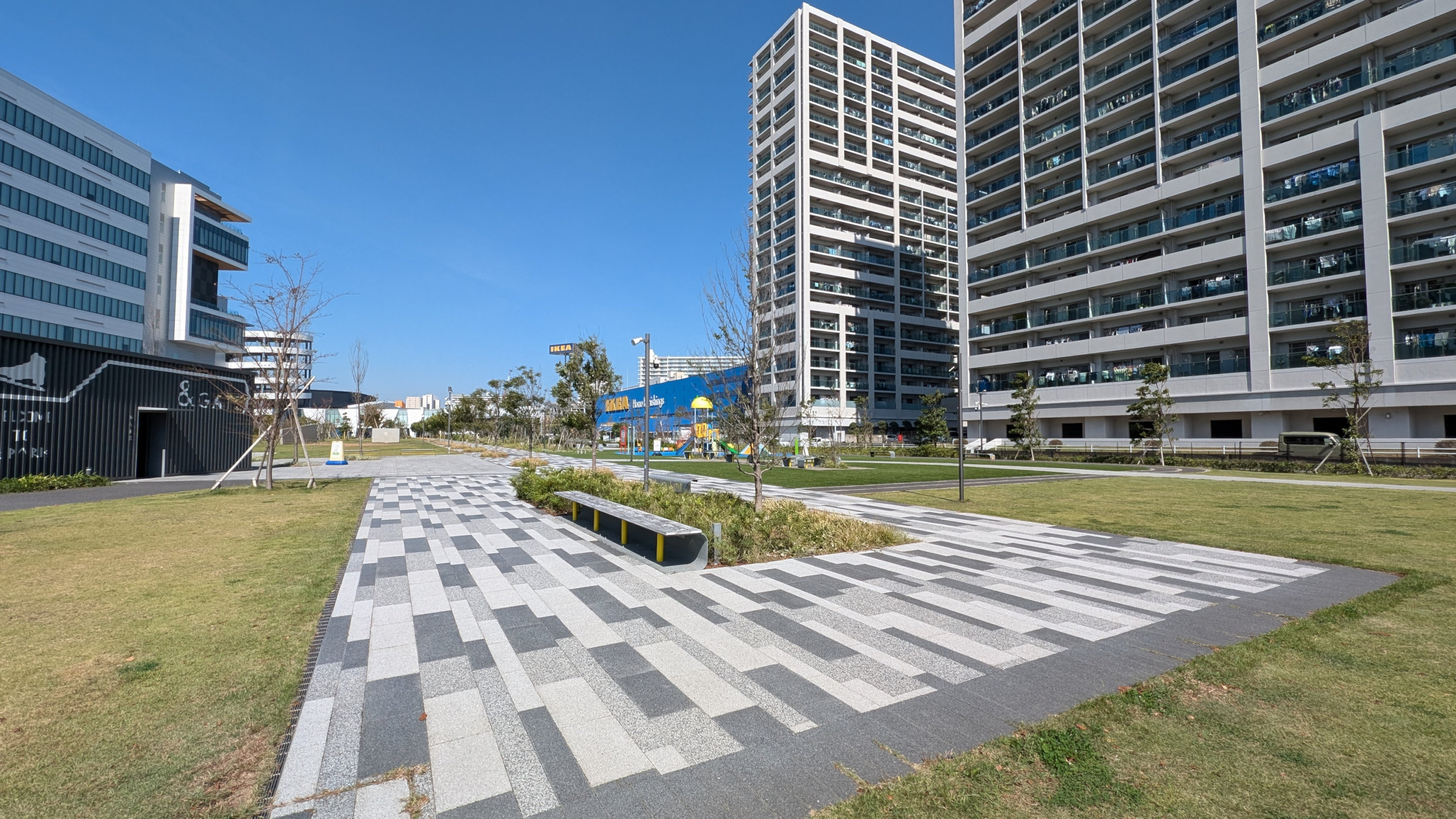
MFLP船橋・＆PARK
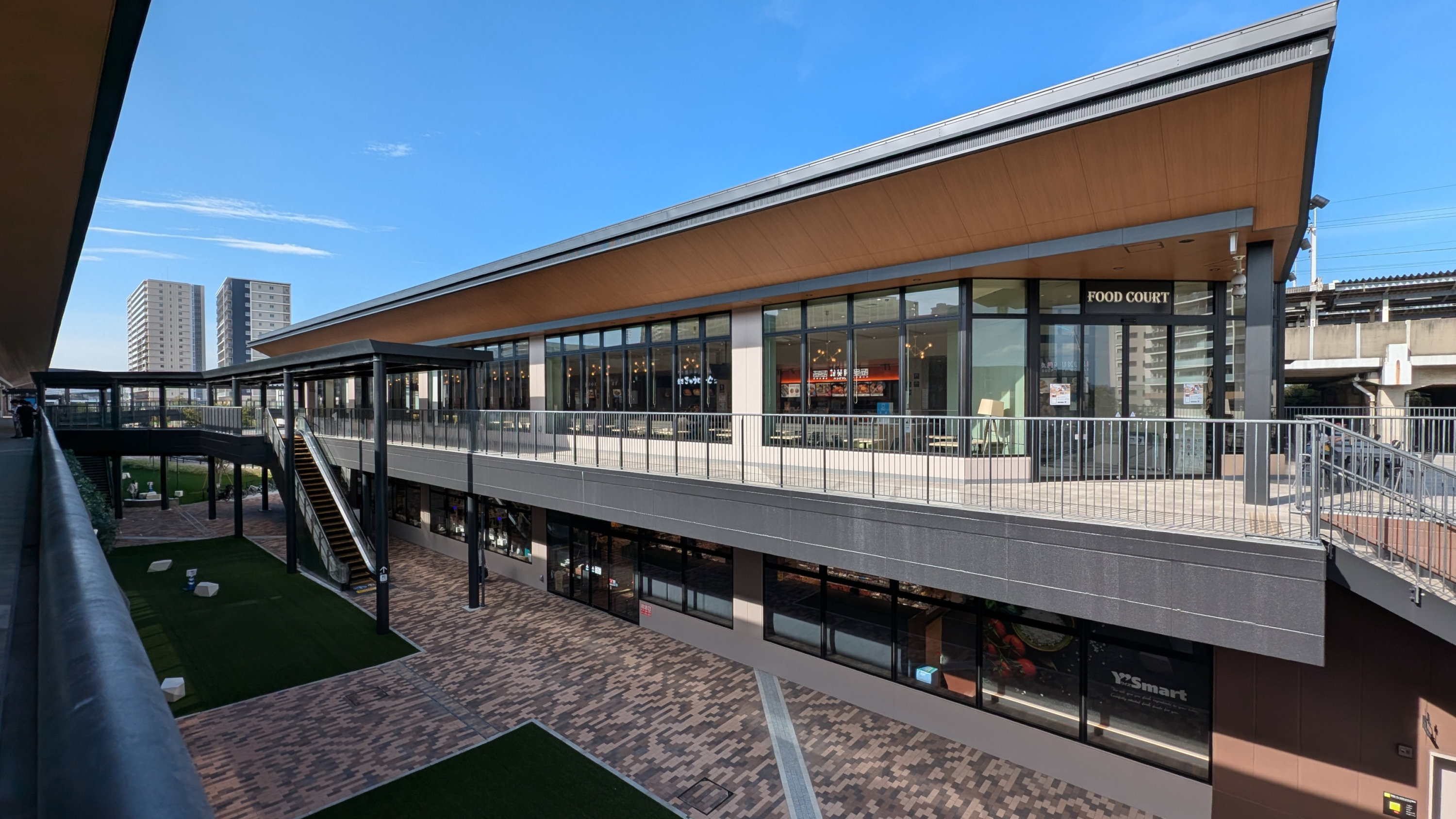
ららテラスTOKYO-BAY
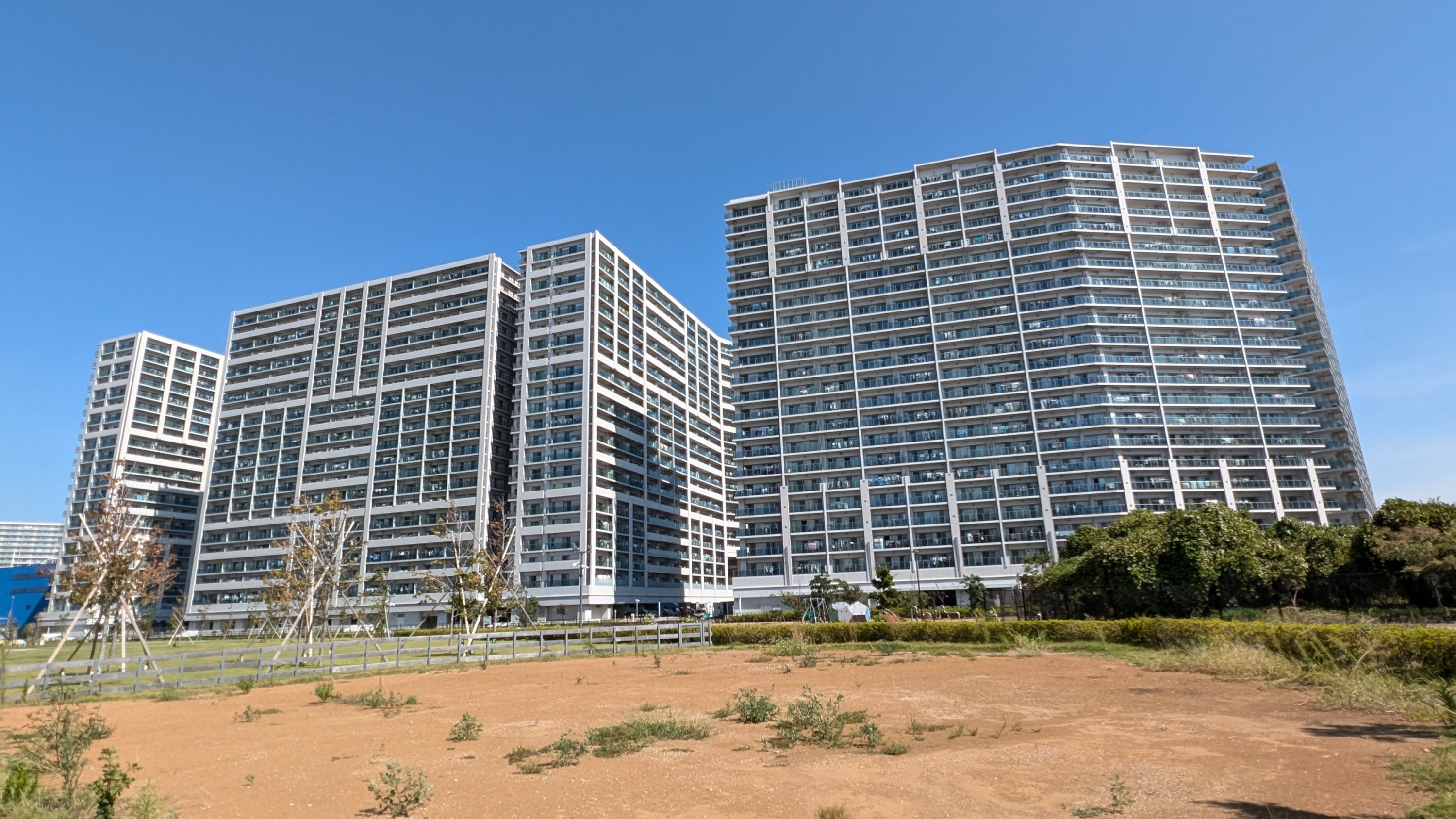
ワンダーベイシティSAZAN
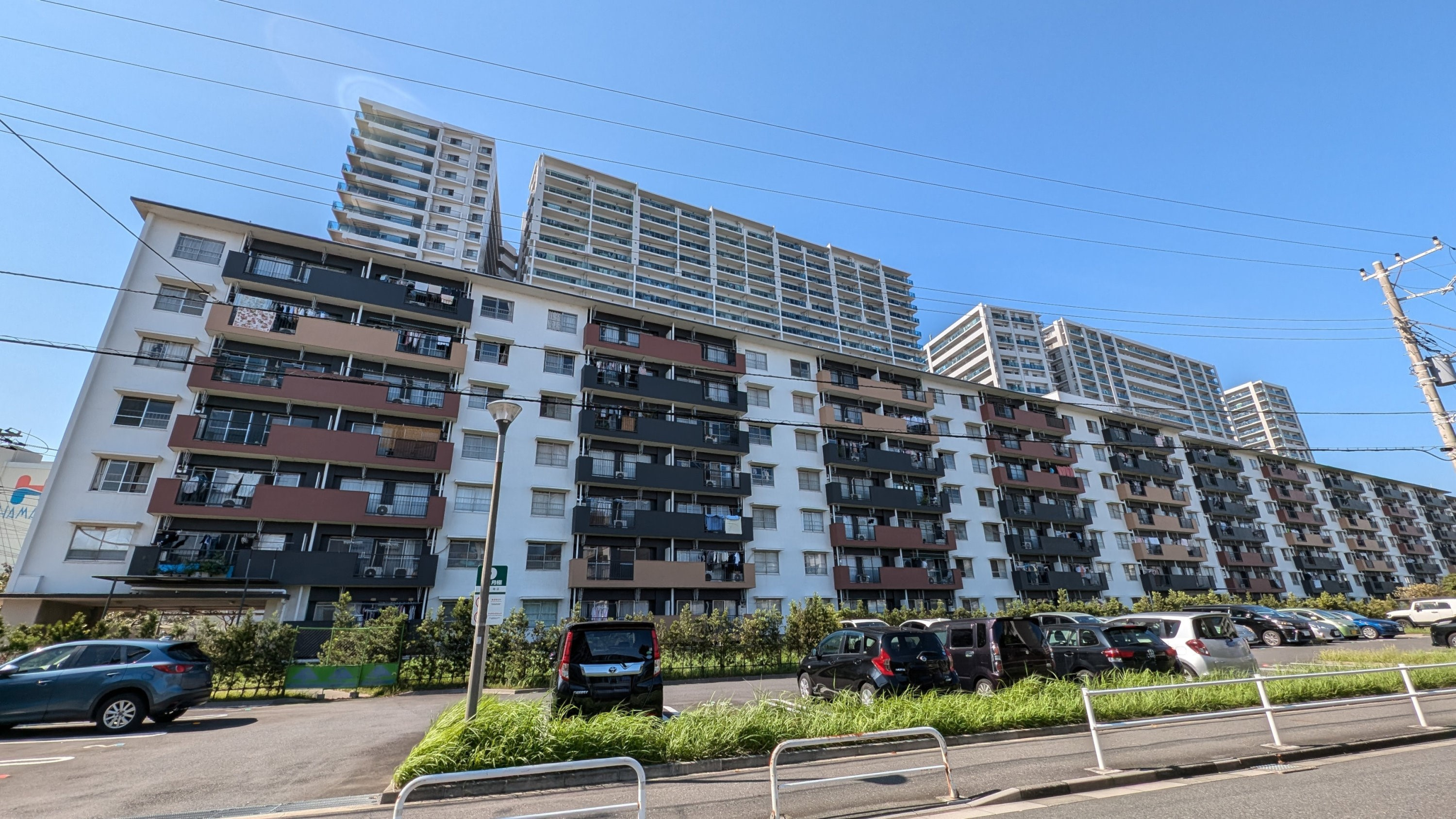
カラーリング修繕された若松二丁目団地
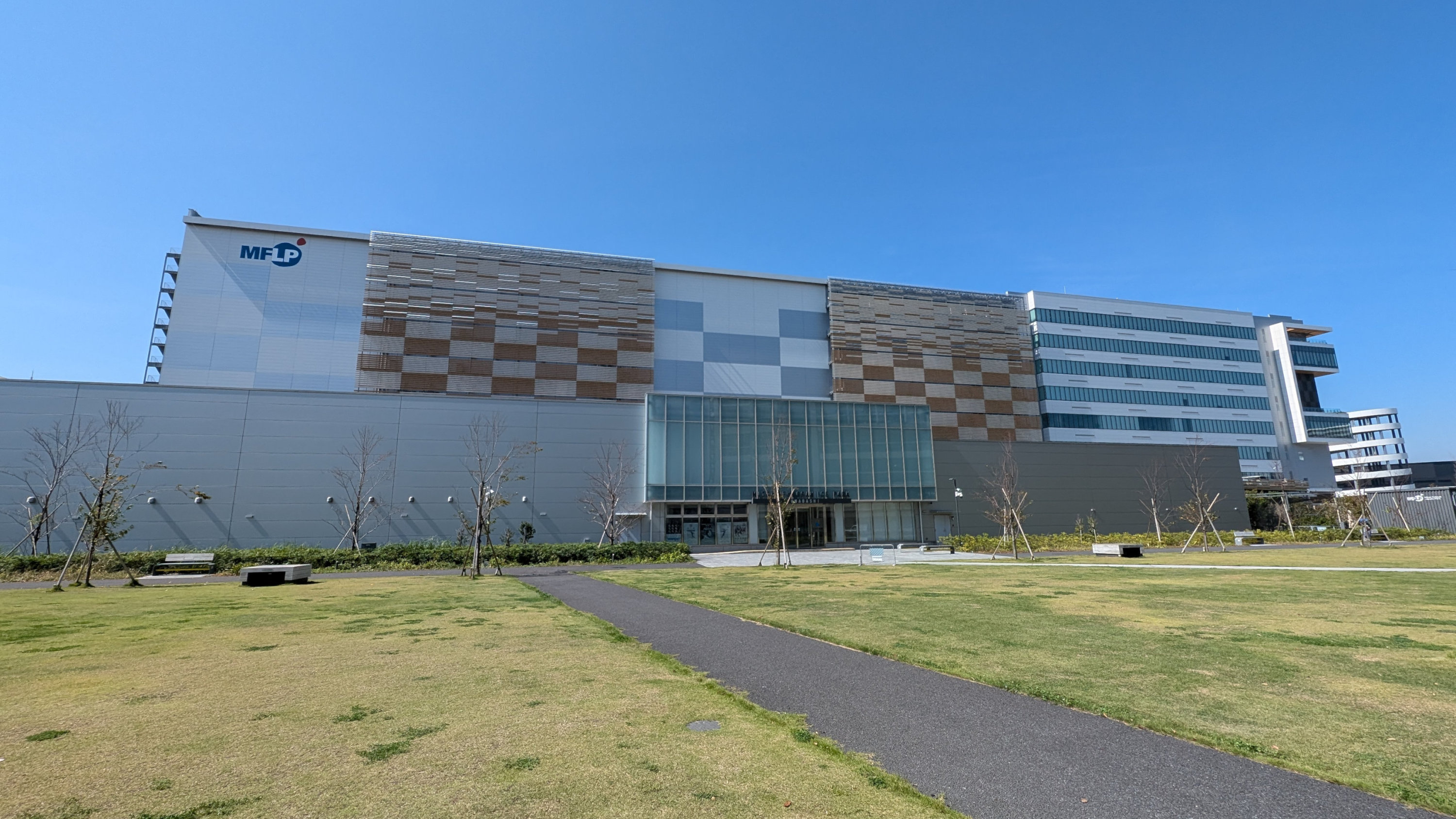
三井不動産アイスパーク船橋
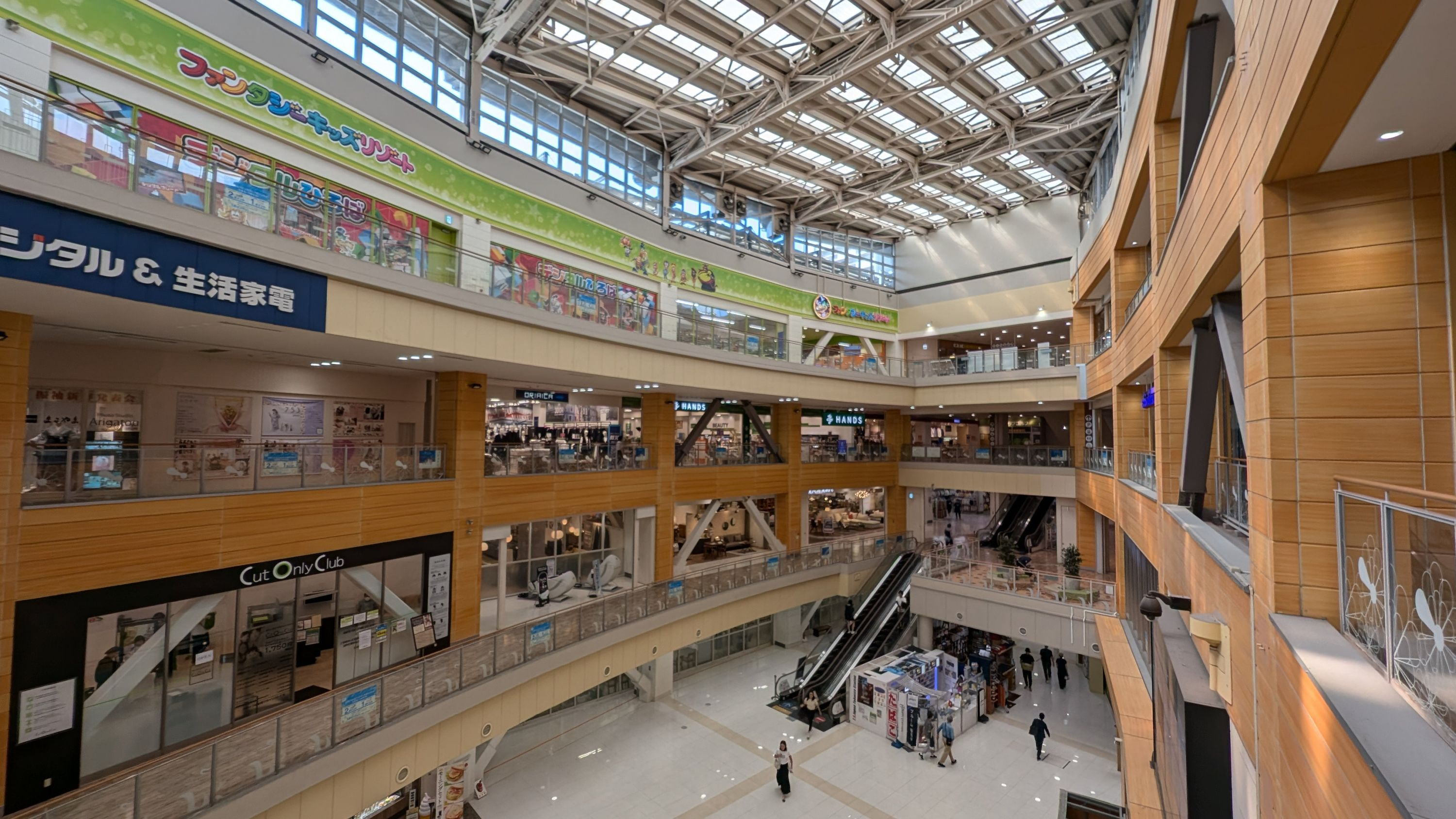
ビビット南船橋（三井不動産商業マネジメントが運営）

## 姉妹都市・提携都市
日本国外
- ヘイワード市（アメリカ合衆国カリフォルニア州）
  - 1986年（昭和61年）11月7日 締結[35]。
- オーデンセ市（デンマーク王国フューン県）
  - 1989年（平成元年）4月6日 締結[38]。
- 西安市（中華人民共和国陝西省）
  - 1994年（平成6年）11月2日 締結[40]。

## 地域

### 主な団地
| - 金杉台団地 - 行田団地 - 芝山団地 - 高根台団地 - 夏見台団地 - 習志野台団地 | - 南海神団地 - 若松団地（若松二丁目団地） - 船橋グリーンハイツ - 船橋二和グリーンハイツ - 前原団地 - 小室ハイランド (千葉ニュータウン) |

### 郵便局
- 船橋郵便局（ゆうちょ銀行 船橋店）（05014）
- 薬園台郵便局（05101）
- 津田沼郵便局（05144）
- 中山駅前郵便局（05175）
- 船橋宮本郵便局（05213）
- 西船橋駅前郵便局（05227）
- 船橋本町郵便局（05245）
- 船橋法典郵便局（05271）
- 船橋海神郵便局（05320）
- 船橋前原団地内郵便局（05331）
- 船橋三咲郵便局（05343）
- 船橋夏見郵便局（05349）
- 船橋高根台郵便局（05352）
- 薬園台駅前郵便局（05409）
- 馬込沢駅前郵便局（05410）
- 船橋古和釜郵便局（05424）
- 船橋市場郵便局（05428）
- 船橋東郵便局（05433）
- 船橋若松郵便局（05445）
- 船橋金杉台郵便局（05448）
- 船橋藤原三郵便局（05459）
- 船橋三山郵便局（05462）
- 船橋高根台六郵便局（05463）
- 船橋グリーンハイツ郵便局（05473）
- 船橋卸売市場内郵便局（05486）
- 船橋大穴郵便局（05487）
- 船橋塚田郵便局（05508）
- 船橋本中山郵便局（05512）
- 船橋行田郵便局（05517）
- 船橋二宮郵便局（05520）
- 船橋芝山郵便局（05521）
- 船橋小室駅前郵便局（05535）
- 船橋北口郵便局（05541）
- 船橋前原東郵便局（05547）
- 習志野駅前郵便局（05548）
- 船橋三咲東郵便局（05555）
- 船橋西習志野郵便局（05558）
- 西船橋駅南口郵便局（05597）
- 船橋浜町郵便局（05605）
- 船橋二和郵便局（05606）
- 船橋松が丘郵便局（05615）
- 高根公団南口郵便局（05633）
- 船橋習志野台五郵便局（05689）
- 東中山駅前郵便局（10003）
- イオンモール船橋内郵便局（10014）

郵便番号は以下が該当する。3集配局が集配を担当する。
- 船橋郵便局：「273-00xx」「273-08xx」
- 船橋東郵便局：「274-00xx」「274-08xx」
- 白井郵便局（白井市）：「270-14xx」

### 放送
- J:COM YY船橋習志野

### 組合
- 生活協同組合パルシステム千葉（本部所在）

### 医療
二次医療圏（二次保健医療圏）としては東葛南部医療圏（管轄区域：鎌ケ谷市と葛南地域）である。三次医療圏は千葉県医療圏（管轄区域：千葉県全域）。
医療提供施設は特筆性の高いもののみを記載する。
- 市内の医療機関（二次医療圏）
  - 船橋市立医療センター（災害拠点病院[108]・救命救急センター）
- 市内の医療機関（一次医療圏）
  - 救急指定病院
    - 青山病院
    - 板倉病院
    - セコメディック病院
    - 滝不動病院
    - 千葉徳洲会病院
    - 東船橋病院
    - 船橋総合病院
    - 地域医療機能推進機構船橋中央病院
    - 船橋二和病院

  - その他の病院
    - いけだ病院
    - 大島記念嬉泉病院
    - 北習志野花輪病院
    - 共立習志野台病院
    - 総武病院
    - 下総病院高根台病院
    - 千葉病院
    - 船橋北病院
    - 船橋市立リハビリテーション病院
    - 船橋整形外科病院
    - 山口病院
- 二次医療圏
  - 東京歯科大学市川総合病院（市川市、災害拠点病院）
  - 順天堂大学医学部附属浦安病院（浦安市、災害拠点病院・救命救急センター）
  - 東京ベイ・浦安市川医療センター（浦安市、災害拠点病院・救急基幹センター）
  - 東京女子医科大学八千代医療センター（八千代市、災害拠点病院・救命救急センター）
  - 千葉県済生会習志野病院（習志野市、災害拠点病院）

### 教育
古くは1817年（文化14年）、安川内蔵之助が安川塾（寺子屋）を藤原に開き約896人が入塾し学んだとされる。現在の学校制度が成立する前までの船橋市域には安川塾のような私塾や寺子屋が合わせて16か所存在し、民間主導による教育活動が行われていた。こうした江戸時代までの藩校や私塾、寺子屋をはじめとする民間主導による教育活動の成果（識字率95%以上）が日本の近代化の源となった。現在、船橋市は構造改革特区 に指定されており、船橋市英語教育特区構想が認可されている。
大学
- 東邦大学 習志野キャンパス （薬学部、理学部、健康科学部）
- 日本大学 船橋キャンパス（理工学部、薬学部、短期大学部）
- 東京医療保健大学 船橋キャンパス（千葉看護学部）

※以上のほか、習志野市にある日本大学津田沼キャンパス（生産工学部）は、大学敷地が船橋市と習志野市にまたがるため、船橋市により緊急災害避難場所に指定されている。また、市は東邦大学（2014年4月9日）及び千葉工業大学（習志野市に所在、2018年7月17日）と包括提携を結んでいる。
専修学校
- 船橋市立看護専門学校
- ユニバーサルビューティーカレッジ
- 船橋情報ビジネス専門学校

文教研修施設
- 税務大学校東京研修所（国税庁の施設等機関で文教研修施設）

職業訓練施設
- 千葉県立船橋高等技術専門校（職業能力開発促進法に基づく職業能力開発校）

高等学校
※以下は最初の（）内を設置過程とし、次の（）内を設置科とする。（五十音順）
| - 県立高等学校 - 千葉県立船橋高等学校（全日制・定時制）（普通科・理数科） - 千葉県立船橋北高等学校（全日制）（普通科） - 千葉県立船橋啓明高等学校（単位制）（普通科） - 千葉県立船橋古和釜高等学校（全日制）（普通科） - 千葉県立船橋芝山高等学校（全日制）（普通科） - 千葉県立船橋豊富高等学校（全日制）（普通科） - 千葉県立船橋東高等学校（全日制）（普通科） - 千葉県立船橋二和高等学校（全日制）（普通科） - 千葉県立船橋法典高等学校（全日制）（普通科） - 千葉県立薬園台高等学校（全日制）（普通科・園芸科） | - 市立高等学校 - 船橋市立船橋高等学校（全日制）（普通科・体育科・商業科） - 私立高等学校 - 千葉日本大学第一高等学校（全日制）（普通科） - 東京学館船橋高等学校（全日制）（普通科・情報ビジネス科・食物調理科・美術工芸科） - 東葉高等学校（全日制）（普通科） - 日本大学習志野高等学校（全日制）（普通科） - 中山学園高等学校（通信制）（普通科） |

その他市内にある学校教育の施設（小中学校など）および学校教育以外の教育施設
| 設置者   | 中学校 | 小学校 | 幼稚園 | 保育所 |
| -------- | ------ | ------ | ------ | ------ |
| 船橋市立 | 27校   | 54校   | -      | 27校   |
| 私立     | 1校    | 1校    | 43校   | 30校   |

#### 社会教育
図書館
- 船橋市図書館 - 1988年（昭和63年）4月5日から開館時間を2時間延長した[110][111]。
  - 船橋市中央図書館 - 本町4丁目再開発ビルとして[112]2000年（平成12年）2月21日に竣工した「ライブ2000」内に移転する形で開館[113]。
  - 船橋市東図書館[110][111]
  - 船橋市西図書館 - 2001年（平成13年）8月、船橋市西図書館蔵書破棄事件が起き最高裁まで争われ、蔵書に運用についての新たな判断が示されることになった。2005年（平成17年）に江戸時代の帳簿を収録した史料集「御用留（上総）」を刊行[114]。東日本大震災で被災して休館し[115]、2011年（平成23年）12月に他の場所に移転して新築することになった[116]。
  - 船橋市北図書館 - 法務局職員宿舎跡地に1991年（平成3年）10月1日に開館[117][118]。60万冊の蔵書が可能[119][120]。
  - 市立図書館一覧
- 私立図書館
  - イトーヨーカ堂船橋店こども図書館 - 1981年（昭和56年）10月開館[87][88]。
  - 2004年（平成16年）に設立されたNPO法人「情報ステーション」が私立図書館をチェーン展開しており[121]、「ビビッドスクエア」や[122]「船橋フェイスビル」などに開設されている[123]。

公民館
市内には25の公民館があり（ほぼ1中学校区に1公民館）、各公民館で市民サークル・クラブなど様々な活動が行われている。
文化施設
船橋市内にある文化施設の一覧は「船橋市内文化施設一覧」を参照。
- 船橋市民文化ホール - 船橋駅近くの本町にある文化ホールで[124]、1996年（平成8年）9月24日に改修して新装開館した[125]。成人式や各種コンサートが開かれる。
- 船橋市民文化創造館（きらら） - 船橋駅南口再開発で2003年（平成15年）4月16日に完成した船橋フェイスビルの中にあるホール[126]。可動式の観客席がある。
- 船橋勤労市民センター - 船橋駅近くの本町にある文化ホールで[127]、1989年（平成元年）5月4日に完成した[128]。ホールの他にトレーニングルームなどもある。
- 船橋市郷土資料館 - 薬円台にある資料館で[129]、縄文土器や[129]弥生土器[130] などの出土品を常設[131]。国道296号、陸上自衛隊習志野駐屯地の向かいにある。入り口には蒸気機関車D51[132]、明治天皇駐蹕之処の碑が置かれている。
- 船橋市飛ノ台史跡公園博物館 - 炉穴と呼ばれる縄文時代の調理場跡や[133]、縄文早期で「日本最古の人骨」が出土した飛ノ台貝塚を「史跡公園」として整備してその中に博物館を開設[134]。
- ふなばしアンデルセン公園 - 船橋市の市制50周年を記念して[135]1987年（昭和62年）11月15日に開園した「ワンパク王国」の[36] 隣接地に[136]、1989年（平成元年）4月6日に姉妹都市提携した[38]オーデンセ市に生まれた童話作家ハンス・クリスチャン・アンデルセンにちなんで作られて1996年（平成8年）10月25日に「ふなばしアンデルセン公園」として新装開園した[137]。こども美術館など[136]、児童のための施設が充実している。
- 船橋視聴覚センター

研修施設
- 船橋市立一宮少年自然の家 - 九十九里海岸に面する長生郡一宮町にある市立の研修施設。

合唱団
- 船橋さざんか少年少女合唱団 - 2008年3月に創立25周年記念公演を終えた合唱団。レコーディング活動も多く行っている。

### スポーツ
スポーツチーム
- 千葉ジェッツふなばし - B.LEAGUE所属、プロバスケットボールチーム。
- 千葉ジェッツふなばしネクスト - 千葉県クラブバスケットボール連盟所属、社会人男子バスケットボールのクラブチーム。
- クボタスピアーズ船橋・東京ベイ - ジャパンラグビーリーグワン所属、ラグビーチーム。
- 習志野自衛隊ラグビー部 - イーストリーグDiv.2所属、陸上自衛隊習志野自衛隊ラグビーチーム。
- 放駒部屋 - 日本相撲協会所属、二所ノ関一門の相撲部屋。

スポーツ施設
「あせ一平」「風さやか」のキャラクターで生涯スポーツを推進している船橋市には、様々なスポーツ施設がある。主なスポーツ施設は次の通り。
- 船橋市運動公園陸上競技場
- 船橋市内スポーツ施設
- 船橋市立夏見運動公園 - 市内で最も大きいスポーツ施設。高校野球の千葉県予選もここで開催される。
- 船橋市総合体育館（船橋アリーナ） - 習志野台の下水処理場跡地に[138]、1994年（平成6年）1月13日に開館したスポーツ施設[139][140]。メインアリーナは、5,000人収容。2011年（平成23年）から千葉ジェッツふなばしの本拠地となったほか[141]、バレーボールなどのプロスポーツの試合や、プロレスの興行も開かれる。オープン後数年間は成人式の第二会場としても使用された。
- ふなばし三番瀬海浜公園 - 東京湾に浮かぶ船橋中央埠頭に海に面するようにある。初夏は潮干狩り、盛夏は流水プール、冬春は流水プールに魚を放流し釣り堀となる。テニスコートや野球場、体育館などもあり通年を通して楽しむことができる。
- 己錬館
- 法典公園（グラスポ）
- 武道センター
- NTT東日本船橋グラウンド - NTT東日本硬式野球部練習場。全日本クラブ野球選手権の会場として使用されたこともある。

上記の他にも、市立小中学校の体育施設やナイター設備を利用することが出来る。また、夏休み期間中に限り、市立小学校・養護学校のプールを無料開放している。
キャラクター
船橋市最初のマスコットキャラクターは1983年（昭和58年）誕生の「汗一平くん」と「風さやかちゃん」であり、地方自治体公式マスコットの中でも草分けの部類に入る。船橋市のマスコットとしては、以下がある。
- ふなばし三番瀬海浜公園のイメージキャラクター「アサリくん」
- ふなばし市民まつりのマスコットキャラクターの「博士くん」
- 船橋市スポーツ健康都市シンボルキャラクターの「汗一平くん[142]」と「風さやかちゃん[142]」
- ふなばし産品ブランドPRキャラクターの「目利き番頭 船えもん[143]」
- 船橋市の地球温暖化防止キャラクター「ふなわりくん[144]」
- ふなっしー - 船橋市在住の「梨の妖精」。船橋市非公認であるがららぽーとTOKYO-BAY公認キャラクターである。弟のふなごろー、別個体のふにゃっしーなどがいる。

### 市外局番
市外局番は市内全域で「047」であるが、船橋MAの区域（047- 4XX,75X - 77X）と市川MAの区域（047- 3XX,70X - 72X） という、2つの通話料金計算の元となる通話区域単位が存在する。市川MAに属するのは武蔵野線より西方、西船橋駅・下総中山駅・船橋法典駅周辺の一部である。またお互いの通話は船橋市内にもかかわらず、「市内」ではなく「隣接」扱いとなる。
収容局は船橋局、薬園台局、船橋本町局、千葉上山局、千葉豊富局、二和局、習志野局（習志野市）、吉橋局（八千代市）、米本局（八千代市）、鎌ヶ谷局（鎌ケ谷市）（以上船橋MA）、市川中山局（市川市）、市川大野局（市川市）（以上市川MA）。

## 交通

### 空港
市内に空港はなく、千葉県成田市の成田国際空港（成田空港）もしくは東京都大田区の東京国際空港（羽田空港）が最寄りとなる。
成田国際空港
詳細は成田国際空港へのアクセス、最小乗換数は【】内を参照。
- 鉄道路線
  - 【乗換0】JR東日本 - 総武快速線（成田線直通）にて船橋駅 - 空港第2ビル駅（成田第2・第3ターミナル）・成田空港駅（成田第1ターミナル）。
  - 【乗換0】京成電鉄 - 京成本線にて空港第2ビル駅（成田第2・第3ターミナル）・成田空港駅（成田第1ターミナル）にアクセス可能である。
- バス路線
  - 【乗換0】西船橋駅と成田国際空港を結ぶ路線が運行される。

東京国際空港
詳細は東京国際空港へのアクセス、最小乗換数は【】内を参照。
- 鉄道路線
  - 【乗換1】JR東日本 - 総武快速線（横須賀線直通）にて船橋駅 - 品川駅（京急本線・空港線へ乗換）- 羽田空港第3ターミナル駅・羽田空港第1・第2ターミナル駅。
  - 【乗換0】京成電鉄 - 京成本線（京成押上線・都営浅草線・京急本線・空港線直通）が羽田空港第3ターミナル駅・羽田空港第1・第2ターミナル駅にアクセス可能である。※直通列車は少なく(大半が朝及び夕方以降)、大半は青砥駅などでの乗換が必要。
- バス路線
  - 【乗換0】船橋駅・西船橋駅と東京国際空港を結ぶ路線が運行される。
  - 【乗換0】習志野市と船橋市に跨る津田沼駅と東京国際空港を結ぶ路線が運行される。

### 鉄道路線
鉄道網が発達しており、6つの事業者が運行する10の旅客鉄道路線と、31の鉄道駅がある。かつては東葛人車鉄道が敷設されていた。
東日本旅客鉄道（JR東日本）
 総武線各駅停車
- - 下総中山駅 - 西船橋駅 - 船橋駅 - 東船橋駅 - （津田沼駅） -

 総武快速線
- - 船橋駅 -（津田沼駅） -

 京葉線
- - 南船橋駅 -

 武蔵野線
- - 船橋法典駅 - 西船橋駅

東京地下鉄（東京メトロ）
 東西線
- - 原木中山駅 - 西船橋駅

東葉高速鉄道
 東葉高速線
- 西船橋駅 - 東海神駅 - 飯山満駅 - 北習志野駅 - 船橋日大前駅 -

京成電鉄
 本線
- - 京成中山駅 - 東中山駅 - 京成西船駅 - 海神駅 - 京成船橋駅 - 大神宮下駅 - 船橋競馬場駅 -

 松戸線
- - 二和向台駅 - 三咲駅 - 滝不動駅 - 高根公団駅 - 高根木戸駅 - 北習志野駅 - 習志野駅 - 薬園台駅 - 前原駅 -

- - ※咲が丘地区の一部は鎌ケ谷市の鎌ヶ谷大仏駅が最寄になっている。

北総鉄道
 北総線
- - 小室駅 -

東武鉄道
 野田線（東武アーバンパークライン）
- 船橋駅 - 新船橋駅 - 塚田駅 - 馬込沢駅 -

未成線
- 東日本旅客鉄道（当時は国鉄）
  - 成田新幹線（市内を通過する計画を立てていた）

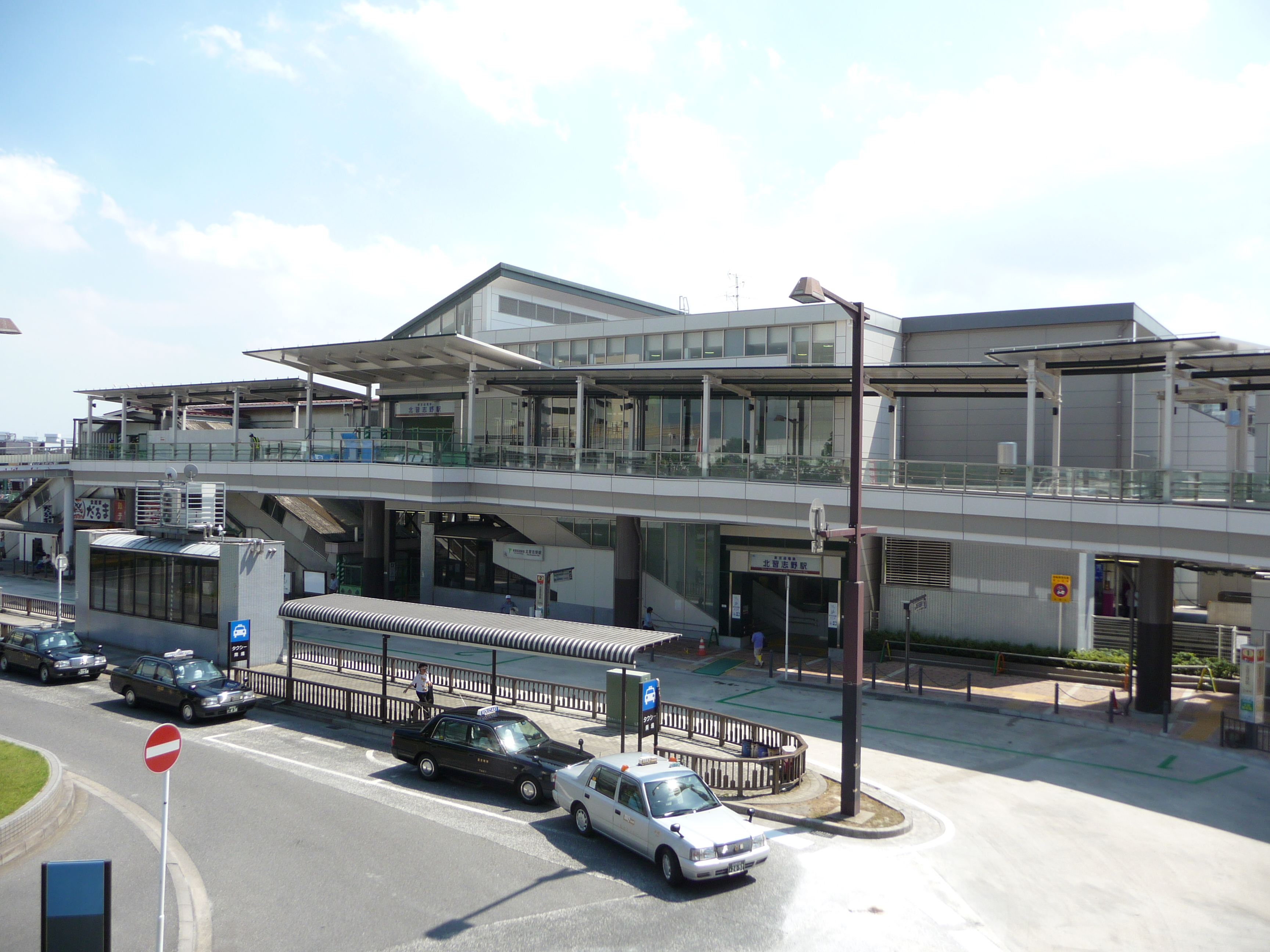
北習志野駅（京成電鉄・東葉高速鉄道）
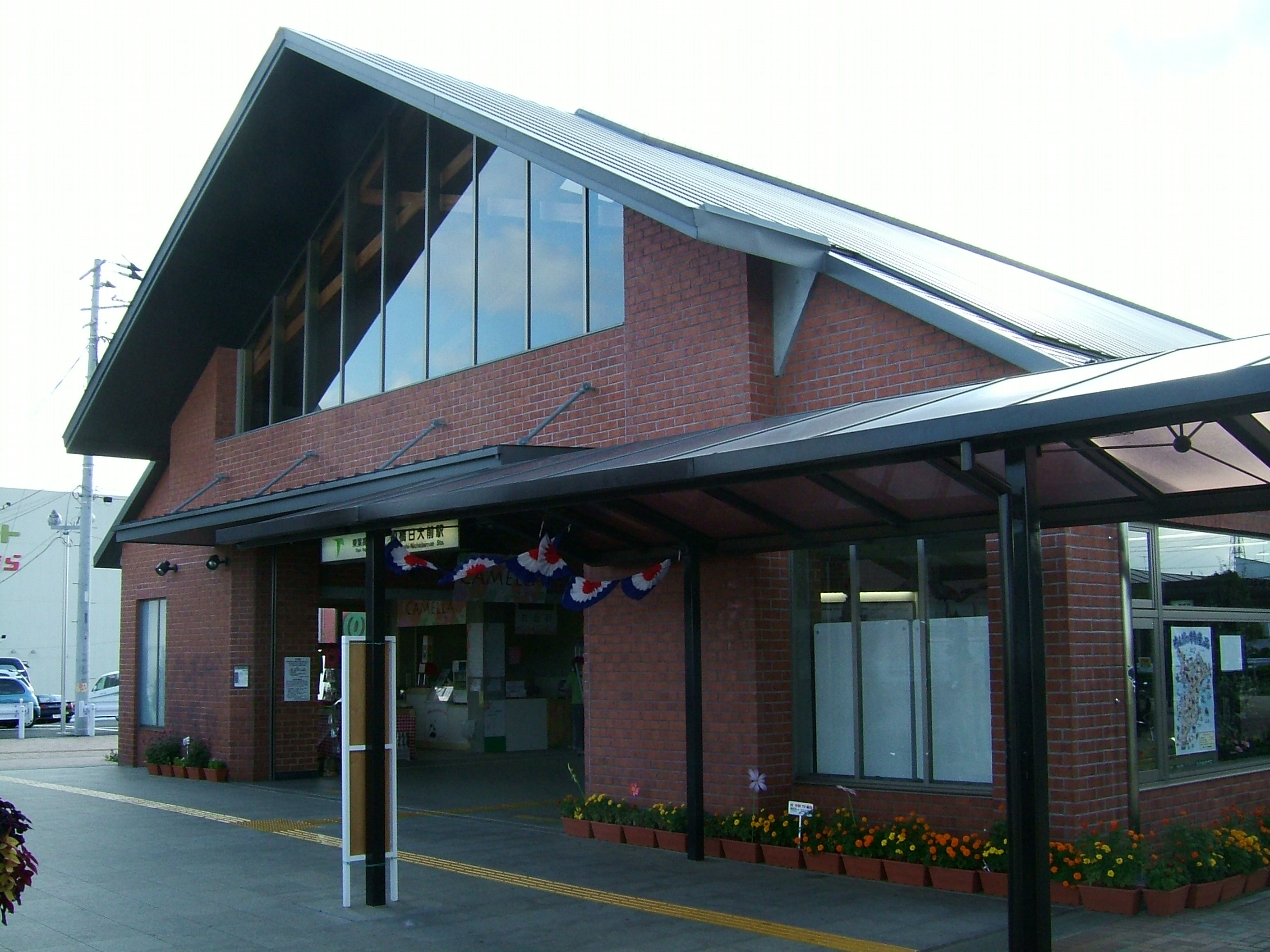
船橋日大前駅 関東の駅百選（東葉高速鉄道）
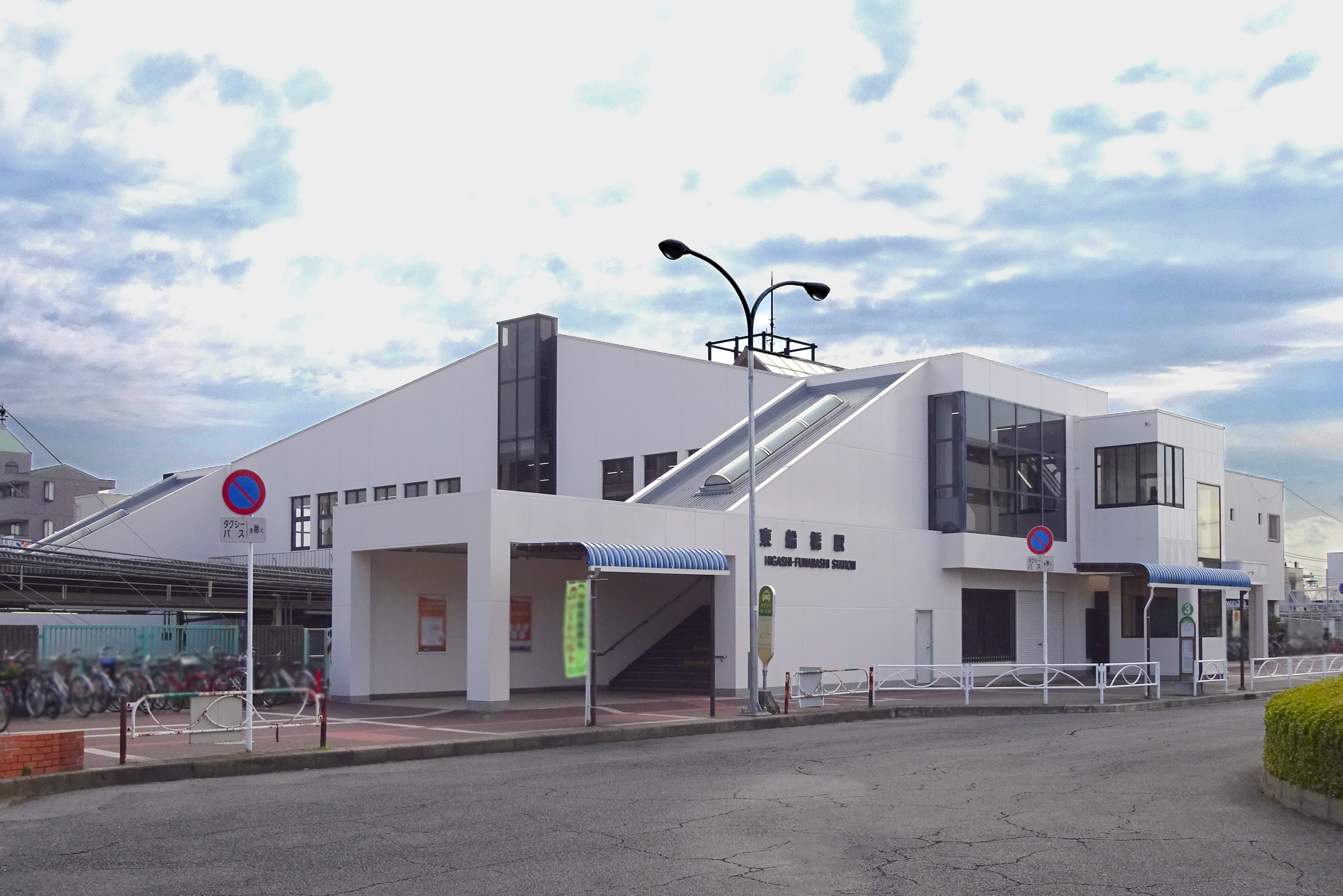
東船橋駅（JR東日本）
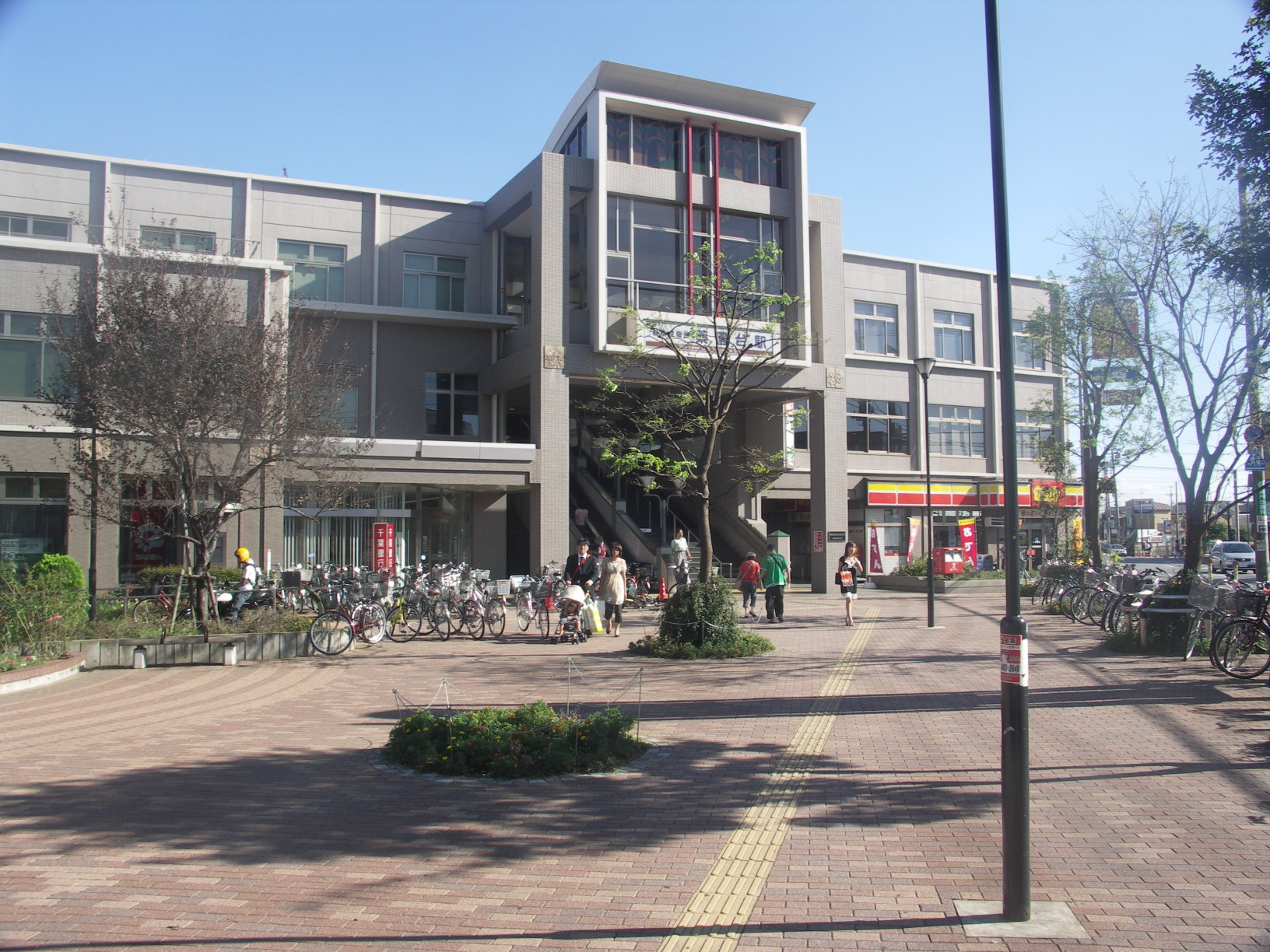
薬園台駅（京成電鉄）

### バス路線
中心となるバス停：船橋駅・西船橋駅バスターミナル

#### 路線バス
- 船橋新京成バス
- 京成バス
- 京成バスシステム
- 京成トランジットバス
- ちばレインボーバス

#### 高速バス
- 船橋駅・西船橋駅 - 羽田空港（京成バス、京浜急行バス）
- 西船橋駅 - 富士急ハイランド（京成バス、富士急行観光）
- 【夜行】西船橋駅 - 仙台駅（成田空港交通、宮城交通）
- 【夜行】西船橋駅 - 名古屋駅（京成バス、JR東海バス）
- 【夜行】海浜幕張駅・西船橋駅 - 堺駅・和歌山駅・和歌山市駅（成田空港交通、和歌山バス）
- 【夜行】海浜幕張駅・西船橋駅 - 天理駅・奈良駅・王寺駅・五位堂駅（京成バス、奈良交通）
- 【夜行】千葉中央駅・西船橋駅 - 新大阪駅・大阪梅田・神戸三宮（京成バス、阪急バス）
- 【夜行】鎌取駅・千葉駅・西船橋駅 - 大津駅・京都駅（千葉中央バス）

#### 深夜急行バス
- 新橋駅・有楽町駅・東京駅→西船橋駅→成田駅・成田空港（成田空港交通）[146]
- 新橋駅・有楽町駅・東京駅→西船橋駅→行田団地・桐畑（京成バス）
- 新橋駅・有楽町駅→船橋駅→京成佐倉駅（ちばグリーンバス）
- 新橋駅・有楽町駅・東京駅→船橋駅→高根木戸駅→北習志野駅→船橋日大前駅→鎌ヶ谷大仏（船橋新京成バス）
- 銀座駅・東京駅→津田沼駅→高根木戸駅→北習志野駅→船橋日大前駅→東葉勝田台駅（平和交通）

### 道路
市内には以下の道路があるが、人口が多い都市としては広い道路や南北を結ぶ主要道路が少なく、狭い道路が多いため、特に商業施設が多い南船橋駅や船橋駅周辺は慢性的な交通渋滞が起こりやすく、主要道路である国道14号は、交通量が多いにもかかわらず、片側1車線であり、渋滞が深刻であるが、市内のほぼ全域で市街化されているためこれ以上の道路整備は困難な状況である。
高速道路
- 京葉道路
  - - 船橋IC - 花輪IC -
- 東関東自動車道
  - 船橋市内にインターチェンジは存在しない。2013年（平成25年）9月20日に開通した谷津船橋ICは習志野市内にある[147]。

一般国道
- 国道14号（千葉街道）
- 国道16号（東京環状）
- 国道296号（成田街道・佐倉街道）
- 国道357号（東京湾岸道路・臨港道路）
- 国道464号（大町梨街道・宗吾街道）

主要地方道
- 千葉県道8号船橋我孫子線
- 千葉県道9号船橋松戸線
- 千葉県道15号千葉船橋海浜線
- 千葉県道39号船橋停車場線
- 千葉県道57号千葉鎌ケ谷松戸線（実籾街道）
- 千葉県道59号市川印西線（木下街道）
- 千葉県道69号長沼船橋線（御成街道）

一般県道
- 千葉県道135号津田沼停車場前原線
- 千葉県道156号船橋埠頭線
- 千葉県道179号船橋行徳線
- 千葉県道180号松戸原木線
- 千葉県道189号千葉ニュータウン北環状線
- 千葉県道193号小室停車場復線
- 千葉県道203号下総中山停車場線
- 千葉県道283号若宮西船市川線
- 千葉県道288号夏見小室線

### 港湾

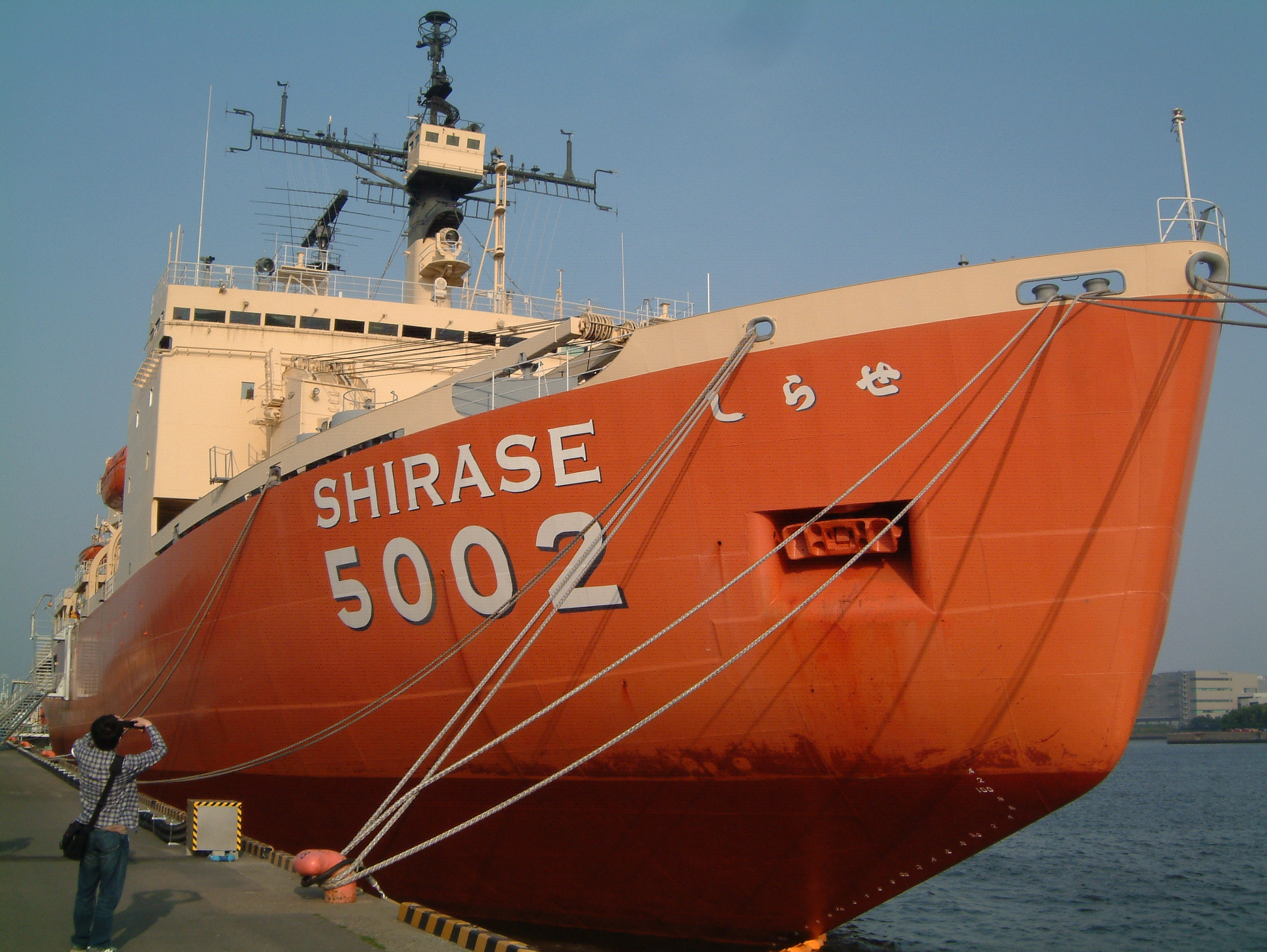
船橋港に停泊する初代海上自衛隊砕氷艦「しらせ」

1947年（昭和22年）12月26日、御菜浦に指定され漁港として栄えた船橋浦周辺は「船橋港」と呼ばれ、運輸省告示第349号公有水面埋立法により指定港湾となった。1968年（昭和43年）6月1日、船橋港が市川港とともに千葉港に編入された。港湾区域が拡張され船橋市地先海面が港湾区域となる。
2009年11月9日、南極地域観測統合推進本部は「しらせ (砕氷艦・初代)」を同年1月に「スクラップになるのはもったいない」・「気象や環境問題の情報発信や議論の場として活用したい」と、しらせを気象情報会社のウェザーニューズに売却すると発表。船名をローマ字表記の「SHIRASE」に変更し、2010年3月31日、船橋港（港則法上は千葉港葛南区）に曳航され係留された。
しらせ（SHIRASE）の見学・乗船は「チャレンジングSHIRASE」として年5回の一般公開イベントを行っているほか、週に2日、近隣にあるサッポロビール千葉工場とのコラボレーションツアーに参加し乗船することもできる。
国際拠点港湾
- 千葉港（葛南港区）
  - 葛南港区拠点港：船橋港
    - 葛南中央地区（船橋中央ふ頭）
    - 葛南東部地区（船橋東ふ頭・日の出ふ頭）
- 船橋ボートパーク - プレジャーボートの係留・保管のための施設[150]

## 名所・旧跡・観光スポット・祭事・催事

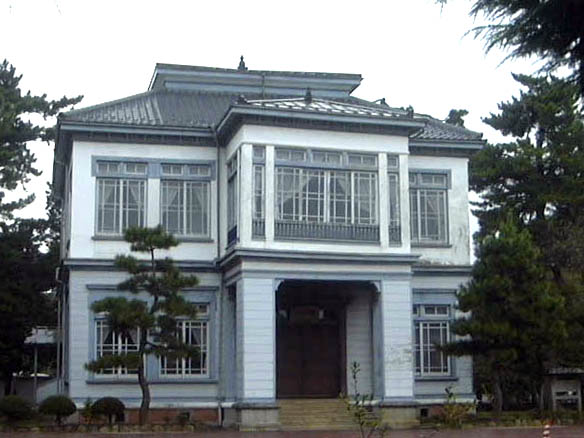
空挺館（御馬見所）

### 名所・旧跡
- 仲三好屋跡（商家）
- 海軍無線電信所船橋送信所（船橋無線塔記念碑）
- 東葉門（国の登録有形文化財）
- 永久堡塁
  - 酒山砦
- 明治天皇駐蹕之処の碑
- 桜並木寄付記念碑
- 山崎別荘（凌雲荘）- 大正期に東京両国で広く洋紙卸業を営んでいた山崎梅之助の別荘。
- 旧兼坂医院 - 西洋風の病院建築。木造二階で、創建は1916年（大正5年）。
- 空挺館 - 旧騎兵連隊の御馬見所として天皇や皇族が馬術などを見ることを目的に建てられた用途の建物。
- 蔵春閣 (大倉別邸) - 移築を前提として解体。解体された部材は、大倉文化財団が所有。

神社
| - 意富比神社（船橋大神宮） - 船橋大神宮灯明台 - 大宮神社 - 御嶽神社 - 葛飾神社 - 熊野神社 - 白幡神社 - 神明社 - 神明神社 | - 豊受神社 - 二宮神社 - 羽黒神社 - 八王子神社 - 八幡神社 - 船橋東照宮（船橋御殿） - 星影神社 - 三咲稲荷神社 - 龍神社 |

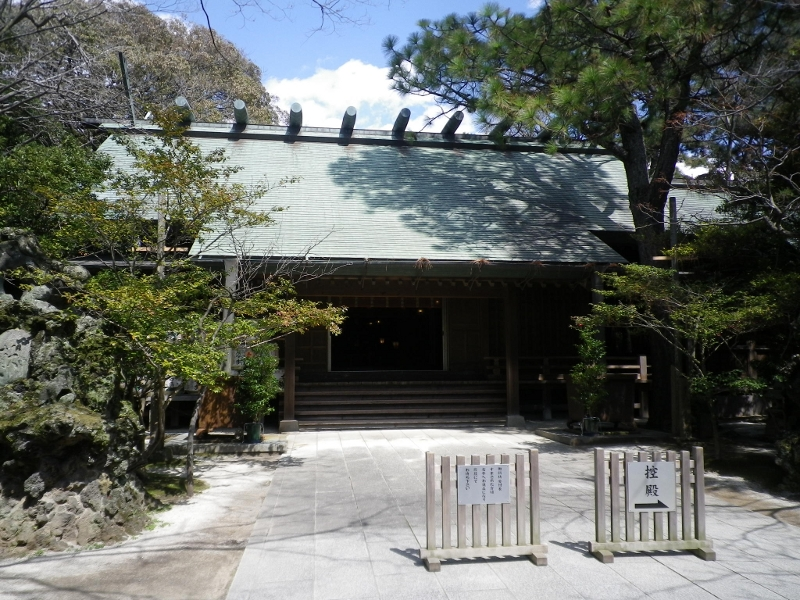
意富比神社（船橋大神宮）
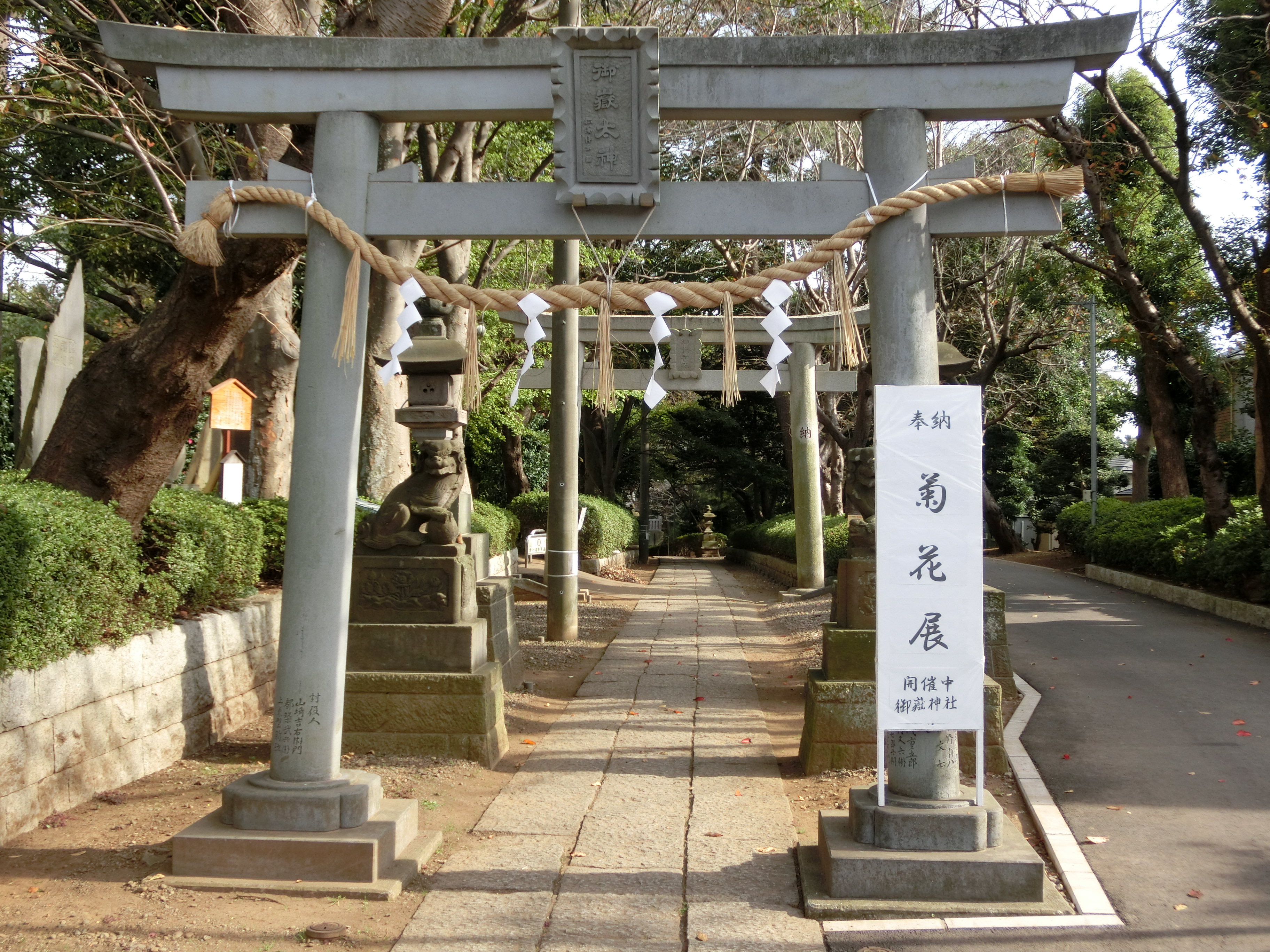
御嶽神社
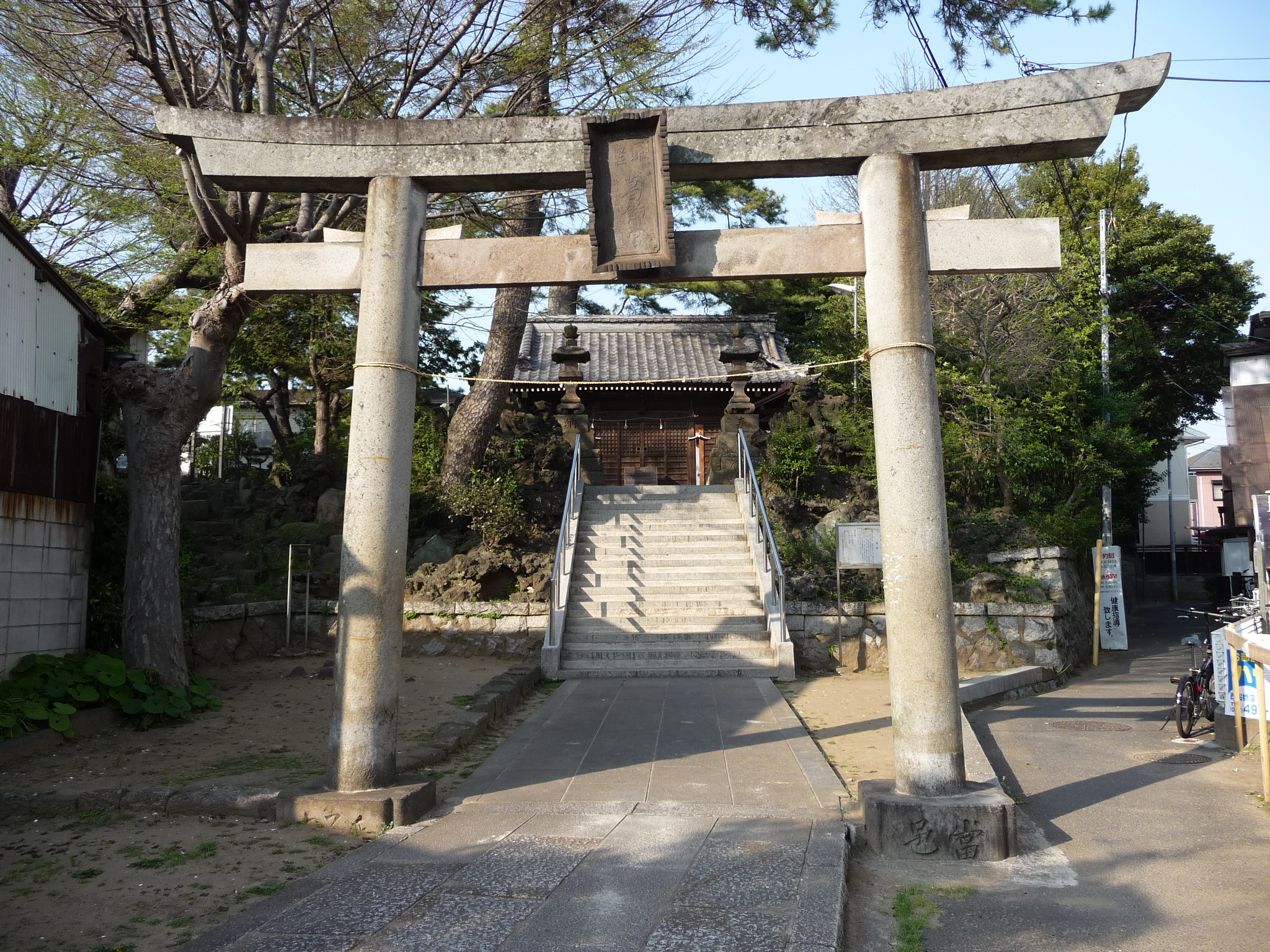
葛飾神社
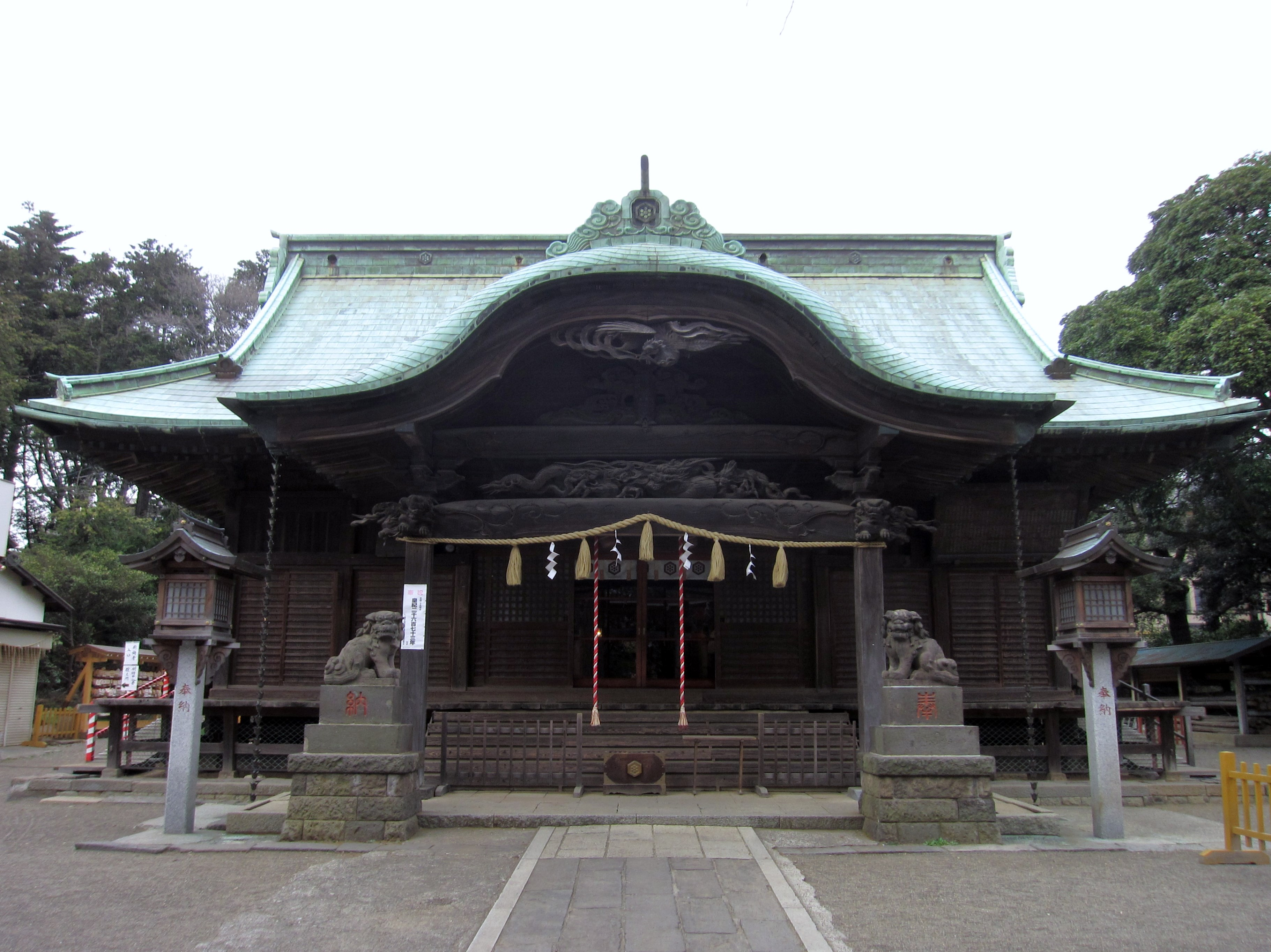
二宮神社
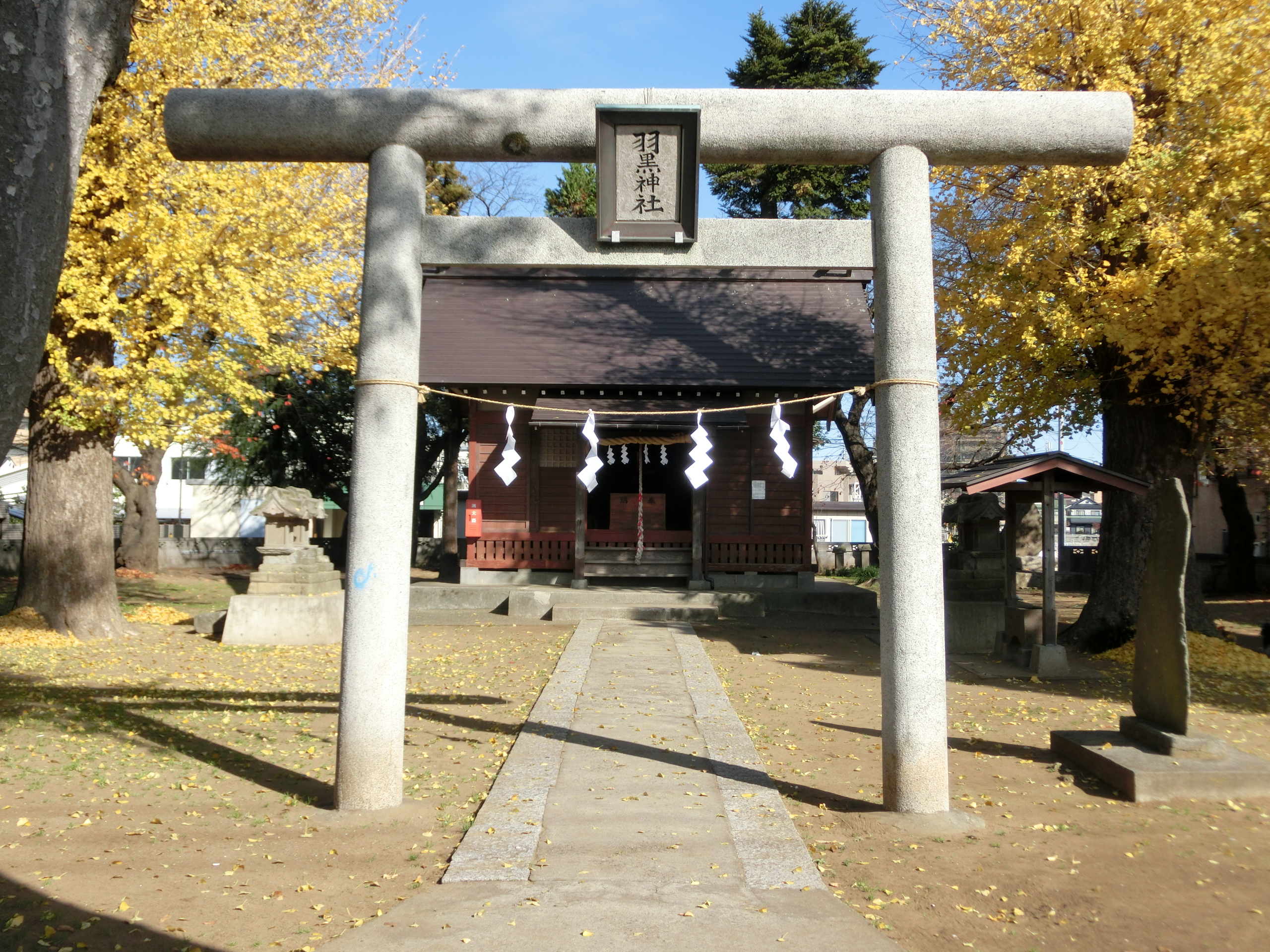
羽黒神社

寺院
| - 安養寺 - 観行院 - 吉祥院 - 高根寺 - 金蔵寺 - 西光寺 - 西福寺 - 正延寺 - 常楽寺（海見山） - 神宮寺 - 多聞寺 | - 長福寺 - 東光寺 - 道入庵 - 東福寺 - 東明寺 - 宝成寺 - 本行寺 - 妙円寺 - 明王院 - 了源寺 |

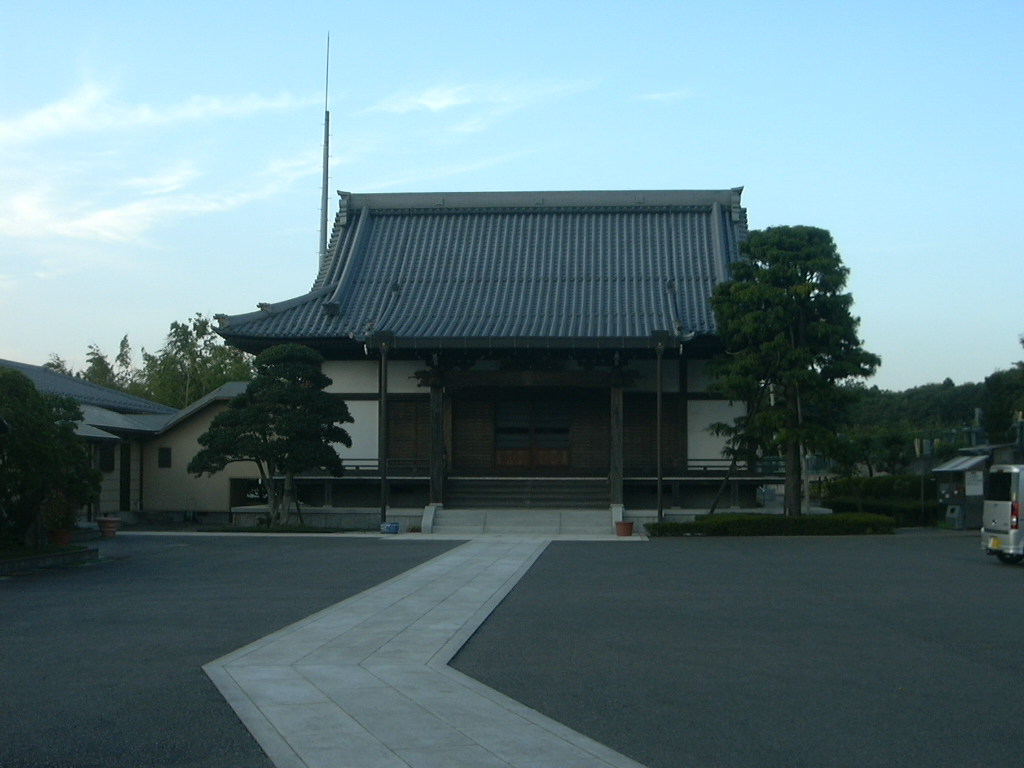
安養寺
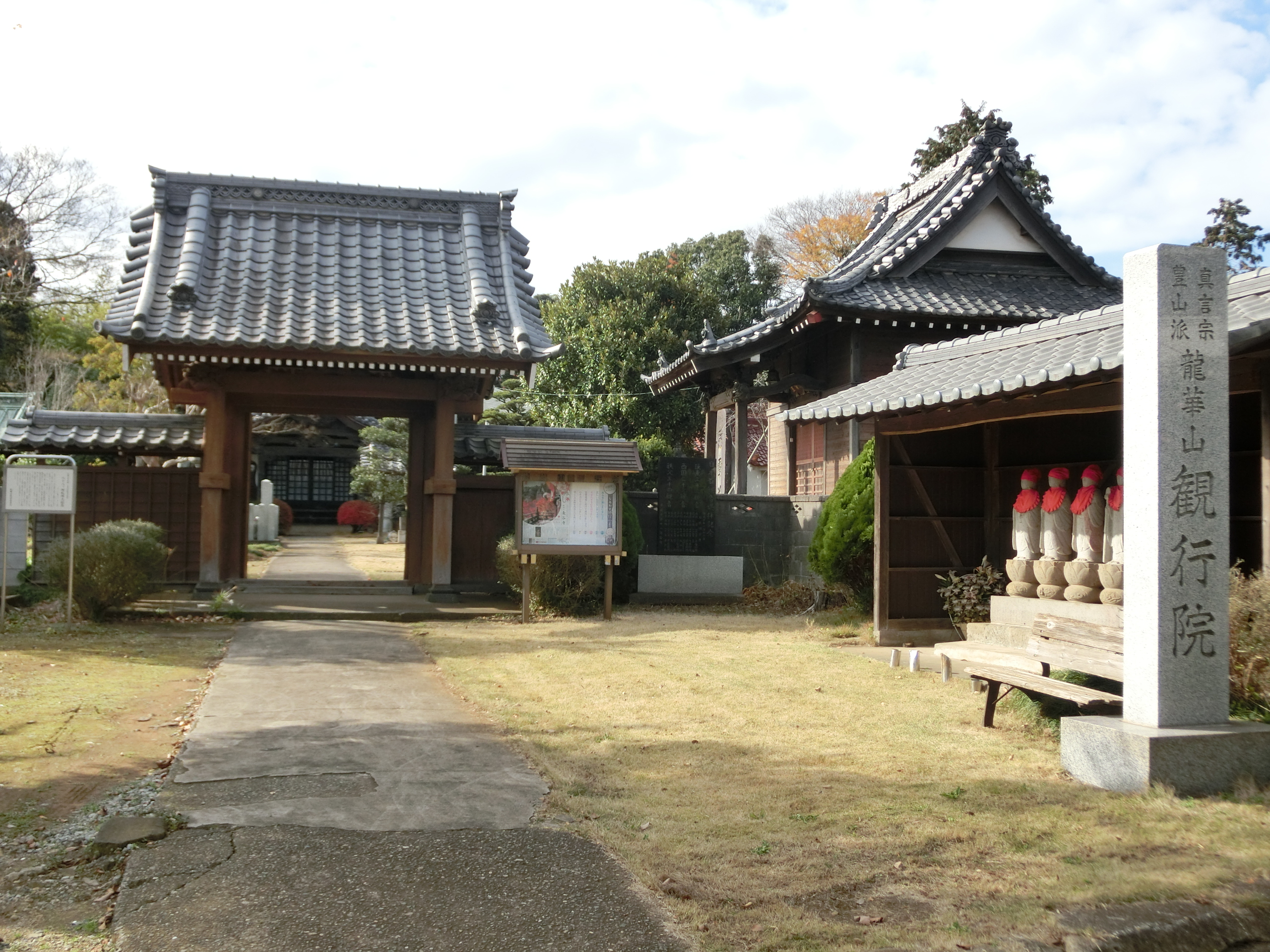
観行院
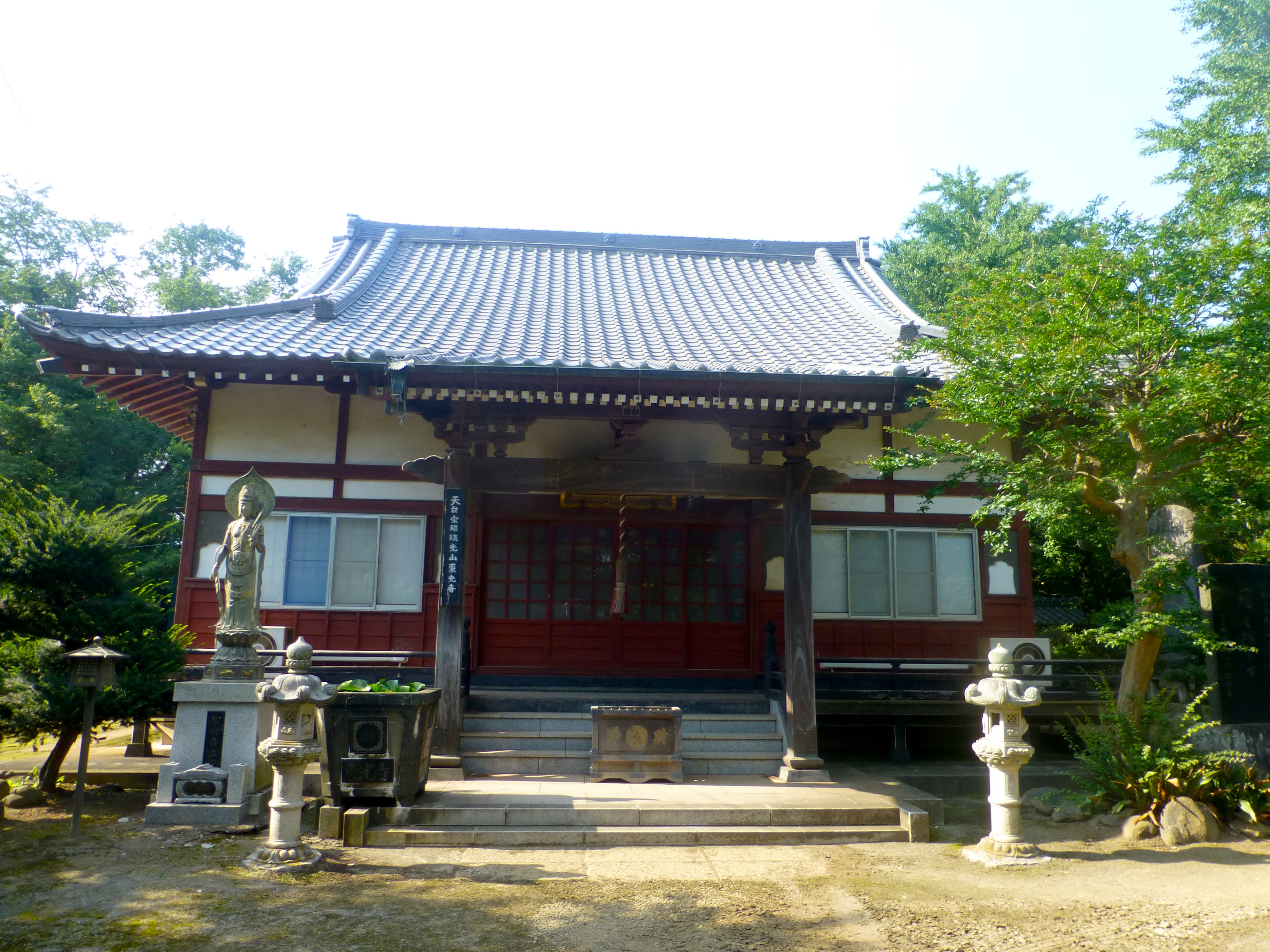
東光寺
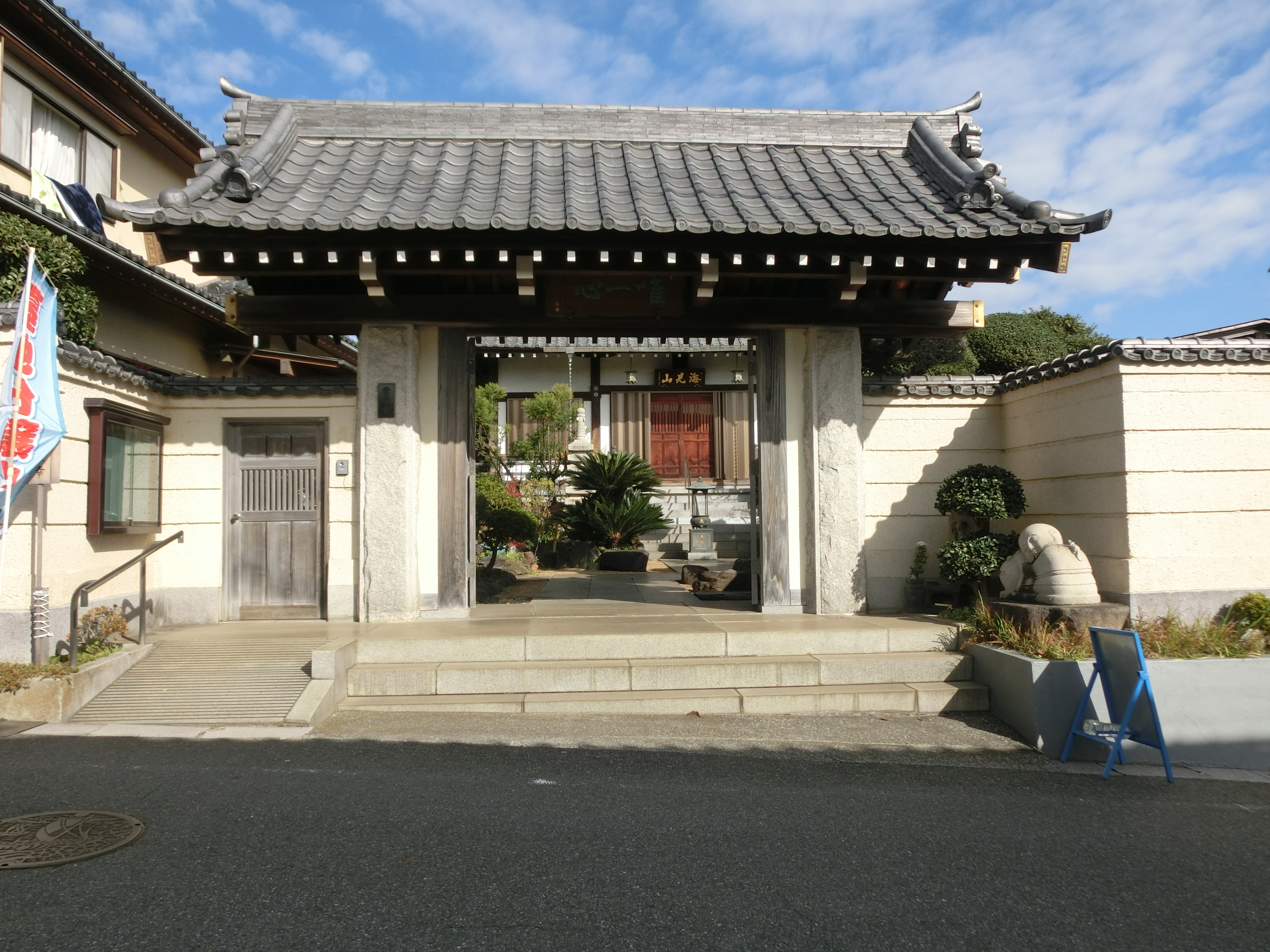
常楽寺
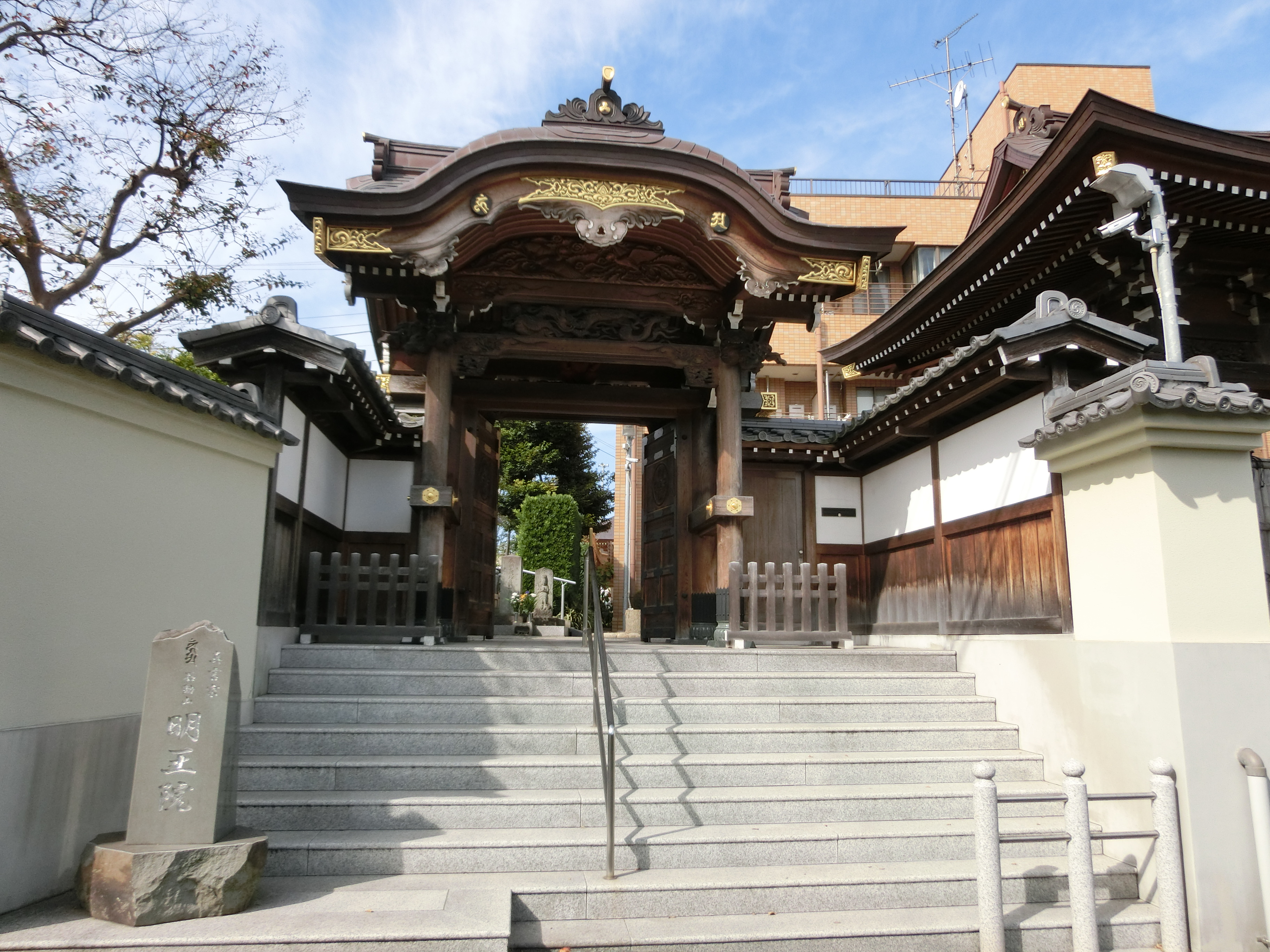
明王院

城館
遺跡
| - 飛ノ台貝塚-市指定史跡。 - 取掛西貝塚-2021年（令和3年）10月11日に市内初の国の史跡に指定された。 - 海老ヶ作遺跡 - 柏上遺跡 - 古和田台遺跡 - 佐倉道南遺跡 - 高根木戸遺跡 - 高根木戸北遺跡 | - 外原遺跡 - 夏見台遺跡 - 夏見大塚遺跡 - 夏見大塚遺跡 - 新山遺跡 - 本郷台遺跡 - 八栄北遺跡 - 薬円台遺跡 - 縄文時代前期の縄文土器や弥生土器などが出土。 |

### 観光スポット
- ふなばしアンデルセン公園
- 船橋フェイスビル
- 市民文化ホールの夾竹桃 - 作家、太宰治は1935年から1936年にかけて船橋に住み、彼の植えた夾竹桃の木は、同市本町の市民文化ホール前で今も見ることができる。
- 三番瀬 - 海岸沿いは基本的に工業地域であるが、その一部に干潟を再生し（元々航路があったが、付け替えにより使われなくなり、再度埋められた）、ふなばし三番瀬海浜公園としている。潮干狩りが楽しめるほか、谷津干潟の鳥の餌場となっている。
- 吉澤野球史料保存館 - 個人コレクションによる野球専門博物館。特に戦前のアマチュア野球の史料は随一。
- 中山競馬場 - 馬との触れ合いやプロジェクションマッピング・イルミネーションが期間限定で行われている。
- 船橋競馬場 - 冬季イルミネーションをはじめ様々なイベントが行われている。
- 行田公園
- 薬円台公園
- 正伯公園（正伯新田） - 江戸時代に小石川養生所の薬草園がこの地に作られ、幕府の命を受けた幕府御医師並の丹羽正伯（同行：日本橋の薬種商桐山太右衛門）によって設立されこれを記念する公園。
- 北習志野近隣公園
  - 菖蒲園
  - 習志野原子和清水給水跡

温泉
温泉をうたう入浴施設が点在している。その多くは泉質不明の銭湯であるが、玉川旅館の「湊温泉」のみ唯一の温泉法の温泉（メタ珪酸・メタ硼酸）として知られる。
- 湊温泉
  - 玉川旅館 - 正式名称は「割烹旅館・玉川」、格式と伝統をもつ旅館である。本館・第一別館・第二別館の3棟が国の登録有形文化財に登録されている。

### 名産品
- 船橋三番瀬のり - 三番瀬の知名度を生かして売り出している[69][70]
- 船橋ソースラーメン（ご当地ラーメン）
- 佃煮
- ナシ - 特産であり[152]、栽培技術の先進地として知られている[153]。
- ホンビノス貝 - 21世紀になって漁獲されるようになった新しい名産品。船橋市が公式に「船橋漁業の救世主」と謳っている[154]。

### 祭礼・行事
市内の主なの祭礼・祭り

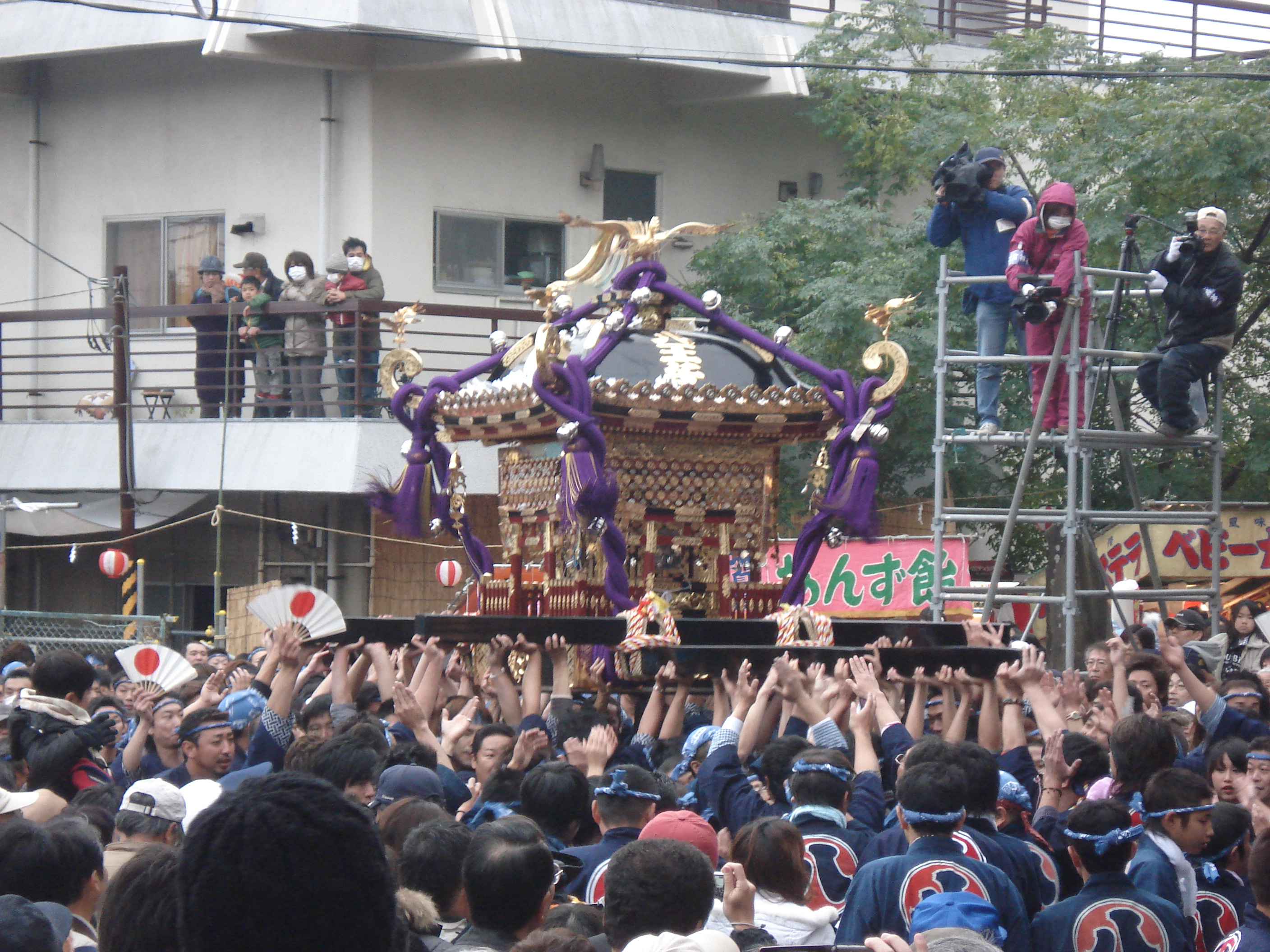
二宮神社式年大祭（下総三山の七年祭り）

- 二宮神社式年大祭（下総三山の七年祭り） - 丑年と未年の11月に行う、以下参加する神社。
  - 船橋市 - 二宮神社，八王子神社（古和釜）
  - 千葉市 - 子安神社（花見川区畑），子守神社（花見川区幕張），三代王神社（花見川区武石）
  - 習志野市 - 菊田神社（津田沼），大原大宮神社（実籾）
  - 八千代市 - 時平神社（大和田・萱田町），高津比咩神社（高津）
- ふなばし市民まつり 7月下旬
- ふなばしミュージックストリート 10月
- 奉納相撲（意富比神社:船橋大神宮）10月20日
- 水神祭：船橋漁港（船橋大神宮）4月3日
- 神保ばやし

| 秋の祭礼 神楽：獅子の舞われる祭礼 - 高根：神明神社 10/15 - 高根：秋葉神社 10/24 - 下飯山満：神明神社 10/18 - 上飯山満：大宮神社 10/23 | 冬の祭礼 - 三山：大火揚（二宮神社） 旧暦11/13 - 市内全域：しまいエビス 11/20または12/20 - 市内全域：川浸り餅 12/1 - 宮本：茜の市（船橋大神宮〈意富比神社〉境内の大鳥神社） 12月茜の日 - 本町及び海神：ジャランコ 12月 - 3月 - 中野木：中野木の辻切り 毎年2月最初の午の日 |

その他の祭礼（地区名及び字）
| - 印内：春日神社 10/14 - 10/15 - 印内：八坂神社 10/22 - 10/23 - 後貝塚：熱田神社 10/9 - 大穴：神明神社 10/7 - 小栗原：稲荷神社 10/18 - 10/19 - 小野田：安房神社 10/17 - 海神：日枝神社 9月第2日曜（3年毎） - 金杉：神明社 10/18 - 10/20 - 金掘：日枝神社 10/19 - 上飯山満（本郷）：王子神社 10/9 - 上山：神明社 10/17 - 10/18 - 行田：諏訪稲荷神社 10/23 - 楠が山：湯殿神社 10/7 - 古作：熊野神社 10/29 - 小室：八幡神社 9/15 - 鈴身：鈴身神社 10/29 - 大神保：白幡神社 10/20 - 滝台：八幡神社 10/15 - 田喜野井：子神社 10/19 - 坪井：子安神社 10/6 - 10/7 | - 寺内：妙見神社 10/8 - 10/9 - 東方：神明神社 10/20 - 中野木：八坂神社 10/18 - 七林：金比羅神社 10/19 - 西海神：龍神社（芋祭り） 10/3 - 10/4 - 西夏見：日枝神社 10/8 - 10/10 - 東町（七熊）：意冨比神社 10/18 - 10/19 - 東夏見：稲荷神社 10/18 - 10/20 - 東船橋（原宿）：天神社 10/19 - 10/20 - 二子：羽黒神社 10/9 - 10/10 - 二和：星影神社 10/18 - 10/20 - 藤原：神明社 10/17 - 10/18 - 本郷：葛飾神社 10/14 - 10/15 - 氷ヶ崎：意冨比神社 10/29 - 前原：御嶽神社 10/19 - 馬込：天満宮 10/25 - 三咲：三咲神社 10/15 - 南三咲：浅間宮 10/15 - 本中山（兵庫新田）：高石神社 10/18 - 10/19 - 薬円台：神明神社 10/14 - 10/15 |

### 文化財
千葉県指定および国登録文化財一覧。
| 番号 | 指定・登録 | 類別                     | 名称                                   | 所在地                   | 所有者または管理者 | 指定年月日       | 備考       |
| ---- | ---------- | ------------------------ | -------------------------------------- | ------------------------ | ------------------ | ---------------- | ---------- |
| 1    | 県指定     | 有形文化財（建造物）     | 西福寺 石造五輪塔・西福寺石造宝篋印塔  | 船橋市宮本6-16-1         | 西福寺             | 昭和42年12月22日 | 2基        |
| 2    | 県指定     | 有形文化財（彫刻）       | 木造蔵王権現三尊立像                   | 船橋市前原東5-43         | 御嶽神社           | 昭和33年4月23日  | 3躯        |
| 3    | 県指定     | 有形文化財（彫刻）       | 木造五智如来坐像                       | 船橋市西船3-3-4          | 正延寺             | 平成5年2月26日   | 5躯        |
| 4    | 県指定     | 有形文化財（工芸品）     | 南蛮胴具足                             | 船橋市金杉               | 個人               | 平成20年3月18日  | 1領        |
| 5    | 県指定     | 有形文化財（古文書）     | 天正検地帳                             | 船橋市ほか               | 船橋市他           | 昭和57年4月6日   | 18件・71冊 |
| 6    | 県指定     | 有形民俗文化財           | 灯明台                                 | 船橋市宮本5-2-1          | 意富比神社         | 昭和37年5月1日   | 1基        |
| 7    | 県指定     | 無形民俗文化財           | 小室の獅子舞                           | 船橋市小室町             | 小室獅子講         | 昭和39年4月28日  |            |
| 8    | 県指定     | 無形民俗文化財           | 下総三山の七年祭り                     | 船橋市三山・古和釜町ほか | 七年祭り保存會     | 平成16年3月30日  |            |
| 9    | 県指定     | 記念物（史跡）           | 明治天皇船橋行在所                     | 船橋市本町4-38-15        | 千葉銀行           | 昭和9年12月18日  |            |
| 10   | 国登録     | 登録有形文化財（建造物） | 東葉高等学校正門（旧近藤家住宅長屋門） | 船橋市飯山満町2-670-1    | 船橋学園           | 平成13年4月24日  | 1件        |
| 11   | 国登録     | 登録有形文化財（建造物） | 玉川旅館本館他                         | 船橋市湊町2-2720-9他     | 個人               | 平成20年4月18日  | 3件        |

景観重要建造物
景観法に基づき、船橋市が指定した景観重要建造物
- ふなばしアンデルセン公園の風車 - 2011年12月1日指定
- 船橋大神宮灯明台 - 2016年4月1日指定
- 廣瀬直船堂 - 2016年4月1日指定

## 著名な出身者等
船橋市出身・ゆかりの人物一覧
| 政治家・官僚・行政関係者 - 野田佳彦 - 第95代 内閣総理大臣 - 志位和夫 - 第4代 日本共産党中央委員会議長、船橋市在住。出身地は四街道市。 - 木村哲也 - 衆議院議員 - 秋葉就一 - 八千代市長 - 田久保眞紀 - 静岡県伊東市長 - 豊田真由子 - 衆議院議員 - 斉藤和子 - 衆議院議員 - 西園勝秀 - 衆議院議員 - 水沼秀幸 - 衆議院議員 - 原宏彰 - 第30代船橋市副市長 - 松本敦司 - 第32代船橋市副市長 - 大野裕夫 - 国土交通省大臣官房運輸安全政策審議官、新潟県副知事 - 立花孝志 - NHKから国民を守る党代表。2015年の船橋市議会選挙において初当選を果たし、同党は国政・地方選挙を通じて初めて議席を得た。なお、翌年の東京都知事選挙に立候補したため、自動失職している。 武家 - 成瀬之成（下総栗原二代藩主） - 成瀬之虎（下総栗原三代藩主） 軍人 - 大野博（海軍軍人） - 蓮沼蕃 - 陸軍大将、騎兵実施学校教官時代に船橋本町に在住。 - 山梨勝之進 - 海軍大将、大角人事によって海軍を辞めた後、船橋で6年間隠居生活を送る。 経営者 - 板倉雄一郎（ベンチャーマトリックス株式会社創設者） - 藤本真佐（ツタヤオンライン創業者、デジタルハリウッド共同創業者） 学者 - 岡本清 - 一橋大学・東京国際大学名誉教授、原価計算・管理会計の大御所。 - 植村八潮 - 専修大学教授 画家 - 石井鼎湖（日本画家） - 鈴木鵞湖 - 江戸時代末に活躍した絵師。 - 増山れな（画家、ジャーナリスト、映画監督、政治活動家、パフォーマー、作家、参院選立候補経験者、千葉市という説もある） - 吉橋秋月（日本画家） 彫刻家 - 石井鶴三 | 文学者 - 川端康成 - 小説を執筆した際に滞在した旅館「月廼家」が中央公民館に移築され、2007年（平成19年）4月10日から一般公開された。 - 高橋義夫（小説家） - 第106回直木賞受賞。 - 根本美佐子（小説家・原作者）第二回幻冬舎ルネサンス新人賞大賞受賞。フューチャーコミック大賞受賞 - 太宰治 - 市内に旧居跡があり、前期の傑作が執筆された。市内に文学碑があり、「船橋桜桃忌」も行われていた。船橋が小説「人間失格」の終章に登場する。また、小説「東京八景」には、薬物依存に苦しむ太宰の船橋での生活が描かれている。小説集「晩年」の中の小説の「めくら草紙」には、庭に夾竹桃を植えたこと等が書かれている。小説「十五年間」の中では、自分が上京した後、住んだ25箇所の中で最も愛着の深い場所だと書いている。太宰の植えた夾竹桃の木は、市内の市民文化センターの前に移植されている。 - 村上春樹 - 1980年代の初頭、船橋市習志野に在住。小説「羊をめぐる冒険」を執筆した。 俳人 - 升月亭居山（江戸 - 明治時代の俳人） - 太乙庵素英（江戸時代の俳人） - 斎藤園女 - 江戸時代の俳人。 - 鶯亭金升（明治 - 昭和時代の俳人） 絵本作家・漫画家 - いしかわこうじ - 絵本作家。小学2年時から20代前半まで船橋市海神に在住。船橋市立高郷小学校卒業。 - さかざきちはる - 絵本作家、チーバくん・Suicaのペンギンのデザイン等 - たかや健二 - 漫画家 - 羅川真里茂 - 漫画家 - さとう輝 - 漫画家、北海道出身だが船橋市に在住。 写真家 - 藤代冥砂（写真家） |

芸能
| タレント - 秋元才加（元AKB48、出身地は松戸市） - 石村舞波（元Berryz工房、アイドル） - 市井紗耶香（元モーニング娘。、歌手、タレント） - 入山学（お笑いグループカンカラのメンバー） - ウェルダン（お笑いコンビ） - 大森玲子（タレント、出生地は北海道） - 佐藤恵利（女優、歌手） - さとう珠緒（タレント） - 宍倉孝雄 - お笑いコンビ「たぬきごはん」 - 川幡由佳（タレント） - 倉持由香（グラビアアイドル、タレント） - 曽我部和恭（声優） - 滝口順平（声優） - 三遊亭遊雀 - 旧名・柳家三太楼。(落語家） - 立川談修 - 2013年（平成25年）に真打ちに昇進 (落語家） - 長谷川京子（女優、ファッションモデル） - ヒデ （ペナルティ・お笑いタレント） - FLIP-FLAP（タレント） - 山本梓（タレント） - 夏目理緒（タレント） - 西脇美智子（ボディビルダー・女優・スタントウーマン） - 若水ヤエ子（女優、コメディアン） - 渡辺明乃（声優） - 高田みづえ - 歌手。若嶋津六夫の夫人。 - 中村正人 - 「DREAMS COME TRUE」リーダー。高校2年時に在住。 - 土屋伸之 - お笑いコンビ「ナイツ」。船橋市立古和釜中学校出身） - 劇団ひとり - お笑いタレント。千葉県立船橋高等学校定時制普通科卒業。 - 矢沢心 - タレント。K-1選手の魔裟斗夫人。千葉県立船橋法典高等学校卒業。 - 山下智久 - 元NEWS。 | 指揮者 - 現田茂夫（指揮者） - 吉田裕史（指揮者） ミュージシャン - 奥華子（ミュージシャン） - 加藤達也（作・編曲家） - 倉木麻衣（歌手、高校1年生時まで在住し、2年時より大阪府枚方市へ編入・転居） - 高橋涼子（シンガーソングライター） - 寺田恵子（ミュージシャン・SHOW-YA） - h-wonder（ミュージシャン） - KIYOSHI（ミュージシャン） - Ju-ken（ミュージシャン） - 多田慎也（作詞・作曲家、音楽プロデューサー） - 小林泉美 俳優 - 伊藤淳史（俳優） - 伊藤隆大（俳優） - 酒井良太（ミュージカル俳優） - 高梨臨（女優） - 田中美奈子（女優、タレント、歌手） - 持田真樹（女優） - 鳳月杏（宝塚歌劇団月組トップスター） 放送 - 岩野吉樹（NHKアナウンサー） - 遠藤雅也（北海道テレビ放送アナウンサー、元中部日本放送アナウンサー） - 大沢悠里（フリーアナウンサー） - TBS在籍中には芝山に在住した時期がある。 - 髙𣘺彩（フリーアナウンサー、元NHK新潟放送局契約キャスター） - 田中美和子（フリーアナウンサー、タレント、ラジオパーソナリティ） - 寺内皓大 (NHKアナウンサー) - 富永美樹（フリーアナウンサー、元・フジテレビアナウンサー） - 宮田修（NHK元エグゼクティブアナウンサー） - 吉川七瀬（フリーアナウンサー・元AKB48） - 吉田伸男（フリーアナウンサー・元フジテレビアナウンサー） - 条谷有香 (NHKアナウンサー) |

スポーツ
| 五輪 - 川口悠子（元バンクーバー五輪フィギュアスケートロシア代表） - 黒鳥文絵（元水泳選手、元アトランタ五輪代表） - 白神守（元メキシコ五輪バレーボール代表、銀メダリスト） - 鈴木秀夫（元アテネ五輪マラソン監督） - 花岡麻帆（元アテネ五輪走り幅跳び代表） - 吉沢賢（元アテネ五輪400メートルハードル代表） 野球 - 秋広優人（プロ野球選手） - 岩嵜翔（プロ野球選手） - 小笠原孝（元プロ野球選手） - 酒井勉（元プロ野球選手） - 土橋勝征（元プロ野球選手） - 橋上秀樹（元プロ野球選手） - 林昌範（元プロ野球選手） - 松浦宏明（元プロ野球選手） - 望月大希（プロ野球選手） - 髙山俊（元プロ野球選手） - 長岡秀樹 (プロ野球選手) - 長冨浩志（元プロ野球選手） - 山崎正貴（元プロ野球選手） - 度会博文（元プロ野球選手） - 新井勝也（独立リーグ野球選手） - 中原啓吾（元プロ野球チームトレーナー） サッカー - 小宮山尊信（サッカー選手） - 鬼木達（元サッカー選手） - 大野俊三（元サッカー選手） - 名塚善寛（元サッカー選手） | バスケットボール - 岩佐潤（プロバスケットボール選手・Sealz.exe所属） - 原修太（Bリーグ 千葉ジェッツふなばし） - 田代直希（Bリーグ 千葉ジェッツふなばし） - 平良彰吾（Bリーグ 琉球ゴールデンキングス） - 伊藤達哉（Bリーグ 琉球ゴールデンキングス） - 石井講祐（Bリーグ シーホース三河） 相撲 - 荒馬吉五郎（江戸時代の相撲力士） - 照ヶ嶽光右エ門（江戸時代の相撲力士） - 金湊仁三郎（昭和初期の相撲力士） - 富士乃真司（元大相撲力士） - 敷島勝盛（元大相撲力士） - 琴剣淳弥（元大相撲力士） - 若荒雄匡也 - 2011年（平成23年）に小結に昇進（元大相撲力士） - 6代木村玉治郎（現役大相撲幕内格行司） - 若嶋津六夫 - 元大関、現荒磯親方。1990年（平成2年）2月18日に松ヶ根部屋を創設。 格闘技 - 藤田和之（格闘家） - 長与千種（女子プロレスラー、実業家） - 星輝ありさ（元女子プロレスラー、スターダム所属） - 緑川アイラ（フリーライター、元女子プロボクサー、船橋市役所在職時にデビュー） その他スポーツ - 加瀬秀樹（プロゴルファー） - 西郷真央（女子プロゴルファー） - 野平祐二（元JRA騎手） - 津村明秀（JRA騎手） - 安田富男（元JRA騎手） - 渡邊竜也（地方競馬騎手） - 荒井七海（中距離走選手、1500m日本記録保持者） |

その他
- 高橋佑二郎（将棋棋士）
- 田家秀樹（音楽評論家、ノンフィクション作家、音楽番組パーソナリティ、音楽番組監修者、日本放送作家協会会員）
- ARuFa（Webライター、ブロガー、音楽家） ※出生地は東京都

## 船橋市を舞台・ロケ地とした作品
現代作品
- 童謡（川端康成）：三田浜地区を舞台にした小説[179]
- 宮本武蔵（吉川英治）：小説
- 人間失格（太宰治）：小説（終章に登場する）
- 東京八景（太宰治）：小説
- 極道の食卓（立原あゆみ）：海老川等の市内各所が登場する。
- 地球防衛家族：漫画・アニメ
- フルメタル・パニック!（賀東招二）：漫画・アニメ（第14話のみ登場）
- あんころ。（万乗大智）：漫画
- ツマヌダ格闘街（上山道郎）：漫画
- エリートヤンキー三郎（阿部秀司）：漫画
- 僕だけがいない街：アニメ 現代の主人公が住んでいる街。船橋中央図書館やスーパーなどが描かれている。
- きらきら眼鏡（森沢明夫）：小説 船橋市内各所が登場する。
- ふなふな船橋（吉本ばなな）：小説 主人公は船橋市の少女。市内に実在する商業施設や飲食店が物語の舞台になっており、ふなっしーのぬいぐるみが重要なアイテムとして登場する。
- 冤罪犯（翔田寛）：小説 船橋市で発生した殺人事件を巡る物語。千葉県警船橋警察署刑事課の刑事が主人公。小泉孝太郎主演でテレビドラマ化もされた。
- 北京的西瓜：映画 実際に船橋市にあった八百屋をモデルにしている。
- ファーストミッション（HAYATE）：映画 監督兼主演が船橋市出身であり、物語の舞台として、ロケを船橋港親水公園など全て船橋市内で行っている[180]。
- 20歳のソウル：小説 2017年1月に20歳で死去した船橋市立船橋高等学校出身の浅野大義と、彼の志を引き継いだ吹奏楽部の人間模様を描く[181][182]。2022年に実写映画化されており[181]、船橋市中心でのロケ撮影となった[183]。
- 風が通り抜ける道（2024年公開映画/沖縄県後援）第一空挺団の基地を本撮影している。